# 2019冠狀病毒病中國大陸反應與影響
2019冠狀病毒病中國大陸反應與影響介紹在2019新型冠狀病毒疫情中，在中國大陸党政机关与社会对疫情的反应与此次疫情造成的影响。
2020年1月7日，中共中央总书记习近平主持召开中共中央政治局常委会，对疫情防控工作提出了要求，他要求不能影响即将到来的春节节日气氛，导致疫情开始失控。1月20日，習近平及中華人民共和國國務院總理李克強就疫情作出指示後，国务院联防联控机制于1月20日召开电视电话会议，国家卫生健康委成立新型冠状病毒感染的肺炎应对工作小组。李克强随即召开国务院常务会议，部署疫情防控工作。同日，国家卫生健康委员会经国务院批准，发布公告：将新型冠状病毒感染的肺炎纳入《中华人民共和国传染病防治法》规定的乙类传染病，并采取甲类传染病的预防、控制措施，将新型冠状病毒感染的肺炎纳入《中华人民共和国国境卫生检疫法》规定的检疫传染病管理。
1月23日，交通运输部要求暂停进入武汉的道路水路客运班线发班；暂停进入武汉市的省际、市际包车客运业务。至1月24日，中國大陸30個省區市相繼啟動重大公共衛生事件一級響應。1月25日，中共中央总书记习近平主持召开中共中央政治局常务委员会会议，听取新型冠状病毒感染的肺炎疫情防控工作汇报，並决定中共中央將成立应对疫情工作领导小组，在中央政治局常务委员会领导下开展工作，由李克强担任组长。党中央將向湖北等疫情严重地区派出指导组，推動當地防控工作。截至28日有6000名醫務人員馳援武漢。
3月12日下午15时，国家卫健委发言人在国务院联防联控新闻发布会表示，“武汉新增确诊8例，湖北除武汉已连续1周无新增，湖北以外省份新增7例中6例为境外输入，我国本轮疫情流行高峰已经过去”。
3月23日，国务院总理兼中央应对疫情小组组长李克强宣布，以武汉市为主战场的中国本土疫情传播已基本阻断，抗疫获得初步成功。
4月3日，国务院决定，2020年4月4日举行全国性哀悼活动。在此期间，全国和驻外使领馆下半旗致哀，全国停止公共娱乐活动。4月4日10时起，全国人民默哀3分钟，汽车、火车、舰船鸣笛，防空警报鸣响。
2020年4月以来，中国大陆疫情进入“常态化防控阶段”，在探索后施行“动态清零”政策。该政策指在遵循“外防输入、内防反弹”的基础上，“发现一起、扑灭一起”，快速切断每一起传播链，使每场疫情均以感染者清零、传播链中断为止。中共中央总书记习近平多次发出指示必须坚持动态清零政策，强调中国的防控方针是由党的性质和宗旨决定的。
评论认为习近平反对与病毒共存，强推清零政策造成的沉没成本已经太高，故2022年中共二十大以前必须继续清零是保住他顺利打破限制再次连任中共中央总书记，实际上是执行政治任务，将政治工作凌驾于科学之上。
由于中共中央总书记习近平在中共二十大连任后继续力推清零政策处理新冠疫情，不断的严密封锁措施严重影响经济民生。到了2022年底爆发白紙運動後，迫使习近平取消严格的防疫措施，改为与病毒共存，管控造成的经济危机才得以舒缓。

## 党政机关反应

### 地方反应

#### 武汉市前期反应
事后的流行病学调查指，最早的已知病例患者症状出現於2019年12月1日。首個前往醫院就診病例患者症狀出现於12月8日。12月中下旬開始武汉多所医院出现大量曾到访华南海鲜市场的病例，共佔到最初41人中的27例，但有14人沒有接觸史。
2019年12月26日，湖北省中西医结合医院呼吸与重症医学科主任张继先發現有4名病人肺部有异樣，且該肺部感染與其他肺炎不同，怀疑該疾病是傳染病。其中一人來自華南海鮮市場。次日張向醫院匯報。醫院又將情況匯報給武汉市江汉区疾病预防与控制中心。12月28日和29日醫院又收治三位來自华南海鲜市场的病人。此三位與26日收治的四位病人肺部表現均一致。
12月27日，广州微远基因从12月24日武汉中心医院提供的病人样本中首次发现存在新冠状病毒，其负责人于28、29日前往武汉向医院、疾控中心汇报分析结果。
12月29日下午1点，湖北省中西医结合医院分管院长夏文广召集专家会诊，对该院收治的7个病例进行了逐一讨论，发现有关病例影像学特殊、全身症状明显，实验室检查发现肌酶、肝酶都有变化。了解到同济医院、协和医院也有两例有华南海鲜市场经历、有类似病史的患者，决定直接向湖北省卫健委、武汉市卫健委疾控处报告。湖北省、武汉市卫健委疾控处接到报告后指示武汉市疾控中心、金银潭医院和江汉区疾控中心到湖北省中西医结合医院展开流行病学调查。
12月29日傍晚，武汉市传染病定点收治医院武汉市金银潭医院业务副院长黄朝林和ICU主任吴文娟来到湖北省中西医结合医院，逐一查看了这7个病人，接走了6位病人，其中轻症三位、重症三位。
12月30日，北京博奥医学检验所将武汉中心医院提供病人样本送检报告反馈给医生，检测结果为“SARS coronavirus”（SARS冠状病毒），武汉市中心医院医生第一时间向医院公共卫生科和院感部门报告，同时检测报告开始在武汉医生微信群中传播。
同日，华大基因将武汉当地医院提供样本的测序结果口头通报给武汉协和医院，称病原体是一种新的冠状病毒，与SARS相似，建议医院向武汉市卫健委报告。
同日，武汉市卫生健康委员会发布《关于做好不明原因肺炎救治工作的紧急通知》和《市卫生健康委关于报送不明原因肺炎救治情况的紧急通知》，并于当晚在互联网广为流传，通知中要求加强责任领导、规范医疗救治、严格信息上报，强调“发生不明原因肺炎要积极调动力量就地救治”，“未经授权任何单位、个人不得擅自对外发布救治信息”。当晚武汉市中心医院各科室微信群里收到转发自武汉市卫健委的信息：“请大家……不要随意对外发布关于不明原因肺炎的通知及相关信息……否则市卫健委将严肃查处。”
12月31日，武汉市疾病预防控制中心证实前一天发布文件的真实性，确认华南海鲜市场出现不明原因肺炎病人。武汉市卫健委表示已有27例病例中有7例重症，另20例病情稳定可控。国家卫生健康委员会也于同日派第一批专家赴武汉调查。专家从病情、治疗转归、流行病学调查、实验室初步检测等方面情况分析认为，上述病例系病毒性肺炎，调查未发现明显人传人现象，未发现医务人员感染。
2020年1月1日，武汉市江汉区市场监督管理局和卫生健康局联合发出公告，决定对华南海鲜批发市场实行休市，进行环境卫生整治。据媒体报道，华南海鲜批发市场内的大部分商户已关门停业。
同日，武漢市公安局通報有8人因散播武漢有SARS疫情的「不實消息」被傳喚，並於1月3日傳喚李文亮、劉文、謝琳卡等多位醫生訓誡或警示，要求勿散播有關肺炎的「不實資訊」，中央电视台、新华社等国家级媒体以“8人因网上散布‘武汉病毒性肺炎’不实信息被依法处理”为题报道。
同日，部分基因测序公司人士收到湖北省卫健委电话，通知武汉如有新冠肺炎的病例样本送检，不能再检；已有的病例样本必须销毁，不能对外透露样本信息，不能对外发布相关论文和相关数据，“如果你们在日后检测到了，一定要向我们（省卫健委）报告”。
1月3日，武汉市卫计委通报武漢肺炎病例44例，未出現死亡病例。但根據中国疾病预防控制中心新型冠状病毒肺炎应急响应机制流行病学组2月12日的论文《新型冠状病毒肺炎流行病学特征分析》分析，2019年12月31日前就有感染者104人，15人死亡。
同日，武汉市开始使用“中国传染病疫情和突发公共卫生事件网络直报系统”上报此不明原因肺炎，1月10日停止，1月24日新冠肺炎加入到网络直报系统中后，恢复上报。
1月3日前后，国家卫健委专家组和地方专家组共同起草了《不明原因的病毒性肺炎医疗救治工作手册》。其中对“病例的发现与报告”一项规定：各级各类医疗机构的医务人员发现符合疾病定义的病例后，应立即报告医疗机构相关部门，由医疗机构在12小时内组织本单位专家组进行会诊和排查，仍不能明确诊断的，应立即填写传染病报告卡，注明“不明原因的病毒性肺炎”并进行网络直报，直报病种选择“不明原因肺炎”。
1月4日，武汉市卫健委向医院下发《不明原因的病毒性肺炎医疗救治工作手册》，其中规定，对于疑似病例，院内需12小时内组织专家会诊，会诊不能排除时应立即上报传染病报告卡，即《中华人民共和国传染病报告卡》。
1月5日，武汉江汉区卫健委组织开会，“传达市级指导手册的精神”。其中要求“医院专家会诊和区级专家会诊均不能排除其他疾病后，应上报区卫健局，由区里组织专家会诊，不能排除後再上报传染病报告卡”。
1月上旬，据武汉市中心医院医生田栩，中心医院突然叫停了对不明原因病人的病毒检测。院方接相关部门通知指示，当有发烧、咳嗽症状的病人来到医院，又查不清楚病因时，不允许给患者做肺泡灌洗，也不许拿相关样本向第三方送检做宏基因测序。面对大量涌入的可疑病人，院方不允许医生在传染病直报系统中将病人按“不明原因肺炎上报”，甚至将病人诊断为“病毒性肺炎”都是不允许的，只能诊断为“肺部感染”，这样大量不明原因肺炎患者的真实情况根本无法上报。
1月6日到1月10日，武漢市衛健委疫情通報未有明显变化。在此期間，武漢市召開地方的人大、政協「兩會」。
1月8日，国家卫健委派武汉第二批专家到达武汉，在2月26日《财新》的专访中，其中一名专家透露“（专家组成员）每到一个地方，就问有没有医务人员感染。”但得到的答复，都是“没有”，（武汉方面）“根本不合作”，（有人）向专家组隐瞒了一些医护人员当时已经感染的实情。曾光在3月接受《中国青年报》采访时表示，1月8日，他接到国家卫健委电话，让他第二天一早去武汉。1月9日，他在武汉待了一天。“他们（湖北省和武汉市）说（患者）病情比较轻，跟季节性肺炎差不多，几百个密切接触者没有一个发病的。说得很轻松”。
1月11日，武汉中心医院专家会诊一位疑似病例后，不能排除其他疾病，该医院联系区疾控中心后，被告知采样、流调，要等区卫健委医政科通知。1月12日上午，湖北省卫健委执法监督处处长带队到该院督导发热门诊相关工作，指示：传染病报告卡报告需慎重，省市联合确定后报卡。1月13日上午，武汉市卫健委疾控处处长吴风波、区卫健委疾控科工作人员一行到该院，强调要“慎重上报”，“经区、市、省级逐级检测 ，依然为不明原因肺炎后，‘经省卫健委同意’，才能进行病例信息上报”。1月13日上午9时许，江汉区疾控中心传防科科长王文勇致电市中心医院，要求该院将1月10日上报的不明原因肺炎病人订正为其他疾病。
关于病情上报，他们收到的要求是不允许填“不明原因肺炎”，乃至“病毒性肺炎”，只能写“肺部感染”。中心医院一线医生杨帆说，肺部感染就是一个很宽泛的疾病了，不能凸显新发病毒，也不能凸显人传人。
1月10日，武汉大学中南医院ICU临时隔离病房全部收满。“病房都住满了，市里还没有动静，我们急了，多次向市卫健委，后来向省卫健委继续汇报。”部分医生质疑疑似标准严苛，但市卫健委专家反过来要求中南医院要谨慎申报检测，控制检测名额，表示“你们报太多了”。1月中旬，中南医院医政处再次向省市两级卫健委反映上报问题，遭到口头警告，并批评中南医院“政治觉悟不高”。

1月14日起，武汉市據報在机场、火车站、长途汽车站、客运码头运用红外线温度计来监测离汉旅客的体温状况及發放宣傳冊，但有傳媒指火車站無人為旅客測量體溫，也未見有宣傳冊或肺炎相關提示。

武汉市卫生健康委员会发布的疫情报告数量(前期)

1月15日前，武汉卫健委官方网站的通报中，皆宣称“目前没有发现明确（武漢肺炎）的人传人证据”。但据武汉市中心医院医生陆奕表示。“一月中旬我们有时候一整天一个科室发现的疑似患者就比武汉市卫健委公布的数据多，这些疑似的病人无法写进真实的数据，但这不代表他们不存在，也不代表他们不具有传染性。”
1月14日，武汉卫健委官方网站对新型冠状病毒感染的肺炎疫情知识问答中称“现有的调查结果表明，尚未发现明确的人传人证据，不能排除有限人传人的可能，但持续人传人的风险较低。”而在1月20日感染者急剧增加至136人後，武汉市最新通报中，“有限人传人”、“持续人传人风险低”等说法才不再出現。且从1月11日至1月15日，武汉新型冠状病毒肺炎人数一直停留在41人。根据财新网对武汉大学中南医院重症医学科主任彭志勇的采访，早期中国国家卫健委的诊断标准是“要有华南海鲜市场的接触史，要有发烧症状，全基因组测序，这三条标准都达到才能确诊。尤其是第三点，非常苛刻，实际上极少有人能去做全基因组测序”；1月18日中国国家卫健委调整了诊断标准，“确诊病人的数量就急剧增加了”。
1月18日，国家卫健委派出第三批高级别专家组6位成员从不同地方赶赴武汉，袁国勇在3月接受《财新网》采访时表示，“我们在武汉到访的地方可能都是‘示范单位’，我们问他们（武汉卫健委、武汉疾控中心、武汉当地医院以及湖北卫健委等）什么，他们就答什么，似乎已准备好。不过钟南山就异常尖锐，他追问了好几次‘究竟还有没有’，‘究竟还有没有更多病例’，‘是不是真的是你们讲的这么多个案’”？
1月18日，武汉市江岸区百步亭社区居民委员会举行“百步亭万家宴”万人团圆饭活动。1月21日，武汉市市长周先旺在接受记者采访时表示，“百步亭是中国群众自治非常好的一个样本，他们每年春节前都有万家宴的习惯。今年之所以继续举办这个活动，是基于之前我们对这一次疫情传播是对人与人之间有限性传播的这个判断，所以对这件事预警不够。”
1月19日，武汉市就新冠肺炎召开记者会，武汉市疾病预防控制中心主任李刚在会上表示:“目前综合判断，对本次的疫情初步印象是新型冠状病毒的传染力不强，不排除有限人传人的可能，但持续人传人的风险较低。”受访专家和政府工作人员称，随着各项工作防控措施的实施和落实，疫情可防可控。
1月20日，通報病例數開始大幅增長，武汉市成立新型冠状病毒感染的肺炎疫情防控指挥部。同时强化医务人员防护，严格控制医院感染。凡是在各发热门诊留院观察的病人，所有费用均由政府买单。同日，武汉市人民政府宣布派发20万张可供市民在大年初一到十五免费游黄鹤楼等30个景区的惠民旅游券。
1月21日，武汉市文化和旅游局宣布20日宣布的惠民旅游券活动延期举行。
1月20日下午，湖北省应急管理厅举办春节联欢会。1月21日，中共湖北省委、湖北省政府举行“2020年湖北省春节团拜会”文艺演出活动，湖北省民族歌舞团40多名演职人员参与了多个节目的演出。法国国际广播电台引述湖北省民族歌舞团微信公众号发布的文章（该篇文章后被歌舞团撤下），称歌舞团的数名演员在登台前出现感冒等身体不适症状，最终“带着层层口罩，克服肺炎恐慌”使得演出成功举办。
1月22日晚，武汉市人民政府发布《关于在公共场所实施佩戴口罩有关措施的通告》，要求各公共场所店员和顾客，国家机关、企事业单位工作人员应当佩戴口罩。
1月23日，据财新网报道，香港大学新发传染性疾病国家重点实验室主任、流感研究中心主任管轶在1月21日到达武汉，发现华南海鲜市场已被封锁、地面被清洗消毒，病毒来源第一手证据消失。他又走访了其它菜市场，发现卫生情况很差，只有不到10%的人戴口罩。他经实地考察后认为，“疫情在武汉已经无法控制”，抵達當晚即預訂翌日的機票离开。在机场，管轶观察到机场的地面没有消毒，只有人手握体温计监测体温，安检员只有最简易的一次性口罩，卫生防护并无升级，形容“到22日武汉还是一个不设防的城市”，认为武汉已经错过了黄金防控期。
1月27日，武漢市長周先旺接受中國中央電視台訪問時指「封城」決定阻斷傳染源效果非常明顯，同時亦承認政府應對危機及處理突發事件能力尚待提高，并透露最初疫情之所以不及時披露是因為未獲得上級授權，認為1月20日國務院將疫症列入「乙類傳染病甲類管理」，要求屬地負責後，「我們的工作就主動多了」。

#### 疫区封锁隔离措施

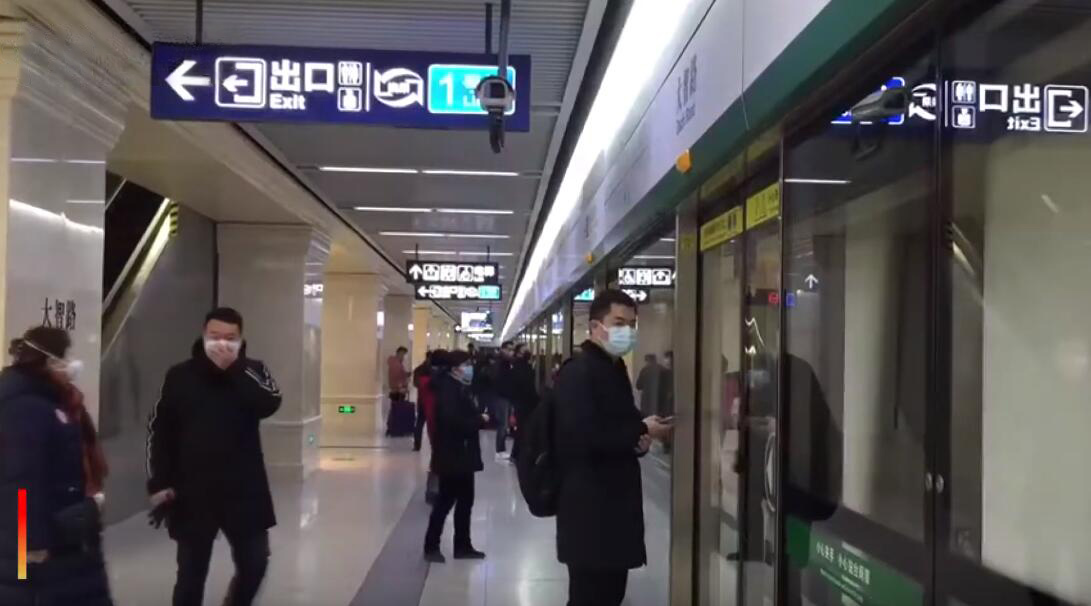
在1月23日武汉市宣布“封城”后，武汉地铁6号线大智路站于当日10时发出末班车

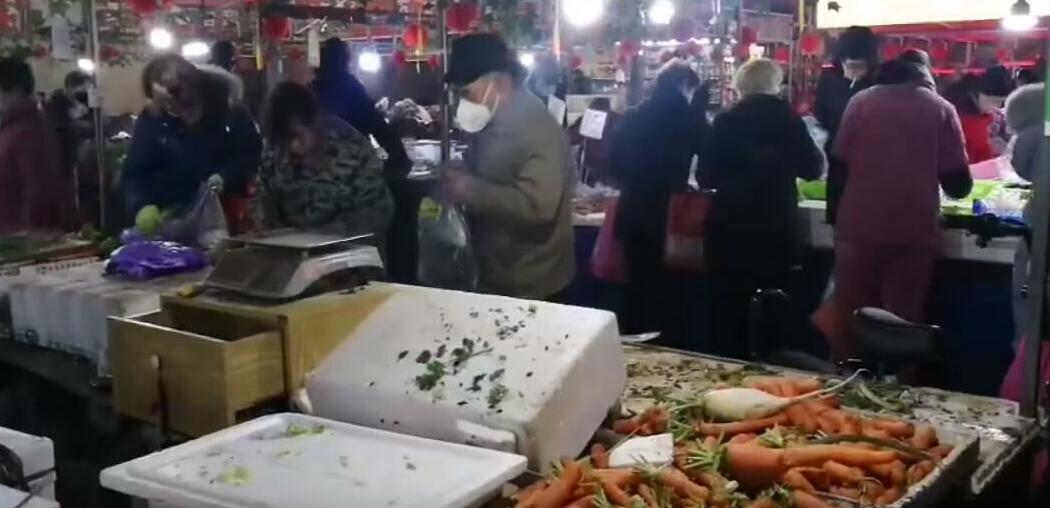
武汉“封城”后，市民采购易于储藏的蔬菜

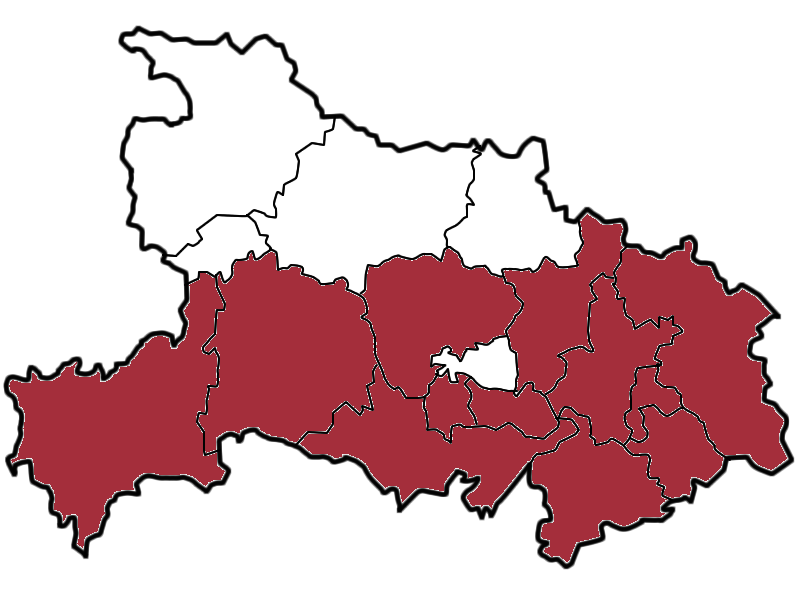
图为已实行疫区封锁措施的湖北省地级行政区、省直管县。除神农架林区外都已封锁

1月23日凌晨，武汉市疫情防控指挥部宣布自当日10时起，武汉市全市城市公交、地铁、轮渡、长途客运暂停运营，机场、火车站离汉通道暂时关闭。路透社报道指，这是近代史上第一例将1100万人口的大城市采取封锁措施1月23日10时起，武汉市正式实施《传染病防治法》规定的“甲类传染病疫区封锁”措施，全面进入封城状态，公交、地铁、飞机等公共交通停止运营。武漢被封鎖之後，武漢兩個相鄰的地級城市，黃岡市和鄂州市的公共交通系統也被封鎖。湖北省內其它12個縣級市及地級市，包括黃石市、赤壁市、荊州市、宜昌市、孝感市、荊門市、枝江市、潜江市、仙桃市、咸寧市、當陽市和恩施州在1月24日前亦陸續實施交通限制，受影響的人數超過5000萬人。重慶市萬州區、梁平區；寧夏回族自治區吳忠市、銀川市、浙江省溫州市、杭州市、樂清市、寧波市；河南省鄭州市、驻马店市；山東省臨沂市；黑龍江省哈爾濱市；江蘇省南京市、徐州市、南通市；福建省福州市；江西省景德鎮市；海南省海口市、三亞市；雲南省昆明市；山東省青島市、濟南市、泰安市、日照市；江西省南昌市；安徽省合肥市；廣西壯族自治區南寧市；河北省石家庄市、遼寧省、江西省；吉林省吉林市；安徽省马鞍山市；广东省珠海市；四川省雅安市、廣東省廣州市、深圳市；甘肅省蘭州市；四川省成都市、遂宁市、廣元市；貴州省貴陽市；河北省唐山市；湖北省；安徽省、天津市；重庆市江津区；重庆市；四川省资阳市、德阳市、绵阳市；广东省佛山市、惠州市、东莞市；陕西省汉中市；江苏省无锡市、北京市、上海市均有實施封闭式管理措施。2月12日，湖北省十堰市張灣區首度實施全封閉型的戰時管制，随後，湖北省孝感市大悟县和雲梦县也分别于2月13日和14日实施战时管制。
至此中國大陸宣佈實施封閉式管理的城市，共有至少8個一級行政區（4直轄市4省，共144個二級行政區）與其他省市至少34個二級行政區，共178個（含25個省會與副省級市）。

#### 其他地方措施

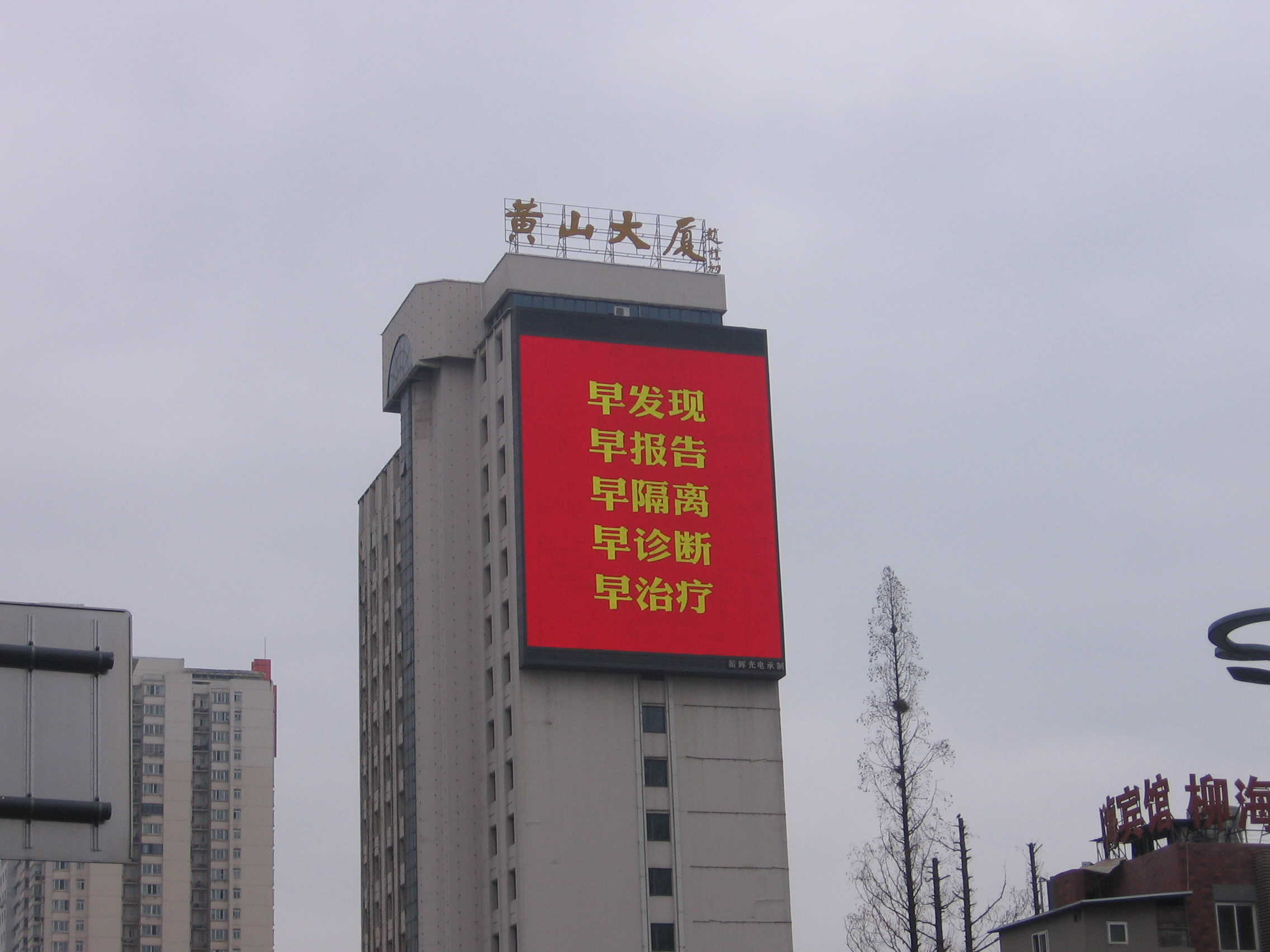
安徽省合肥市黄山大厦外电子屏显示的标语：“早发现、早报告、早隔离、早诊断、早治疗”

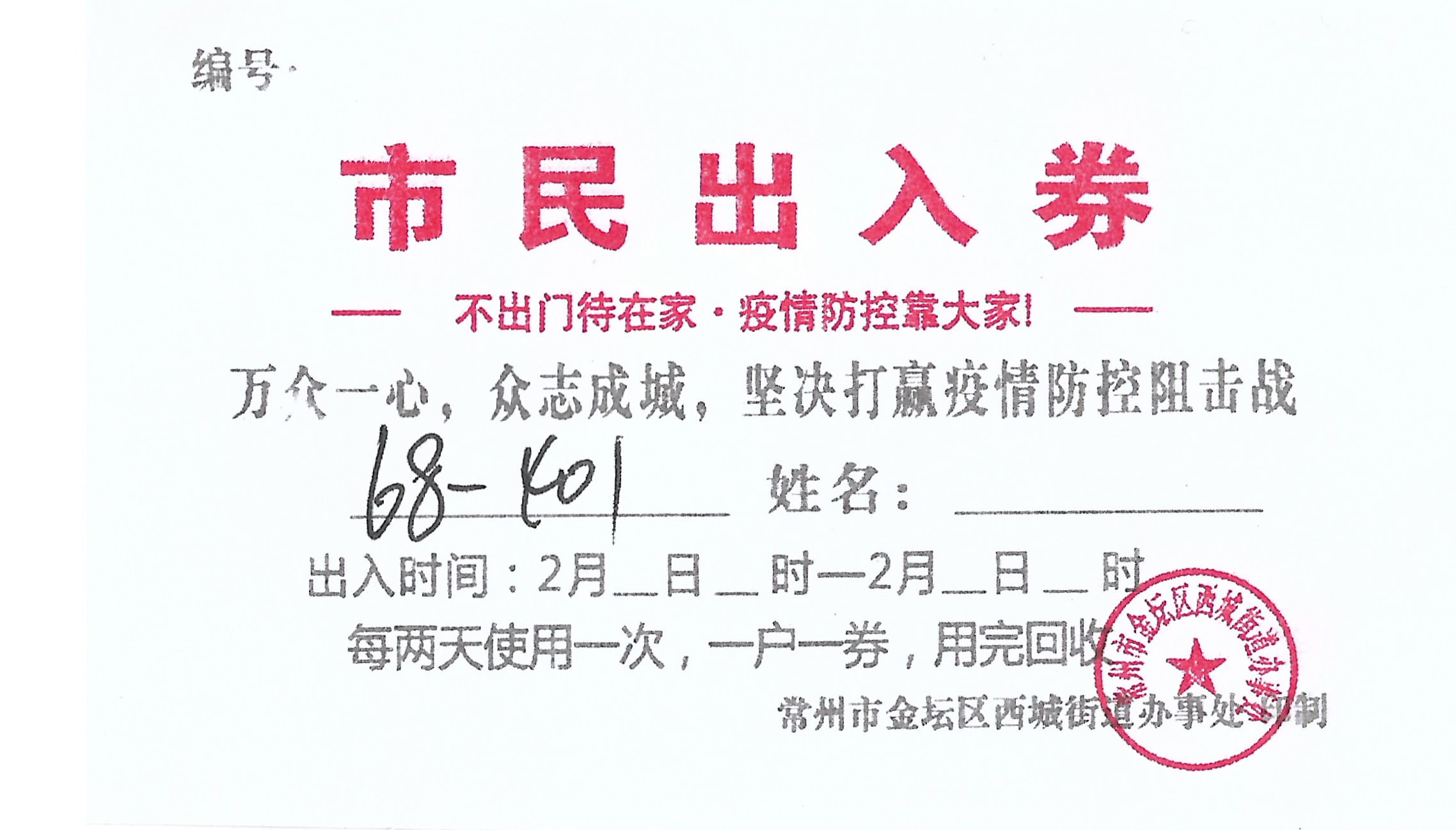
江苏省常州市金坛区实行封闭管理，市民每两天方许持券外出采购一次

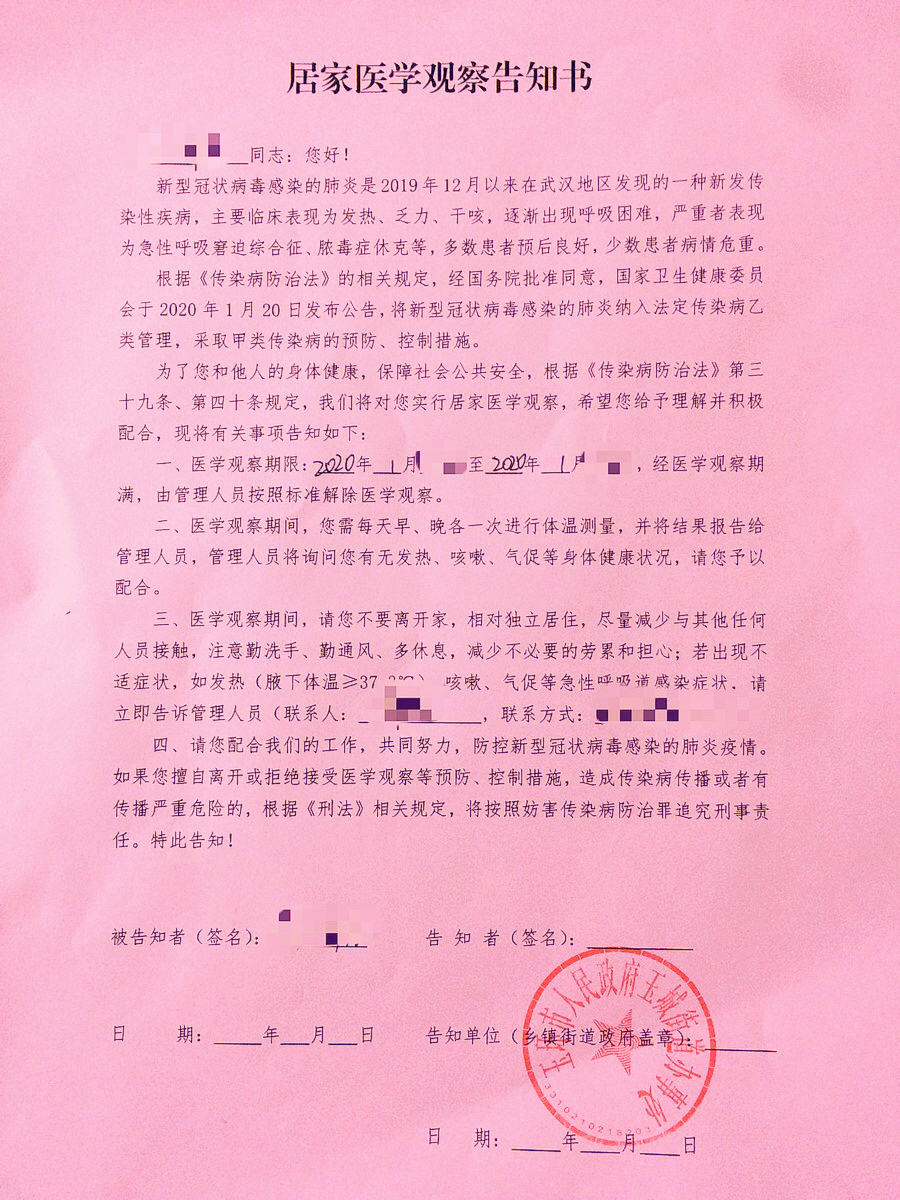
浙江省玉环市玉城街道向一武汉籍来玉人员出具的《居家医学观察告知书》，要求其自行居家观察14天

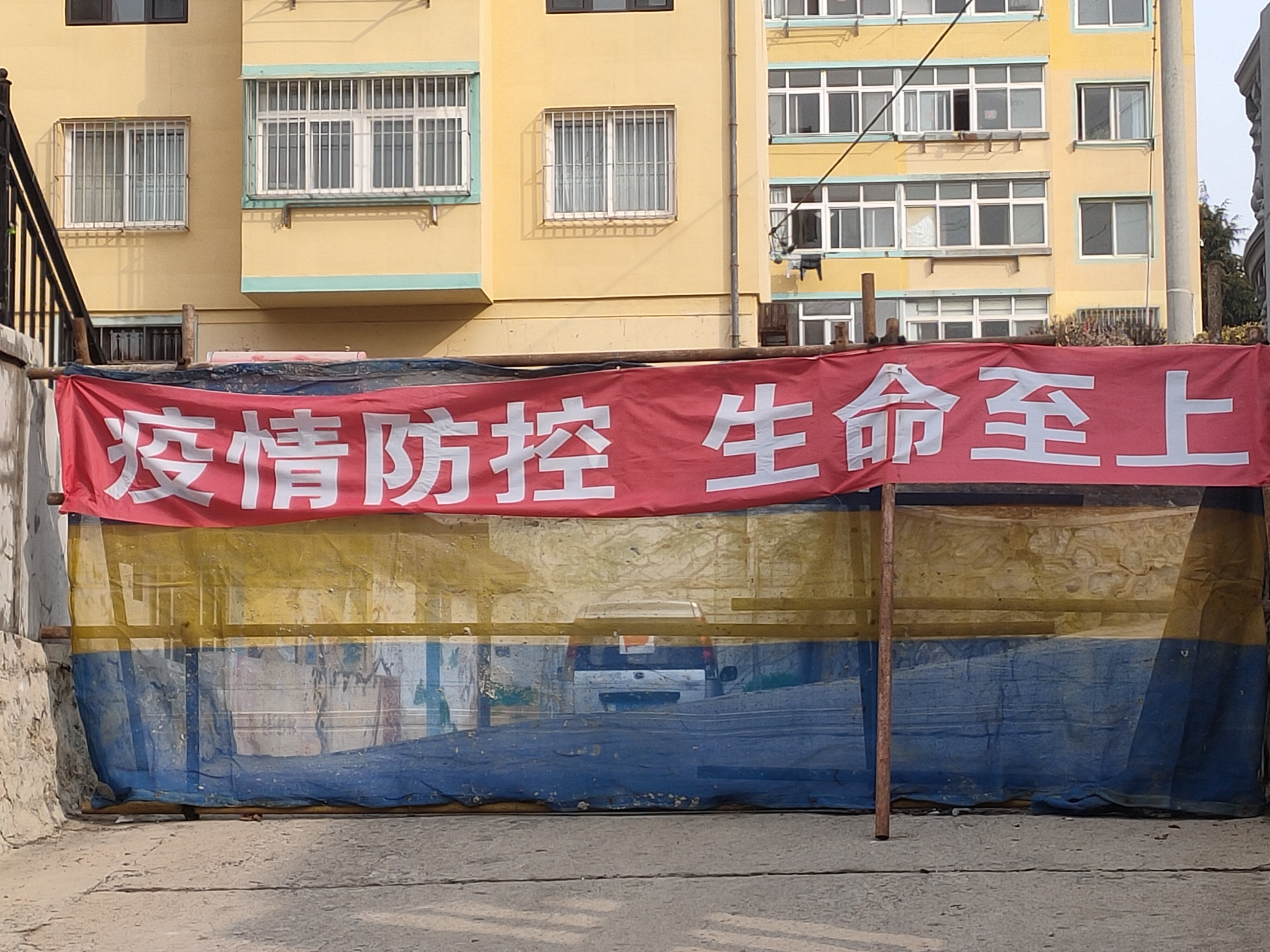
多地因应疫情实施封闭式管理，对不影响主要交通的道路实行封锁。图为辽宁大连市旅顺口区的一处封路标语。

2019年12月底，河南省宣布停发来往武汉的客运班车。2020年1月初河南地方政府消毒措施完备、密集宣传得力、民众防疫隔离意识强、村口设置劝返点甚至动用渣土车、挖壕沟封锁通往湖北道路、挂出“带病返乡，不肖子孙”标语等强硬手段。河南邢庄因反应速度快，受到大陆互联网舆论赞誉。#来抄河南的作业#话题一度登上新浪微博热搜榜前列。

##### 2020年
1月5日凌晨，复旦大学上海公共卫生临床中心张永振团队从武汉中心医院提供样本中检测出一种新型SARS样冠状病毒，获得病毒全基因组序列，于当日向上海市卫健委和国家卫健委报告，建议在公共场合采取相应疾控防疫措施。1月11日其团队在开放平台发布基因组序列，据香港《南华早报》2月28日报道，1月12日实验室被上海市卫健委勒令关门整改。
1月20日，中共上海市委副书记兼市长应勇在回答路透社记者提问时表示，目前上海市加强了对一些可疑病例的甄别和筛选，对一些可疑病例人员的密切接触人员，也采取了相应的防治措施。应勇还表示，上海市会进一步加强对公共卫生的重视，一旦上海发生确诊的此类病例，将依法依规及时向社会公布。同日，据央视报道，上海有2例疑似患者，稍后上海市衛生健康委员会证实其有首例确诊。
1月21日，中共湖北省委书记蒋超良主持召开省委常委会会议，研究部署湖北省疫情防控工作，强调要加强信息披露、政策措施宣传解读、与有关国际组织的沟通等工作。1月22日，湖北省人民政府启动突发公共卫生事件II级应急响应，之后于24日升级为一级。同日，湖北省人民政府表示，截至31日，湖北本省只能生产医用口罩800万个，防护服200万套，红外测温仪1200套，不能满足全省防疫需要。湖北省拟向国家请求紧急支援，调拨医用口罩4000万个、防护服500万套、红外测温仪5000套 。
1月21日，河南、江苏无锡、安徽合肥、上海、内蒙古等地宣布暂停当地活禽交易或季节性休市。
1月22日，北京、上海、四川、海南、哈尔滨等地对武汉抵达人员在车站、机场全面展开测温检查。同时，四川、江苏、上海陆续宣布暂停赴汉长途客运和省际包车。各省市陆续公布发热定点收治医院。
1月23日晚，湖北宣佈全省旅行社从即日起暂停经营活动；省内大专院校、中小学、幼儿园推迟开学时间；省内党政机关、企事业单位、驻军及武警部队所属人员出差取消；各地招商引资活动一律暂停。
1月23日，广西、江西交通运输厅紧急通知省区内所有道路客运车辆暂停前往武汉，在途的原路返回。同日，上海、湖南等各省市区对于武汉抵达人员展开信息登记和排查。
1月23日，浙江正式启动重大公共突发卫生事件一级响应。广东省、湖南省亦于同日宣布启动重大突发公共卫生事件一级响应。
1月24日，重庆市宣布，为应对攀升的感染情况，将动用大数据逐一筛查1月1日后抵渝的武汉人员，同时建立三处集中救治点。

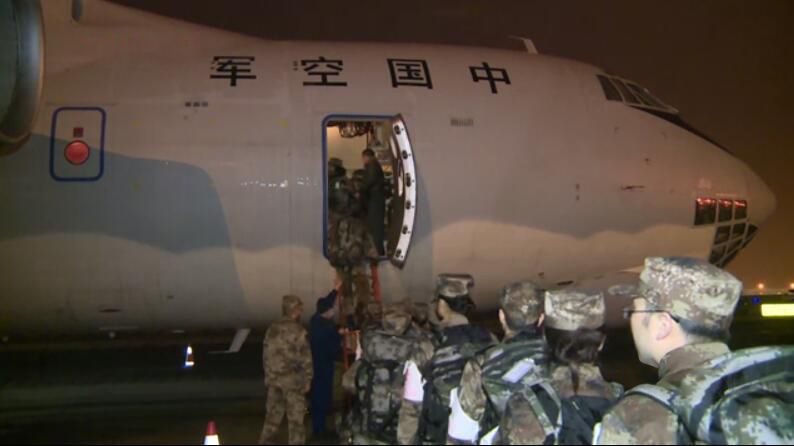
1月24日夜，陆军军医大学医疗队登上伊尔-76型运输机前往武汉

1月24日，上海、广东紧急抽调的135名、128名医护人员连夜前往武汉支援当地医院进行疫情防治。同晚，中国人民解放军各军医大学共抽调的450名医护人员也乘空军伊尔-76型运输机抵达武汉展开救助。
1月24日，安徽省、天津市、北京市、上海市、重庆市、福建省、四川省、江西省、云南省、贵州省、山东省、广西壮族自治区、河北省宣布启动重大突发公共卫生事件一级响应，湖北省由二级调整为一级。
1月25日，四川、浙江、山东、江苏抽调的138名、135名、138名、147名医护人员抽调的医护人员与湖南各地市抽调的医护人员赶赴武汉协助救治疫情患者此外，国家卫生健康委也委派重症医学专家前往疫区加强对患者救治的临床指导；组建6支共1230人的医疗救援队支援武汉，另组6支队伍待命。
1月24-25日，上海、江苏、海南等地宣布对于湖北重点地区抵达人员进行14日的隔离及医学观察。
1月25日，江苏省、海南省、河南省、新疆维吾尔自治区、黑龙江省、甘肃省、辽宁省、陕西省、吉林省、山西省、青海省、宁夏回族自治区、内蒙古自治区宣布启动重大突发公共卫生事件一级响应。
1月27日，西藏启动重大突发公共卫生事件二级响应；1月29日将重大突发公共卫生事件响应升级为一级。至此全国31个省、市、自治区（均已经发现新型肺炎病例或疑似病例）均已启动重大突发公共卫生事件一级响应。
1月29日，湖北省公安厅发布通告，對新型冠状病毒携带者在公共场所向他人吐口水，故意传播新型冠状病毒感染的肺炎病原体，危害公共安全的；患有或者疑似患有新型冠状病毒感染的肺炎而拒绝接受检疫、强制隔离或者治疗，过失造成传染病传播，情节严重，危害公共安全的，依法追究刑事责任。
除了省市层面的防控措施，湖北省周边各乡镇或县级行政区也都进行了主动防控。而與湖北接壤的湖南岳陽、河南信陽等地亦開始在公路上設卡勸返湖北籍車輛及人士。
2月7日，吉林省要求为确保N95口罩用于一线医护人员使用，禁止吉林各级党政领导干部、公务员及各类公职人员购买和使用N95口罩。
2月11日，廣州市人民代表大會及深圳市人民代表大會分別通過決定，授權政府在疫情防控時按需徵用私人財產，是中國改革開放以來及2007年《中華人民共和國物權法》實施後首次授權政府可緊急徵用私人財產。
2月21日，甘肃省新冠肺炎疫情联防联控领导小组办公室发布公告，自2020年2月21日14时起，将甘肃省新冠肺炎疫情防控应急响应级别由一级应急响应调整为省级三级应急响应。
2月22日9時起，遼寧省新冠肺炎疫情防控應急響應級別由一級應急響應調整為省級三級應急響應。
2月24日，广东省、山西省决定将疫情防控应急响应级别由一级响应调整为二级响应；贵州省、云南省、广西壮族自治区亦于当日决定将疫情防控应急响应级别由一级响应调整为三级响应。国家卫健委表示，各省份可根据各地实际情况，适当调整应急响应级别，以有序恢复生产生活秩序。
2月25日，江苏省决定将疫情防控应急响应级别由一级响应调整为二级响应；安徽省亦将新冠肺炎疫情防控应急响应级别由一级响应调整为二级响应，高风险地区参照省级一级响应管理。之后内蒙古自治区、青海省亦将疫情防控应急响应级别由一级响应调整为二级响应，新疆维吾尔自治区、四川省、吉林省由一级响应调整为三级响应。
截至3月12日，中國大陸已有25个一级行政区下调应急响应级别，湖北、天津、北京、上海、河北、河南仍维持省级一级应急响应。

3月31日，北京市援鄂医疗队乘坐的中国国际航空CA042号班机在抵达首都机场后被致以三道水门礼

3月17日下午，隨著疫情緩解，支援湖北武汉的41支医疗队開始陸續撤離武漢。4月15日，北京协和医院派出的医疗队撤离武汉，这是全国所有援汉队伍中最后一支撤离的医疗队。至此，315支援汉医疗队、35591人已全部返回，另外20人的专家团队则继续留守武汉指导重症救治工作。
4月，中國大陸有30多个城市向市民发放数十亿元消费券。
4月27日，北京市高三年级、上海市和广东省的高三年级、初三年级学生正式返校。截至當日，中國大陸已有30个省市自治区全部学段或部分学段开学。
4月30日零时起，北京市、天津市和河北省疫情防控应急响应级别由一级降为二级。5月2日零时起，湖北省突发公共卫生事件应急响应级别由一级调整至二级。至此，中国大陆各一级行政区均解除一级应急响应。
5月4日，武漢市人民政府副秘書長李濤表示，武漢市普通高中畢業年級（含中職學校和技工學校畢業年級）5月6日統一開學，屬第一批次；初三年級為第二批次。至於其他年級開學時間，將視疫情防控情況另行發布。
受疫情影响，中国大陆的四川省、云南省，以及一些地级行政区和县级行政区的“两会”推迟至4月和5月举行，且采用新的会议形式，例如缩短会期、采用“主会场+分会场”视频连线的形式等。会议期间亦落实防护责任，采取全程封闭管理的措施。
6月6日起，北京、天津和河北将当地重大突发公共卫生事件应急响应级别由二级调整为三级。
6月13日起，湖北省突发公共卫生应急响应级别由二级调整为三级。
6月16日晚，北京市将应急响应级别由三级提升至二级。

##### 2022年
5月24日，四平市新冠肺炎疫情防控指挥部发布《关于5月26日开展城区居民核酸检测的通告》，对两次以上未参加核酸检测的，依法行政拘留10天，并处罚款500元，纳入失信人员名单，在媒体上进行公开曝光。
6月21日起，多地根据疫情调整了核酸检测的周期，检测周期从三天一检延长到五天一检，有的则暂停常态化检测。其中湖北武汉从“三天一检”调整为“五天一检”；安徽合肥暂停七天一次常态化核酸检测；六安、淮南取消“五天一轮”的日常核酸检测；上海多家医院核酸证明有效期延长至72小时。

### 中央反应

#### 2019-2020年
2019年12月31日，在武汉市发生不明原因肺炎疫情后，国家卫生健康委立即派出国家工作组和专家组赴武汉，按照属地管理原则，与当地共同研究落实疫情防控措施。2020年1月1日，国家卫生健康委成立由马晓伟主任为组长的疫情应对处置领导小组，研究部署防控策略措施，指导、支持湖北省和武汉市开展病例救治、疫情防控和应急处置等工作（此表述为1月19日回顾性描述）。1月初，國家疾控中心向國家衛健委等中央部門及中央領導通報，認為不明原因肺炎有通過呼吸道傳播風險，應立即採取行動，包括在公共場所防控等。專家經過分析病毒後亦認為，該病毒與2003年引起非典疫情的沙士病毒相似度極高，中央應及早行動。
2020年1月3日，国家卫健委办公厅发布了一份名为《关于在重大突发传染病防控工作中加强生物样本资源及相关科研活动管理工作的通知》，其中强调各相关机构未经批准，不得擅自向其他机构和个人提供生物样本及其相关信息；已从有关医疗卫生机构取得相关病例生物样本的机构和个人，应立即将样本就地销毁或送交国家指定的保藏机构保管，并妥善保存有关实验活动记录及实验结果信息；疫情防控工作期间，各类机构承担病原学检测任务所产生的信息属于特殊公共资源，任何机构和个人不得擅自对外发布有关病原检测或实验活动结果等信息，相关论文、成果发表须经委托部门审核同意。根据此通知，中科院武汉病毒所一度被要求停止病原检测，销毁已有样本。
1月7日，中共中央总书记习近平主持召开中共中央政治局常委会会议时，曾对疫情防控工作提出了要求，包括不能影响即将到来的春节节日气氛。
1月9日，国家发展改革委、公安部、交通部、应急部、铁路局、民航局、国铁集团等春运相关部门发言人在发布会上介绍2020年春运形势和工作安排。中国民用航空局总飞行师万向东表示该局会对此事件保持密切关注，并且加强与卫生部门的联系。国铁集团副总经理李文新表示，铁路部门关注相关情况，并做好运输环节相关的防控工作，防止疫情通过铁路站车传播，维护广大旅客的健康和安全。交通部总工程师汪洋称该部将做好旅客出行量大的区域，包括交通枢纽、客运站、货源枢纽厂站等区域的消毒监测防护措施。
据国家卫健委官网2月发布的一则信息透露：1月14日上午，国家卫健委召开了全国电视电话会议，部署新型冠状病毒感染肺炎防控工作。要求各地高度重视，“讲政治、顾大局”，把疫情防控作为当前卫生健康系统的头等大事来抓，会上要求“强化系统内、部门间、区域间信息共享和联防联控”。
1月18日，国家卫健委派出高级别专家组6位成员从不同地方赶赴武汉，其中包括曾光、钟南山、高福、李兰娟、袁国勇和杜斌。當時李蘭娟提出，武漢的疫情要按甲类传染病管理。
1月20日，中共中央总书记习近平作出指示要求必须引起高度重视，全力做好防控工作。加强舆论引导，加强有关政策措施宣传解读工作，坚决维护社会大局稳定。国务院总理李克强要求各相关部门和地方要以对人民群众健康高度负责的态度，坚决防止疫情扩散蔓延。国务院联防联控机制于1月20日召开电视电话会议，国家卫生健康委成立新型冠状病毒感染的肺炎应对工作小组。李克强随即召开国务院常务会议，部署疫情防控工作外交部发言人耿爽表示，中方本着负责任的态度，及时向世界卫生组织、有关国家和地区组织以及港澳台地区通报疫情信息并保持密切沟通。中方高度重视，通过双、多边渠道与各方保持密切沟通，加强合作，全力应对。在日本、泰国、韩国分别出现首例新型冠狀病毒肺炎病例后，中方也与日本、泰国、韩国保持着密切沟通合作，共同做好病员的救治及疫情防控工作。中国国家卫生健康委员会经国务院批准，发布公告：将新型冠状病毒感染的肺炎纳入《中华人民共和国传染病防治法》规定的乙类传染病，并采取甲类传染病的预防、控制措施，将新型冠状病毒感染的肺炎纳入《中华人民共和国国境卫生检疫法》规定的检疫传染病管理。从1月20日起，国家卫健委每日汇总发布全国各省份确诊病例和疑似病例数据（包括春节期间），直到不再需要发布。此外国家卫生健康委员会還表示，湖北武汉等多地报告的新型冠状病毒感染的肺炎病例疫情仍可防可控。
1月21日，国务院总理李克强在青海西宁考察时现身当地医院，他要求青海要做好防护工作，又鼓励医护工作者。国家医疗保障局决定对确诊患者采取特殊报销政策，将相关药品和医疗服务临时纳入医保报销范畴。
1月22日，中共中央政治局委员、国务院副总理孙春兰赴武汉考察疫情防控工作。當天晚上深夜，李蘭娟向上級匯報，要求武汉必须立即封城。次日，武漢正式開始封城。
1月23日上午，中共中央、国务院在北京人民大会堂举行2020年春节团拜会，有各界人士2000多人参加。中共中央总书记、国家主席、中央军委主席习近平发表讲话，但内容并无涉及新型肺炎疫情。

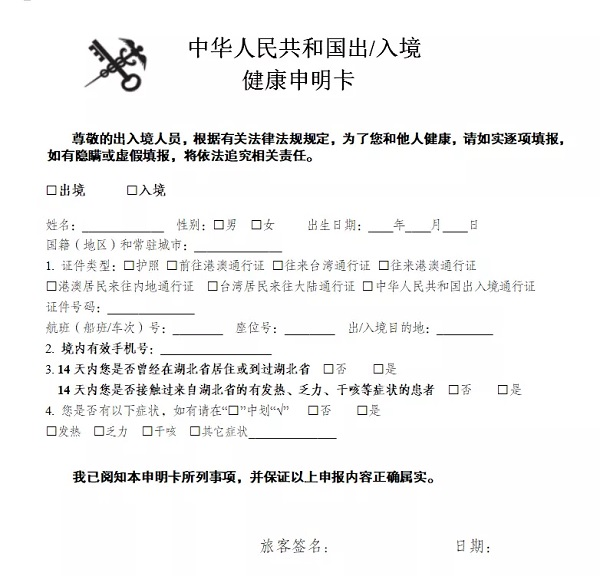
从1月25日起，所有出入中国国境的旅客必须填写健康申明卡（此为第一版）；除提供纸质版申报外，旅客亦可通过“海关旅客指尖服务”微信小程序及电脑端“互联网+海关”服务平台申报

1月25日，中共中央总书记习近平主持召开中共中央政治局常委会会议，专门听取中央政治局委员、国务院副总理孙春兰关于疫情防控工作的汇报，研究部署疫情防控工作。会议决定成立中央应对新型冠状病毒感染肺炎疫情工作领导小组，由李克强、王沪宁任正副组长，向湖北等疫情严重地区派出指导组，全面加强防控一线工作。国家卫生健康委派出重症医学专家加强对患者救治的临床指导，组建6支共1230人的医疗救治队前往武汉，同时召集6支后备梯队随时待命。此外，由上海、浙江、广东、山东、解放军派出的医疗队也已赶赴武汉，前往指定接诊新型冠状病毒感染的肺炎病例较多的地方医院开展救治工作。同日，海关总署决定，自即日起在全国口岸重新启动出入境人员填写《中华人民共和国出/入境健康申明卡》进行健康申报的制度，出入境人员还应配合做好体温监测、医学巡查、医学排查等卫生检疫工作。目前使用的版本为第四版，已于3月3日起启用。
1月26日，李克强主持召开中央应对新型冠状病毒感染肺炎疫情工作领导小组第一次会议。会议指出，当前正处于疫情防控关键期，要进一步加强湖北省和武汉市疫情防控统筹调配全国资源，优先保障湖北省和武汉市防控急需的医护力量和防护服、口罩等物资，确保居民生活必需品供应，物资调运实行绿色通道。加强疫情监测，严格隔离确诊患者，对疑似病例和密切接触者要按医学要求进行隔离和检查。发病人数较多城市要抓紧增加定点医院、治疗床位和隔离点。推迟、减少会议和大型活动。落实公共场所和交通工具检控措施。及早做好春节假期后疫情防控安排，采取适当延长春节假期、调整学校开学时间、支持网上办公等措施，减少人员流动。严厉打击防控物资囤积居奇等行为。各级财政要充分保障疫情防控、患者救治等经费。
1月26日，国务院批准，为加强新型冠状病毒感染的肺炎疫情防控工作，有效减少人员聚集，阻断疫情传播。延长2020年春节假期至2月2日（农历正月初九，星期日），2月3日（星期一）起正常上班，各地大专院校、中小学、幼儿园推迟开学。上海证券交易所、深圳证券交易所宣布，经中国证监会批准，春节休市时间延长至2月2日，2月3日恢复交易。
1月27日，国务院总理李克强到达武汉，考察指导疫情防控工作。国家移民管理局表示，全国各口岸出入境边防检查机关将继续为回国的中国公民提供必要的便利和服务。湖北省公安机关出入境管理部门已暂停受理中国内地居民出入境证件申请；对持有往来港澳台签注、受疫情影响未能在签注有效期内入境港澳台地区的，公安机关出入境管理部门将在疫情解除后，根据持证人意愿免费重新办理签注；根据口岸疫情防控工作需要，暂停部分自助查验通道，改由人工通道经检查员查验后通行。在1月23日武汉市宣布“封城”后，湖北边检总站武汉边检站所辖天河机场口岸、汉口河港口岸已连续多日无旅客出境。同日世卫组织总干事谭德塞与该组织西太平洋区域主任葛西健抵达北京，与中国政府当局及卫生专家讨论新型冠状病毒疫情。
1月28日，國家衛健委共派出7個督導組，分別前往北京、河北、上海、河南、湖南、廣東、四川共7個省市，開展新型冠狀病毒感染的肺炎防控工作督導。同日，国家公务员局表示推迟中央机关及其直属机构2020年度公务员考试录用、公开遴选和公开选调面试时间。国家移民管理局宣布自即日起暂停办理中国内地居民往来港澳地区的旅游签注。
1月29日，科學技術部在官網上證實已下發通知，要求將研究投入攻關任務中，把論文寫在抗擊疫情的第一線，通知內容包括要求各科技攻關單位將論文「寫在祖國大地上」，疫情防控任務完成前不應將精力放在論文發表。
1月30日，财政部、国家卫生健康委发布关于新型肺炎疫情防控有关经费保障政策的通知。对于直接接触待排查病例或确诊病例，诊断、治疗、护理、医院感染控制、病例标本采集和病原检测等工作相关人员，中央财政按照每人每天300元予以补助；对于参加疫情防控的其他医务人员和防疫工作者，中央财政按照每人每天200元予以补助。
1月31日，外交部表示，考慮到來自湖北及武漢的中國公民在海外遇到實際困難，正安排包機將他們接回武漢。
2月1日，中国人民银行等五部门联合印发《关于进一步强化金融支持防控新型冠状病毒感染肺炎疫情的通知》，明确在疫情影响期间进一步加强相关金融服务。对于受到疫情影响暂遇困难的信贷申请主体，文件要求金融机构在信贷政策上予以适当倾斜，灵活调整信贷还款安排，合理延后还款期限。疫情期间因不便还款发生逾期的，不纳入征信失信记录。财政部、海关总署、税务总局联合发布公告称，自2020年1月1日至3月31日，对用于疫情防控的进口物资，实行更优惠的进口税收政策。國務院關稅稅則委員會宣布對自美國進口的醫療物資，不加徵中美貿易戰反制關稅，已加徵的予以退還。
2月2日，身兼中央應對新型冠狀病毒感染肺炎疫情工作領導小組組長的國務院總理李克強開會時強調要確保物資供應穩定，緊缺物資實行國家統一調度。
2月3日，中共中央总书记习近平主持召开中共中央政治局常委会会议。习近平表示，“从年初一到现在，疫情防控是我最关注的问题，我时刻跟踪着疫情蔓延形势和防控工作进展情况，不断作出口头指示和批示。”。
2月4日，中共中央政治局常委、国务院总理、中央应对新型冠状病毒感染肺炎疫情工作领导小组组长李克强主持召开领导小组会议時要求征用一批酒店、场馆、培训中心等用于集中收治疑似病例、轻症患者或观察密切接触者，将部分三级综合医院转型为定点收治医院。调集一批应急方舱医院、再增加2000名医护人员支援湖北。调派高水平医护团队整建制接管重症救治医院或病区，配齐抢救设备和防护物资。允许符合条件的第三方检测机构开展核酸检测。
2月5日，李克强主持召开的国务院常务会议确定，对防控重点物资生产企业扩大产能购置设备允许税前一次性扣除，全额退还这期间增值税增量留抵税额；对运输防控重点物资和提供公共交通、生活服务、邮政快递收入免征增值税；对相关防疫药品和医疗器械免收注册费，加大对药品和疫苗研发的支持；免征民航企业缴纳的民航发展基金。支持银行向重点医疗防控物资和生活必需品生产、运输和销售的重点企业包括小微企业，提供优惠利率贷款，由财政再给予一半的贴息，确保企业贷款利率低于1.6%。
2月7日，鉴于香港特区政府决定自2月8日对所有从中国内地出发的入境人士采取强制家居隔离14天的措施，并决定所持签证或签注入境期限不足14天的人员将拒绝入境，国家移民管理局宣布暂停办理中国内地居民赴香港商务签注。

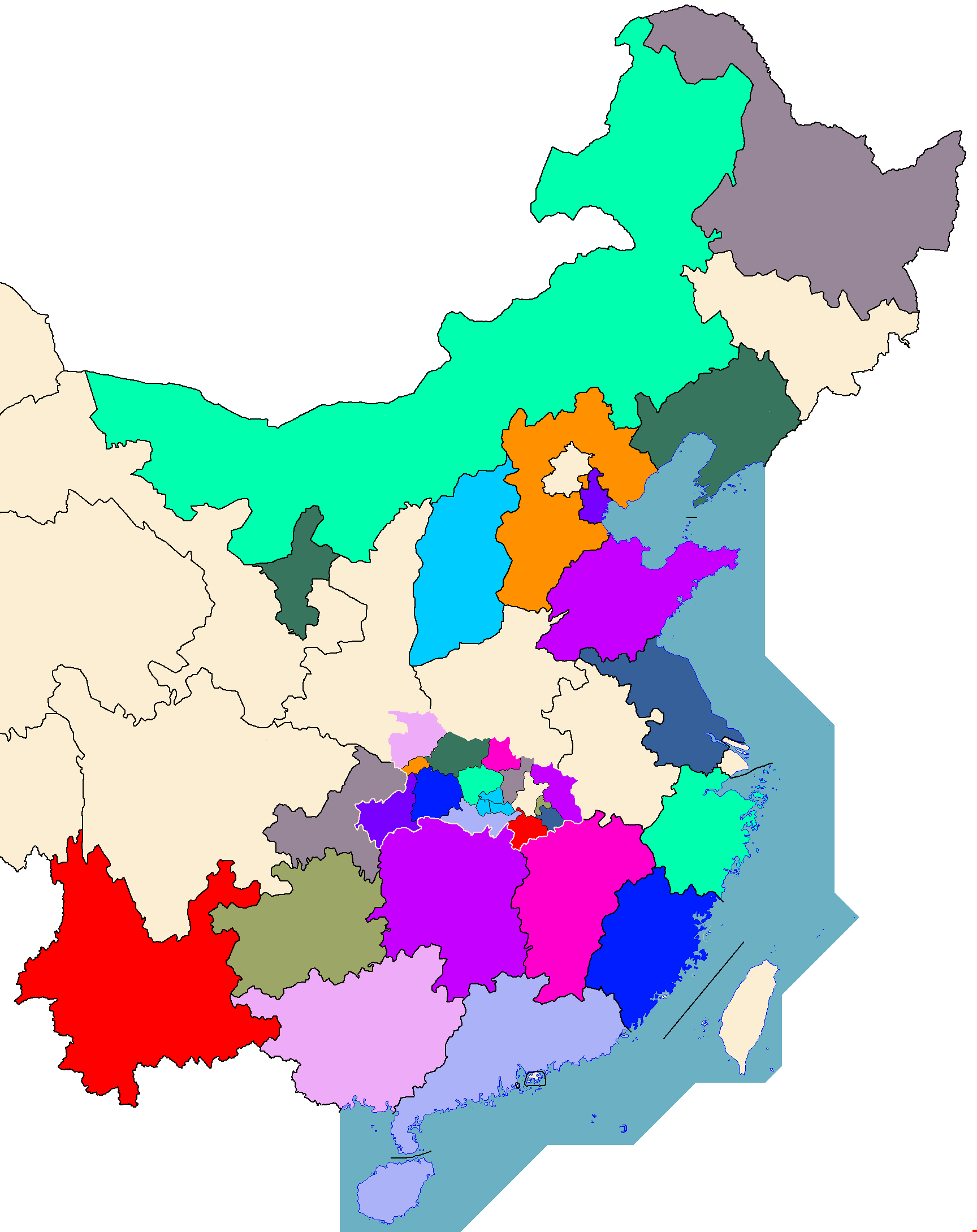
19省市对口支援湖北省除武汉市外的城市。图中相同颜色的省市互为对口支援双方。

2月7日，国家卫健委政医管局监察专员郭燕红在国务院联防联控机制召开的新闻发布会上介绍，确定建立省际对口支援湖北省除武汉以外地市的医疗救治工作机制。
2月10日，国家卫生健康委公布对口支援名单，安排19个省份对口支援湖北省16个市州及县级市。
2月10日，中共中央总书记、国家主席、中央军委主席习近平在北京调研指导新冠肺炎疫情防控工作。
2月13日，中共中央决定，应勇任中共湖北省委委员、常委、书记，蒋超良不再担任湖北省委书记、常委、委员职务。王忠林任中共湖北省委常委、武汉市委书记，马国强不再担任湖北省委副书记、常委、武汉市委书记职务。
2月14日，國務院總理李克強赴北京西站考察有序錯峰返程和新冠肺炎疫情防控工作。同日下午，国务院宣佈新冠肺炎中，医护和相关工作人员在工作時感染新冠肺炎或者是因感染新冠肺炎导致死亡，认定为工伤，依法享受工伤保险待遇。同日召開的中央全面深化改革委员会第十二次会议，習近平提出要完善重大疫情防控体制机制，健全国家公共卫生应急管理体系。
2月17日，全国人大常委会委员长栗战书2月17日称，将在2月24日召开的第十三届全国人大常委会第十六次会议上讨论关于推迟召开第十三届全国人民代表大会第三次会议的决定草案的议案。全国政协也于同日开会研究关于推迟召开中国人民政治协商会议第十三届全国委员会第三次会议和常务委员会第十次会议的有关事项。同日，退役军人事务部、中央军委政治工作部联合印发《关于妥善做好新冠肺炎疫情防控牺牲人员烈士褒扬工作的通知》，要求各地各部门將因疫情防控去世的人員列為烈士。
2月18日，国务院总理李克强主持召开国务院常务会议，决定阶段性减免企业社保费和实施企业缓缴住房公积金政策。
2月22日，中央应对新型冠状病毒感染肺炎疫情工作领导小组印发《关于全面落实进一步保护关心爱护医务人员若干措施的通知》，要求将湖北省以及援湖北医疗队的一线医务人员临时性工作补助标准提高1倍、薪酬水平提高2倍。
2月24日，第十三届全国人大常委会第十六次会议中決定，適當推遲召開第十三届全国人民代表大会第三次会议，具体开会时间由全国人大常委会另行决定。這是自中華人民共和國成立以來，全国人民代表大会首次因公共衞生事件延期。同時会议通过全面禁止非法野生动物交易的决定。同日，中國人民政治協商會議第十三屆全國委員會召開第33次主席會議，会上審議及建議將原計劃於3月3日召開的全國政協第十三届全国委员会第三次会议予以適當推遲，具體時間另行確定。据路透社报道，全国两会拟延至4月底5月初召开，惟未获官方证实。
2月29日，在国防部例行记者会上，国防部发言人吴谦透露，2020年启动兵役制度改革后的上半年征兵工作推迟至下半年一并组织实施，征集时间统一调整为8月1日开始，惟全年征集新兵总任务不变；同时暂缓部分大型演训活动，疫情重点地区将从严格控制人员大规模集中训练。
3月10日，中共中央总书记习近平来到武汉视察。这是疫情暴发以来习近平首次前往武汉。
3月13日，中国人民银行宣布於3月16日定向降準，釋放長期資金5500億元人民幣。
3月14日，中華人民共和國財政部提前下达1030亿元困难群众生活保障资金，来支持地方统筹安排，用于困难群众生活保障。
3月16日，因应近期发生多宗妨害国境卫生检疫导致确诊新冠肺炎的案件，最高人民法院、最高人民检察院、公安部、司法部、海关总署联合发布《关于进一步加强国境卫生检疫工作 依法惩治妨害国境卫生检疫违法犯罪的意见》，规定检疫传染病染疫人或者染疫嫌疑人拒绝隔离、不如实填报健康申明卡等，可按妨害国境卫生检疫罪定罪处罚。
3月23日，中国共产党中央应对新冠肺炎疫情工作领导小组召开会议指出，当前以武汉为主战场的全国本土疫情传播基本阻断，全球疫情大流行形势下要外防输入内防反弹。
3月26日晚，民航局决定进一步调减国际客运航班运行数量，中国国内每家航空公司经营至任一国家的航线只能保留1条，且每条航线每周运营班次不得超过1班；外国每家航空公司经营至中国的航线只能保留1条，且每周运营班次不得超过1班。
同日，中华人民共和国外交部和国家移民管理局决定自2020年3月28日0时起暂时停止外国人持目前有效来华签证和居留许可入境，持外交、公务、礼遇、C字签证入境不受影响。
3月31日上午，经中共中央与国务院同意，中华人民共和国教育部决定普通高等学校招生全国统一考试（高考）延期一个月举行，考试时间为7月7日至7月8日，湖北省、北京市可根据疫情防控情况，研究提出本地区高考时间安排的意见，商教育部同意后及时向社会发布。
4月1日起，国家卫生健康委将无症状感染者情况列入每日通报。

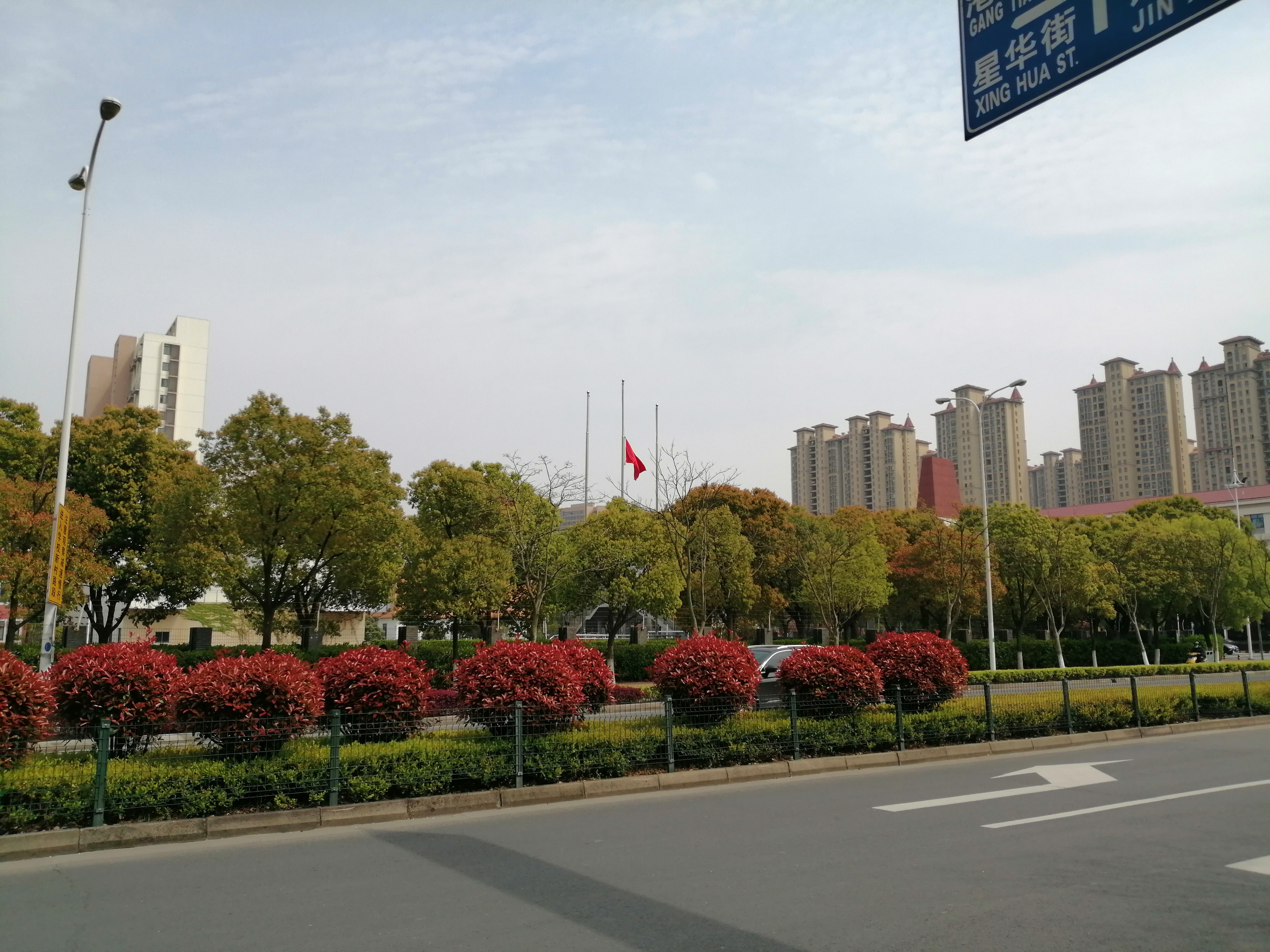
2020年4月4日，中华人民共和国境内降半旗，向新冠肺炎疫情期间殉职医护人员和因病离世者默哀。

4月3日，國務院发布国务院公告及国务院办公厅发布举行全国性哀悼活动的通知，在4月4日举行全国性哀悼活动。在此期间，中華人民共和國和驻外使领馆下半旗志哀，全国範圍內停止公共娱乐活动。當日10时起，全国人民默哀3分钟，汽车、火车、舰船鸣笛，防空警报鸣响。
4月7日，中国人民银行决定将超额存款准备金利率从0.72%下调至0.35%。这是央行12年来首次调整超额存款准备金利率。
4月10日，人力资源和社会保障部失业保险司司长介紹，到3月份，中國大陸230万名失业人员收到失业保险金93亿元，6.7万名失业农民工收到一次性生活补助4.1亿元。
4月17日，习近平主持中共中央政治局会议，会上强调在疫情防控常态化前提下，坚持稳中求进工作总基调，保居民就业、保基本民生、保市场主体、保粮食能源安全、保产业链供应链稳定、保基层运转（简称“六保”）。会上还决定发行抗疫特别国债，增加地方政府专项债券。
4月27日，随着湖北省、武汉市疫情防控由应急性超常规防控向常态化防控转变，中共中央政治局委员、国务院副总理孙春兰率中央指导组离鄂返京。
4月29日，十三届全国人大常委会第十七次会议决定十三届全国人大三次会议于5月22日召开；政协第十三届全国委员会第三十五次主席会议建议全国政协十三届三次会议于5月21日在北京召开。
5月4日，经中央批准，国务院联防联控机制设立联络组，主要职责是及时了解和反映湖北省、武汉市疫情防控工作情况。联络组组长由国务院副秘书长丁向阳担任，副组长由国家卫生健康委员会副主任于学军担任。
5月8日，国务院联防联控机制發佈指導意見，允許商场、超市、宾馆、餐馆等生活场所全面开放；公园、旅游景点、运动场所，图书馆、博物馆、美术馆等室内场馆采取预约、限流等方式開放，影剧院、游艺厅等密闭式娱乐休闲场所可举办各类必要的会议、会展活动等。
5月21日下午，在中国人民政治协商会议第十三届全国委员会第三次会议开幕会上，全体与会人员默哀1分钟，对新冠肺炎疫情牺牲烈士和逝世同胞表示深切哀悼。翌日的第十三届全国人大第三次会议开幕会上，也对新冠肺炎疫情牺牲烈士和逝世同胞表示深切哀悼。
因澳门疫情逐步趋好，国务院港澳办、国家卫生健康委员会、海关总署、国家移民局、民航局联合发布文件，决定自8月12日零时起，对从澳门进入内地人员不再实行集中隔离医学观察14天。同日起，内地公安机关出入境管理部门将分区域分步骤恢复办理内地居民赴澳门旅游签注（含团队旅游、个人旅游签注），先期恢复珠海市公安机关出入境管理部门办理珠海市居民（含居住证持有人）赴澳门旅游签注；如无特殊情况，8月26日起广东省公安机关出入境管理部门恢复办理广东省居民赴澳门旅游签注；在内地与澳门疫情形势继续总体向好的前提下，全国公安机关出入境管理部门于9月23日起恢复办理内地居民赴澳门旅游签注。
8月28日，中共中央决定，以党中央、国务院、中央军委名义表彰全国抗击新冠肺炎疫情先进个人（1500人，含追授44人）和先进集体（500个），以党中央名义表彰一批全国优秀共产党员（200人，含追授14人）和全国先进基层党组织（150个）。9月8日，全国抗击新冠肺炎疫情表彰大会在北京人民大会堂举行。
9月28日0时起，中国政府恢复对持有效中国工作类、私人事务类和团聚类居留许可的外国人入境，相关人员无需重新申办签证。如外国人持有的上述三类居留许可于2020年3月28日0时后过期，持有人在来华事由不变的情况下，可凭过期居留许可和有关材料向中国驻外使领馆申办相应签证入境。上述人员需严格遵守中方防疫管理规定。
11月4日，中国驻英国大使馆宣布，因英国疫情反复，暂时停止在英国人员持目前有效中国签证及工作类、私人事务类和团聚类居留许可入境中国，暂停为上述人员签发《健康状况声明书》。持外交、公务、礼遇、C字签证人员不受影响。外国人如确有特殊紧急赴华需要，可向中国驻英国使领馆申请签证，持2020年11月3日后签发的签证赴华入境不受影响。此外，中国驻法國、比利時、俄羅斯、菲律賓、印度、烏克蘭、孟加拉國等國大使馆先后宣布，暫停持目前有效中國簽證及工作類、私人事務類和團聚類居留許可的當地人員入境中國。
11月12日，国家移民管理局副局长尹成基表示，为外防输入，国家移民管理局严格控制不必要人员跨境活动。从严审批中国公民旅游等非必要事由的出入境证件申请，劝阻和限制内地居民旅游、探亲、访友等非必要、非急需出入境活动。
11月16日，因中国大陆疫情存在“物传人”的可能性，交通運輸部印發《公路、水路進口冷鏈食品物流新冠病毒防控和消毒技術指南》，明確進口冷鏈食品裝卸運輸過程防控要求和消毒要求、從業人員安全防護要求及應急處置要求。指南要求，從事進口冷鏈食品裝卸運輸等環節的公路、水路冷鏈物流企業、港口碼頭、貨運場站等經營單位要嚴格按照要求做好新冠病毒防控和消毒工作，堅決防止新冠病毒通過冷鏈物流渠道傳播。

#### 2021年
2021年1月20日，国务院应对新型冠状病毒肺炎疫情联防联控机制综合组和中央农村工作领导小组办公室制定《冬春季农村地区新冠肺炎疫情防控工作方案》，要求农村返乡人员需持7天内有效新冠病毒核酸检测阴性结果返乡，返乡后实行14天居家健康监测，期间不聚集、不流动，每7天开展一次核酸检测。

#### 2022年
2022年2月14日，国务院总理李克强主持召开国务院常务会议，決定对承租国有房屋的服务业小微企业和个体工商户，2022年被列为疫情中高风险地区的小微企业和个体工商户减免6个月租金，其他地区减免3个月。
2022年3月11日，国家卫健委決定在核酸检测上增加抗原检测。同時國家醫保局還將新冠病毒抗原检测试剂临时性纳入医保。
2022年3月14日，国家卫健委发布第九版《新型冠状病毒肺炎诊疗方案》，明确轻症感染者不需入院，并且放宽了解除隔离和出院的标准。2022年3月17日，中共中央总书记习近平主持召开中共中央政治局常务委员会会议，强调“要始终坚持人民至上、生命至上，坚持科学精准、动态清零，尽快遏制疫情扩散蔓延势头”。3月18日，國務院新聞辦公室召開發佈會，指出新版诊疗方案的修订并不意味着防控政策的放松，要繼續強調要動態清零，並批評有些地方認為奥密克戎变异株症状轻、流感化而有所懈怠。
2022年3月25日，中国银保监会相关部门负责人表示，由於中國部分行业企业受新冠肺炎疫情影响，生产经营困难，部門会同其他部门出台民航业、文旅业、线下零售等多个行业专项纾困政策，加大信贷投放力度。當天吳尊友在国务院联防联控机制新闻发布会上表示，奥密克戎變異毒株危害依然严重，新冠肺炎不是大号流感。中國是一个人口大国，即使发病率或死亡率非常小，绝对数依然会很大。必須做到动态清零，才能规避大规模人群感染可能造成的医疗资源挤兑以及大量的老人或有基础疾病者等可能出现的死亡。
2022年3月27日，国家卫健委表示各级医疗机构不得以任何理由例如没有核酸检测结果为由拒绝患者。
2022年4月1日，国家卫健委表示要始终坚持“动态清零”总方针不动摇。
2022年4月7日，交通运输部表示要确保货运物流保通保畅。
2022年4月12日，国家发展改革委经济运行调节局副局长许正斌表示已先后启动对口吉林、上海的省际间联保联供机制，组织相关省区筹集蔬菜等货源，并对前往吉林、上海运送生活物资的车辆提供通行便利。
2022年4月13日，上海疫情十分严峻，严格的防疫政策引发很大争议，中共中央总书记习近平同时间在海南省实地考察时强调要继续坚持动态清零政策，不能放松防控工作。
2022年4月15日，银保监会表示銀行不得对受疫情影响的小微企业和个体工商户抽贷断贷。
2022年4月18日，中国人民银行、国家外汇管理局出台23条政策举措，支持受困主体纾困。
2022年4月22日，农业农村部、国家卫生健康委发布关于印发《统筹新冠肺炎疫情防控和春季农业生产工作导则》的通知，要求没有发生疫情地区严禁以防疫为由不让农民下地。
2022年4月27日，人力资源和社会保障部決定2022年二季度将对餐饮、零售等五行业暂缓缴纳养老保险费。而李克強又表示将阶段性缓缴养老、失业、工伤保险费政策扩大到受疫情影响的所有困难中小微企业、个体工商户，将失业保险稳岗返还比例最高提至90%。
2022年5月9日，中國國務院聯防聯控機制召開電視電話會議，國務院副總理孫春蘭要求大城市要建立步行15分鐘核酸「採樣圈」。據專業機構估算，常態化核酸檢測一年要消耗人民幣1.45兆元，相當於中國2021年GDP的1.5%。而国家医保局负责人表示常态化核酸检测费用由各地政府承担，不得用医保基金支付核酸检测费用。
2022年5月10日，国家移民管理局表示要从严限制中国公民非必要出境活动。
2022年5月12日，人力资源社会保障部办公厅、国家税务总局办公厅发布关于特困行业阶段性实施缓缴企业社会保险费政策的通知。
2022年5月25日，国家医保局办公室、国务院应对新型冠状病毒肺炎疫情联防联控机制医疗救治组印发《关于进一步降低新冠病毒核酸检测和抗原检测价格的通知》，要求各地在6月10日前将新冠病毒核酸检测单人单检降至不高于每人份16元，多人混检降至不高于每人份5元。
2022年5月26日，民航局表示為幫助航空公司度過新冠疫情低迷時期，將從5月21日至7月20日向航空公司提供階段性財政補貼。
2022年5月31日，国务院印发《扎实稳住经济的一揽子政策措施》，共有六个方面33项。其中提到要全面取消对来自疫情低风险地区货运车辆的防疫通行限制。
2022年6月，有村民收麦与村干部因为核酸证明起争执，中華人民共和國农业农村部相关司局负责人表示要求各小麦主产省进一步优化细化农机手核酸检测等各项管理服务措施。
2022年6月5日，衛健委要求各地做到“九不准”，即不准随意将限制出行的范围，由中、高风险地区扩大到其他地区；不准对来自低风险地区人员采取强制劝返、隔离等限制措施；不准随意延长中、高风险地区及封控区、管控区的管控时间。
2022年6月2日，中華人民共和國民政部、中華人民共和國财政部發佈《关于切实保障好困难群众基本生活的通知》。
2022年6月5日，中國教育部相關人士表示有疫情地区的非涉疫高校超7天封闭管理后，闭环返乡学生无需集中隔离。
2022年6月27日，国家卫健委印发《新型冠状病毒肺炎防控方案（第九版）》，将密切接触者、入境人员隔离管控时间从“14天集中隔离医学观察+7天居家健康监测”调整为“7天集中隔离医学观察+3天居家健康监测”。
2022年7月7日，中国文化和旅游部发布《关于将旅游专列业务纳入跨省旅游“熔断”机制统一管理的通知》，決定从即日起恢复旅行社和在线旅游企业经营旅游专列业务。
2022年7月12日，国务院联防联控机制综合组印发的《关于进一步优化进口物品新冠肺炎疫情防控工作的通知》，要求各地不再对进口非冷链物品进行新冠病毒核酸检测。通知指出常温条件下新冠病毒在大部分物品表面存活时间短，1天内全部失活。
2022年8月12日，首个中國国产新冠口服药临时性纳入医保报销。
2022年8月25日，人力资源和社会保障部就业促进司司长张莹表示禁止企業招聘時對新冠康复者就业歧视。
2022年8月31日起，海关总署決定启用第九版《中华人民共和国出／入境健康申明卡》。其中取消了对出入境人员核酸检测信息、既往感染情况、疫苗接种日期的申报要求。
2022年9月8日，中国卫生健康委医政医管局副局长李大川表示，对于没有发生疫情的地区也要开展常态化核酸检测。
2022年10月16日，中国共产党第二十次全国代表大会在北京召开，中共中央总书记习近平在二十大报告中再次强调坚持“动态清零不动摇”。
2022年11月10日，中共中央總書記習近平主持召開新一屆中共中央政治局常委會會議，會上繼續強調堅定不移貫徹「動態清零」總方針，要完整、準確、全面貫徹落實黨中央決策部署，又研究部署進一步優化防控工作的二十條措施。11月11日，国务院联防联控机制表示针对入境人员以及新冠密切接觸者，将由现时的“7天集中隔离+3天居家健康监测”，调整为“5天集中隔离+3天居家隔离”，期间赋码管理、不得外出。此外不再判定次密接，取消入境航班熔断机制，风险区由“高、中、低”三类调整为“高、低”两类。之後中國多个地区和城市宣布取消或暂不展开区域全员核酸检测。国务院联防联控机制表示，二十条措施颁布后群众投诉量明显下降。国务院联防联控机制還表示，此後国内发生聚集性疫情只有密接需集中隔离。
12月7日，在白紙運動爆发后，国务院联防联控机制发布新十条，结束了执行近三年的清零政策。
12月26日晚，中國大陸正式宣布將自1月8日起下修武漢肺炎的防控級別，從「乙類甲管」改為「乙類乙管」，並且調整邊境管控措施，出入境無需核酸檢驗報告，而大陸居民也將被允許自由出入境。大陸將其命名由「新冠肺炎」更名為「新型冠狀病毒感染」，並將其視為已經流感化的結果。
12月29日，部分國家因應中國調整防疫措施，相繼宣布對中國旅客採取額外的檢疫措施。
12月31日，习近平发表2023年新年贺词，贺词中提到中国在抵御新冠疫情方面经历了“艰苦卓绝”的努力，战胜了“前所未有”的困难和挑战，疫情防控进入“新阶段”，这是习近平在12月初被迫放弃“动态清零”防疫政策以来，首次公开谈及中国的防疫工作。

## 宏观经济

### 2020-2021年

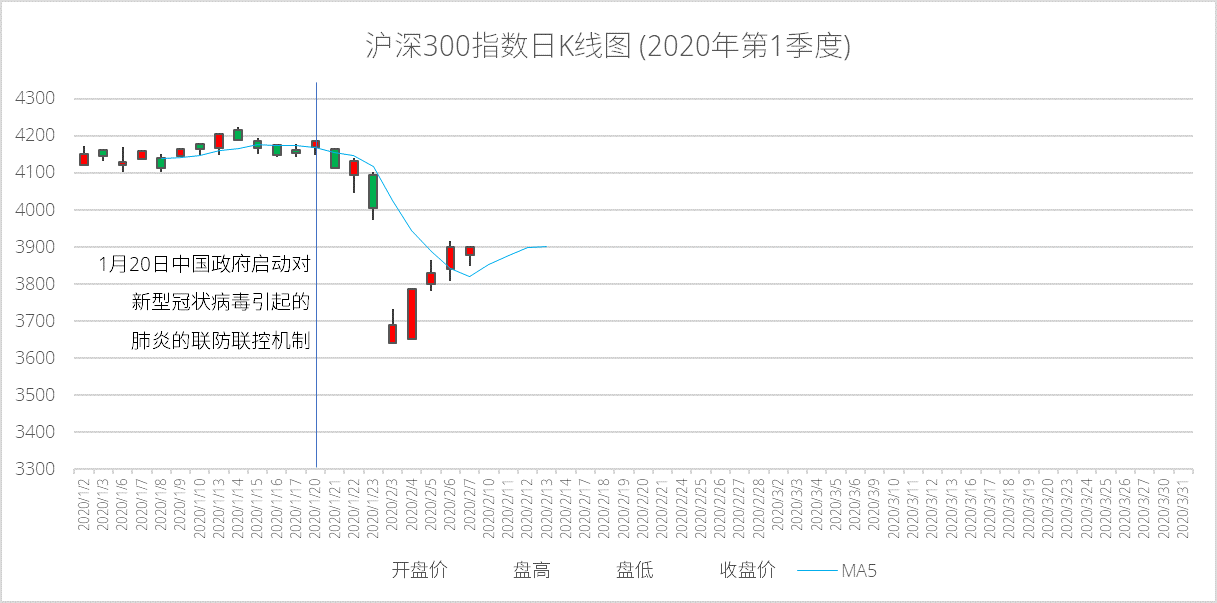
1月20日中国政府宣布启动对新型冠状病毒肺炎的联防联控机制后，中国主要的A股指数沪深300指数出现下跌；春节后首个交易日（2月3日）更出现恐慌性下跌

据路透社引述摩根士丹利研究报告指出，新型冠状病毒疫情暴发，导致经济活动受到负面影响，预计2020年上半年中国经济增长将拖低最多1.1个百分点。之后在2020年2月1日，中国人民银行表示，疫情对中国经济的影响是暂时的，中国经济长期向好、高质量增长的基本面没有变化。2月14日，汇丰及工银国际相继下调中国一季度经济增长预测达1.7个百分点，并认为虽然此后各季度可能会有反弹，但仍将累及中国及世界全年经济增长。
受疫情影响，上海证券交易所、深圳证券交易所宣布，经中国证监会批准，春节休市时间延长至2月2日，2月3日恢复交易。此前，春节前A股最后一个交易日1月23日，三大股指全部低开低走，创约3%跌幅，沪指跌破3000点。而节后第一个交易日2月3日开市时，三大股指更创下约8%的历史性低开局面；至当日收盘，跌幅则略收窄至7%左右，深指跌破10000点，两市共3177支个股跌停。
受疫情影响，中国人民银行、国家外汇管理局发布公告称，银行间人民币外汇市场、外币对市场和外币货币市场延长春节假期休市至2020年2月2日，2月3日起正常开市。2月3日开市时，人民币对主要外币即现贬值，人民币对美元汇率中间价开市时报6.9249，较前一交易日下调373个基点；开盘后不足1小时更跌破7.00大关；当日收盘时则以7.0257报收。
中共中央总书记习近平在2月3日曾在中央政治局常委会会议上警告官员，疫情防控措施已“冲过头”，威胁到中国经济。
4月6日，根據《南华早报》报道，依照从天眼查收集到的数据，中國大陸第一季度共有46万家公司倒閉，同時中国国内新注册企业数量只有320万家，较2019年首季下跌29%。
4月14日，中國海关公佈的數據顯示，中國大陸第一季度进出口总值6.57万亿元人民币，同比下降6.4%。
4月17日，国家统计局公布数据，中国大陆第一季度国内生产总值较上年同期下降6.8%，创出有记录数据以来最低，同时说明此次疫情对一季度中国经济造成重大打击。中國中央企业一季度净利润同比下降58.8%。
6月7日，經中國海關統計，當年前5个月，中国货物贸易进出口总值同比均出現下降。
6月18日，中華人民共和國財政部數據顯示，1-5月中華人民共和國一般公共预算收入77,672亿元人民币，同比下降13.6%；中華人民共和國一般公共预算支出90,281亿元，同比下降2.9%。
6月份，中國大陸新毕业大学生群体失业率达到19.3%，比5月份上升2.1个百分点，比2019年同期上升3.9个百分点。
由於中國的疫情控制較好，使中國從2020年年初几个月的萎缩中复苏，2020年GDP增长2.3%，成為2020年实现經濟增长的世界主要经济体。世界银行预计，2020年美国经济收缩3.6%，欧元区经济收缩7.4%，全球经济萎缩4.3%。同年中國也成為全球第一大外资流入国。
2021年，中国政府较好的控制了疫情，中国的经济增长率为8.1%，这不仅大大超出了它自己预定的6%的目标，还回到了十年来都没有过的水平。

### 2022年
根据各地方政府的年度预算报告，2022年中国各省在新冠肺炎防控上，花费了超过3500亿人民币。
2022年政府工作报告提出国内生产总值的预期增速目标为5.5%左右。國際貨幣基金組織表示，尽管成功开展了疫苗接种工作，但2019冠状病毒病疫情反复导致消费回升滞后；以及房地产业降杠杆政策出台导致房地产投资放缓，预计2022年中国的GDP增长率为4.8%。北京咨询公司Gavekal发布的一项调研显示，中国最大的一百座城市中，只有13座城市未受到禁足令等防疫措施的影响。而已采取防疫措施的城市和地区在中国国民经济总值中的占比高达54%。法國世界報称，新的奥密克戎变异株让中国的动态清零政策凸显其局限性。欧亚集团称，与欧美国家“与病毒共存”的政策相比，中国严厉的新冠清零政策才会造成全球最大的风险。清零政策意味着中国会实施更加严格的隔离和封锁，而这将对中国的经济产生重大影响。习近平却无法后退。中国的疫苗效果不佳，人群中的抗体也不多。尽管中国的战略在2020年是全球最好的，但是，在2022年将是最糟糕的。单伟建表示中国经济大部分地区已被严厉清零搞得 "半瘫痪"，对经济的影响将是 "深远的"，他认为中国经济此刻处于过去30年来最糟糕的状态，市场对中国股票的情绪处于30年来最低点，中国民众的不满情绪处于30年来的最高点。
4月25日，上证指数跌破3000点，创近两年新低。此外新华保险2022年一季度净利預計降70%至80%，三一重工六年来净利首次下滑，恒瑞医药营收、净利润分别继续下降20.93%、17.35%。
2022年年初的疫情爆發下，中國大陸地方政府的財政收入不斷下滑。2022年前4個月，廣西南寧一般公共預算收入年比減少約6%，江蘇常州下滑4.5%，湖南株洲下降約4.9%。4月，深圳的財政收入減少約44%，同時第一季度，深圳出口4076.6億元人民幣，同比下降2.6%，3月份出口額為1200億元左右，同比下降14%。2022年前四個月，中國大陸新增地方債人民幣1兆6,813億元，超過2019年至2021年同期水準。3月，上海發行兩期債券，規模合計達人民幣300億元。5月16日，上海市人民政府發債人民幣654.8億元。
2022年4月，中國大陸财政收入减少41.3%，社會消費品零售總額年減11.1%，較3月下挫7.6個百分點，創下2020年3月以來新低。规模以上工业增加值同比下降2.9%。房地产开发投资下降2.7%。中國大陸全國城鎮調查失業率為6.1%，比3月上升0.3個百分點，其中16—24岁人口调查失业率為18.2%（5月達18.4%），较3月上升2.2个百分点，创有历史数据以来最高值。李克强表示，3月、4月以来，就业、工业生产、用电，货运指标严重下行，比2020年疫情最严重时期造成的冲击还大。2022年前5个月，地方一般公共预算本级收入约4.62万亿元，同比下降8.9%。地方政府性基金预算本级收入约2.05万亿元，同比下降27.6%。重庆苏州等地调整支出预算。
2022年第二季度，中國大陸经济同比增长0.4%，失业率接近有记录以来的最高水平。
根据中国财政部统计，2022年1-11月中国的财政赤字达到了7.8万亿元人民币（合1.1万亿美元），为去年同期报告的3.7万亿元人民币的两倍多，是中国广义的预算赤字的创纪录高点，原因是房地产危机和新冠“清零”政策。

## 相关行业

### 交通运输

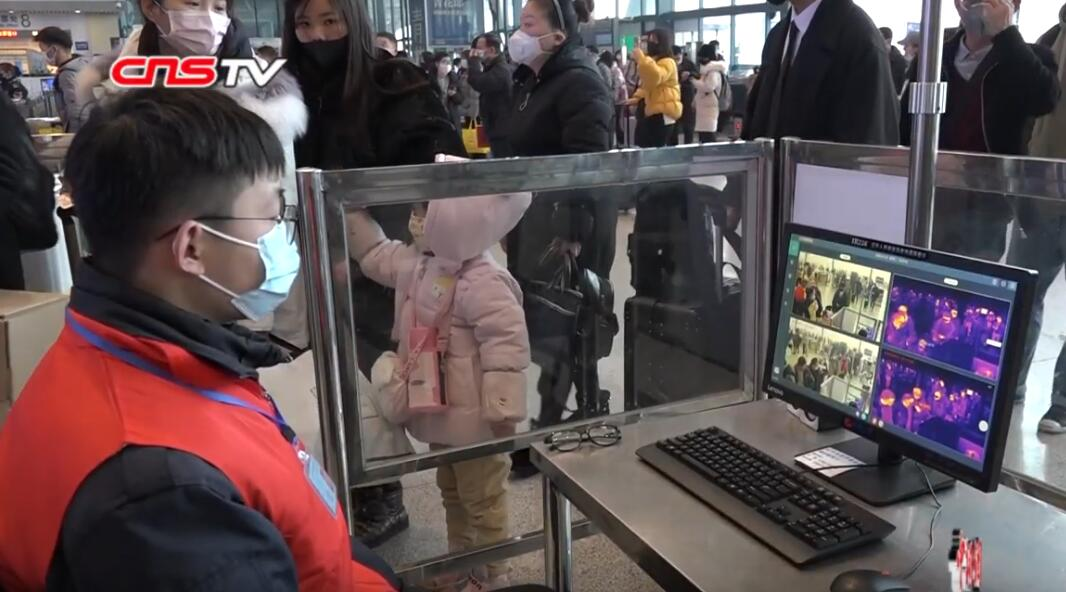
武汉站工作人员为进站乘客测量体温

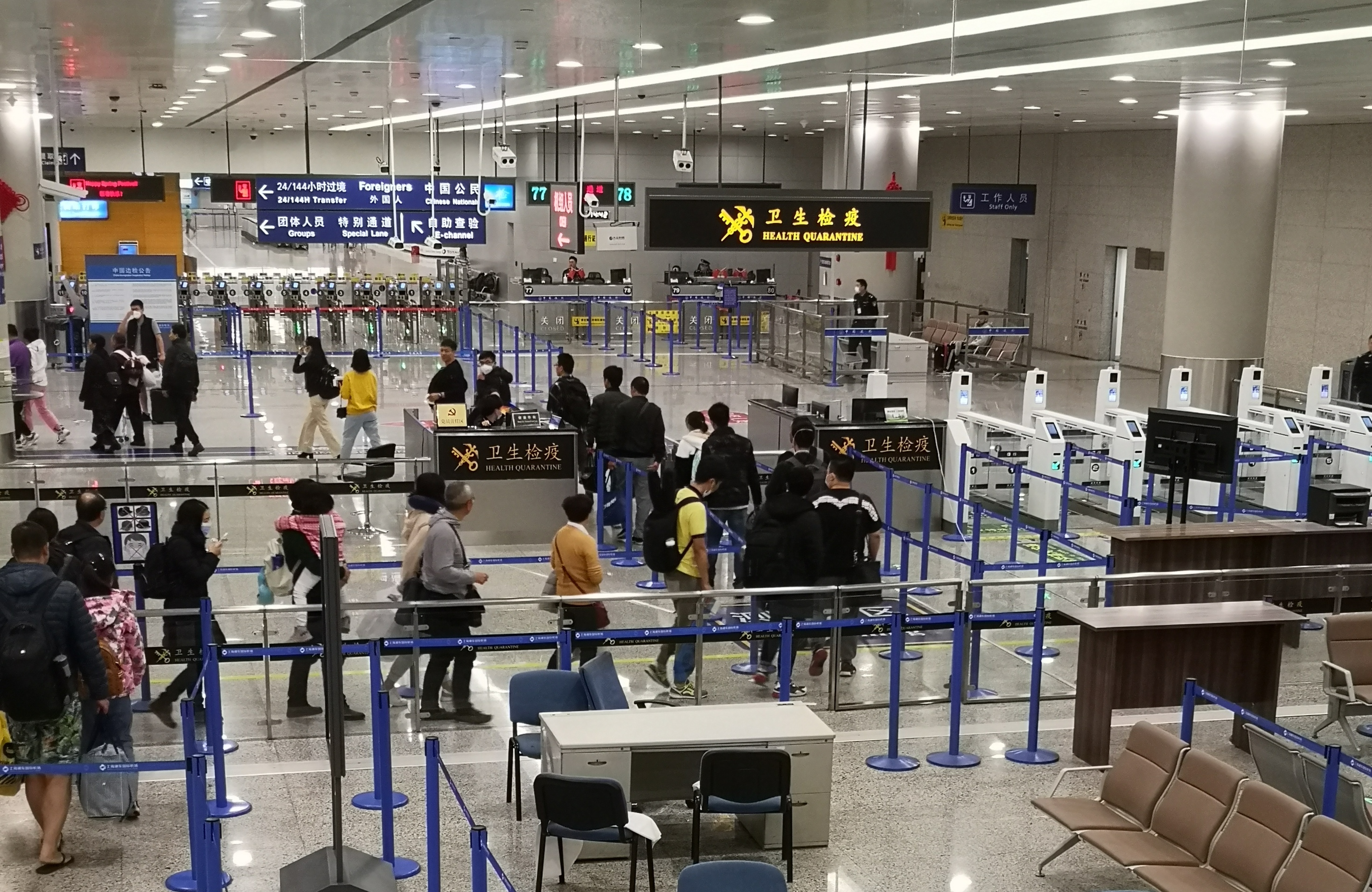
上海海关出入境检验检疫机关对上海浦东国际机场的旅客加强卫生检查

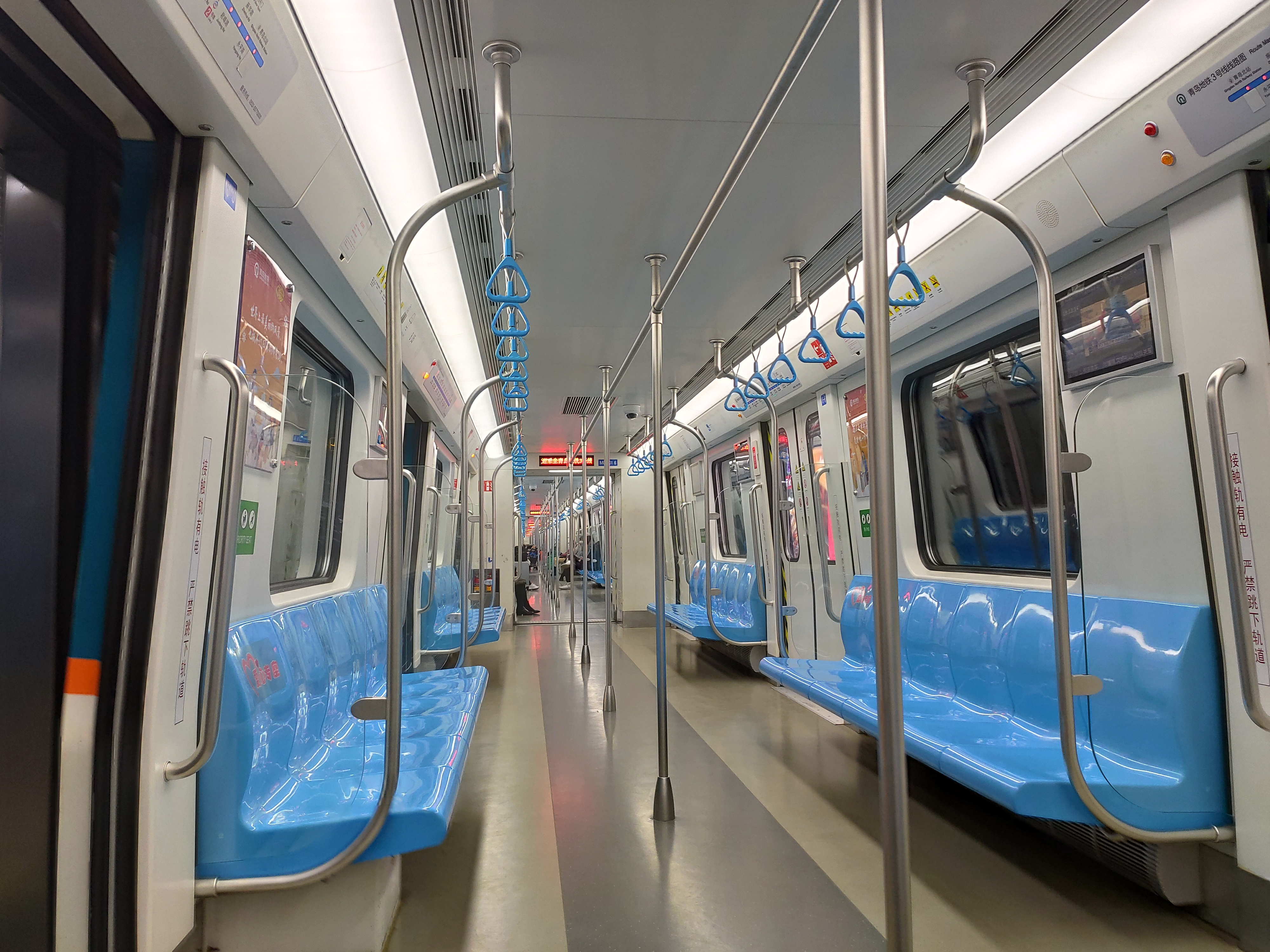
图为青岛地铁3号线301次列车停靠在五四广场站。受疫情影响，各地地铁系统加紧预防措施，车内乘客也因疫情扩散而大幅度减少

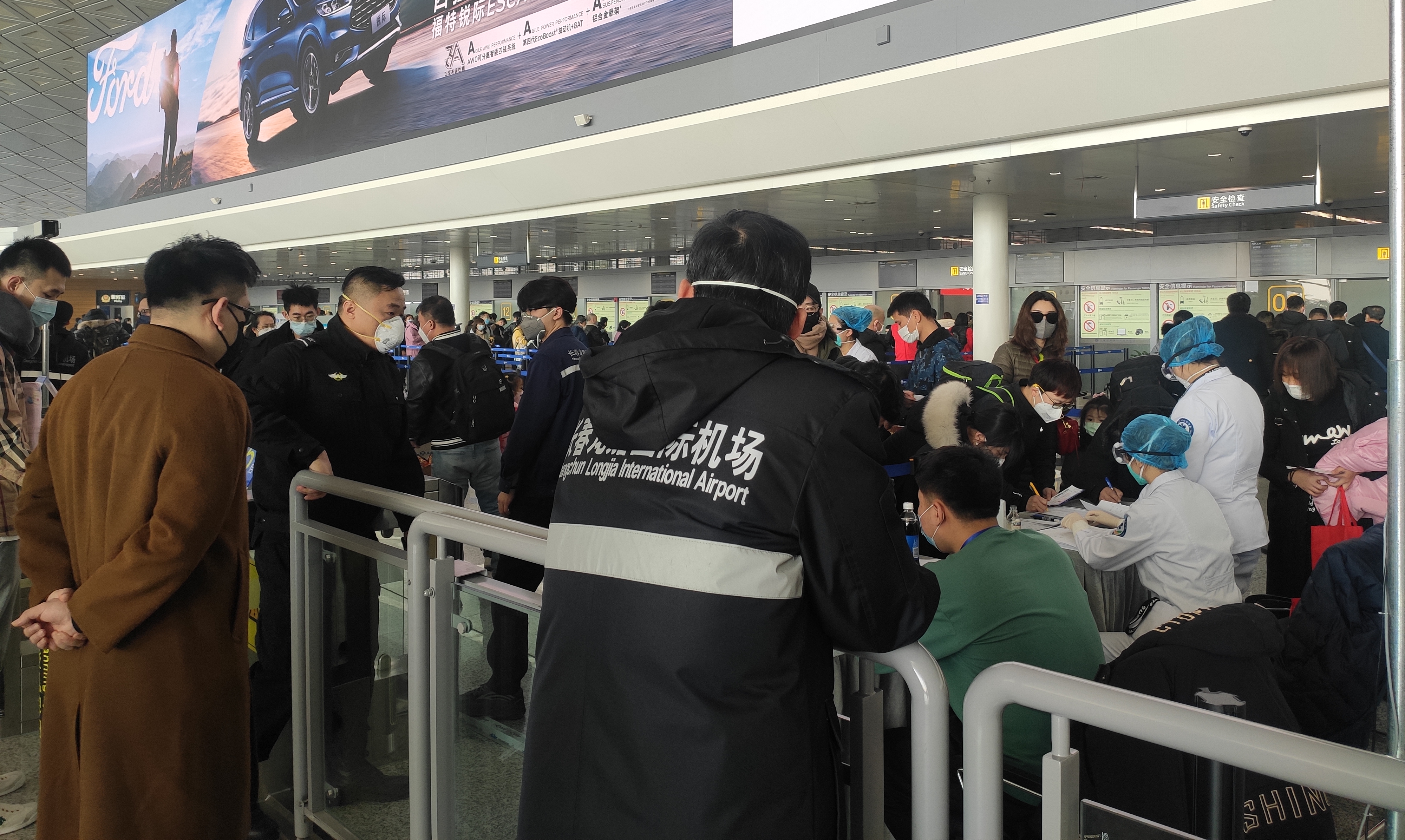
1月26日，长春龙嘉国际机场开始对前往北京的旅客进行额外的卫生检查；此前北京首都国际机场和北京大兴国际机场已经宣布对所有抵京旅客进行体温检测

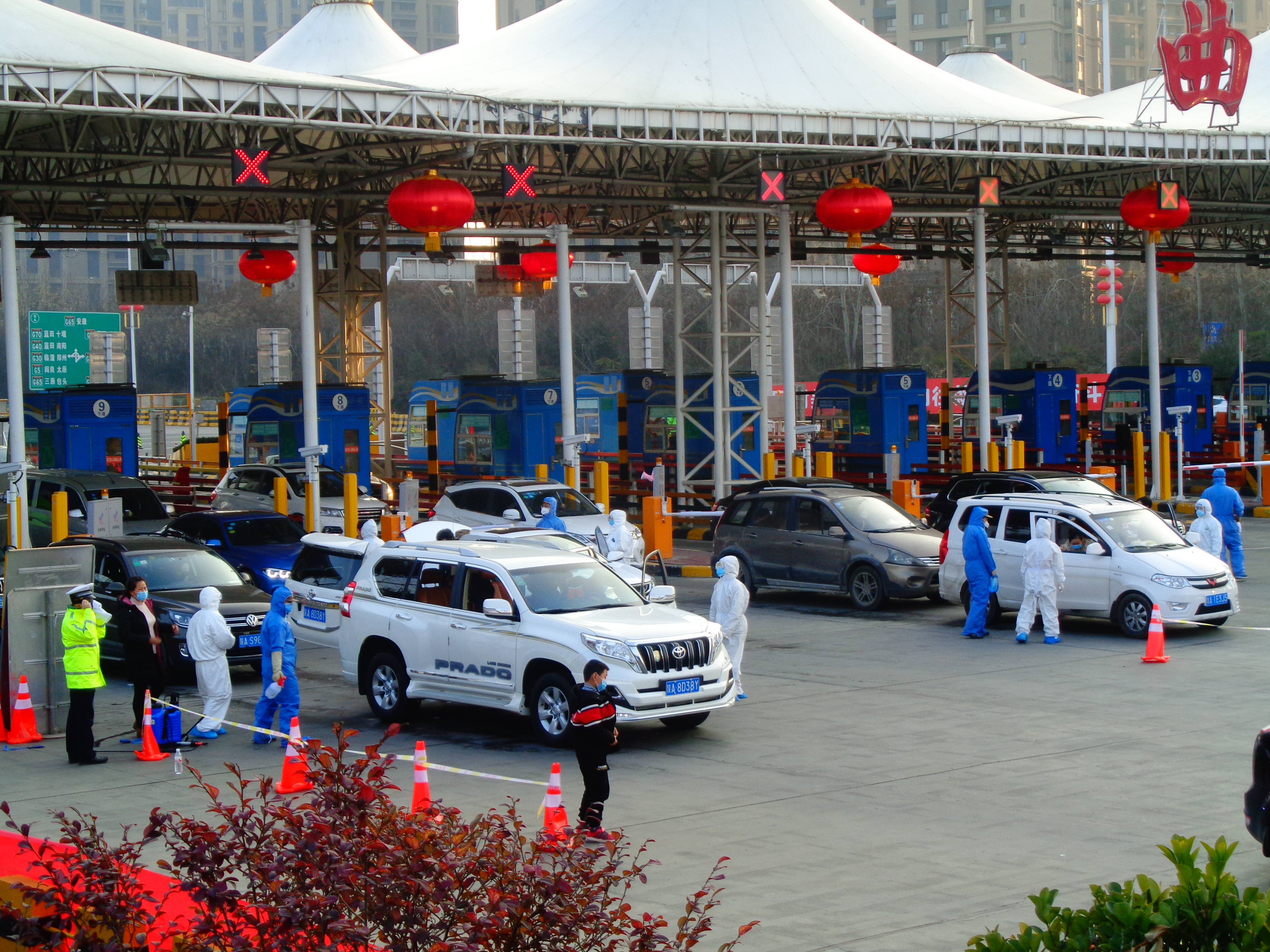
西安绕城高速公路曲江收费站对进入西安的车辆及人员进行防疫检查

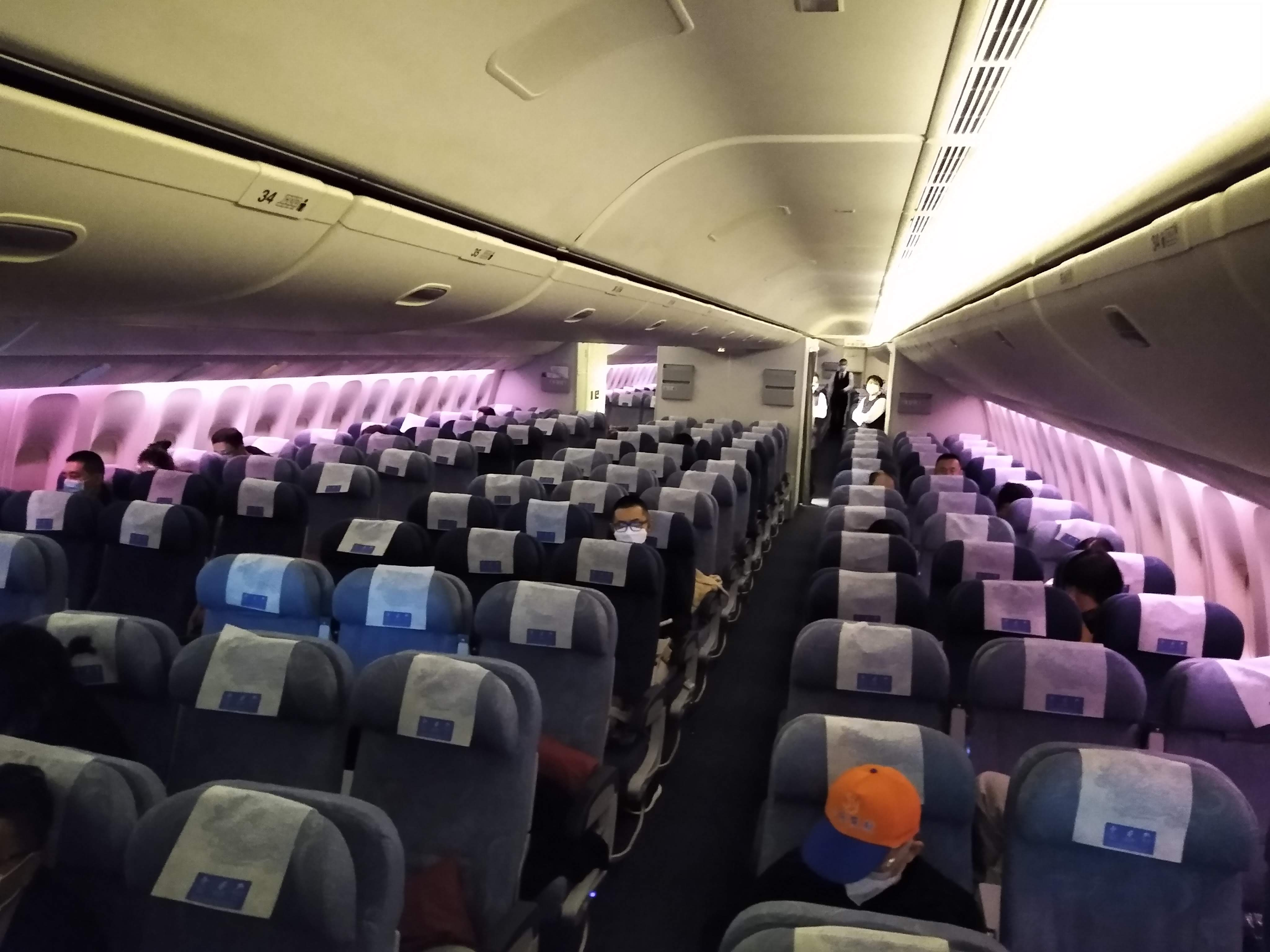
3月15日，旅客稀少的中国国际航空CA983号班机；该航班在疫情期间临时调整为北京-洛杉矶-旧金山-洛杉矶-北京

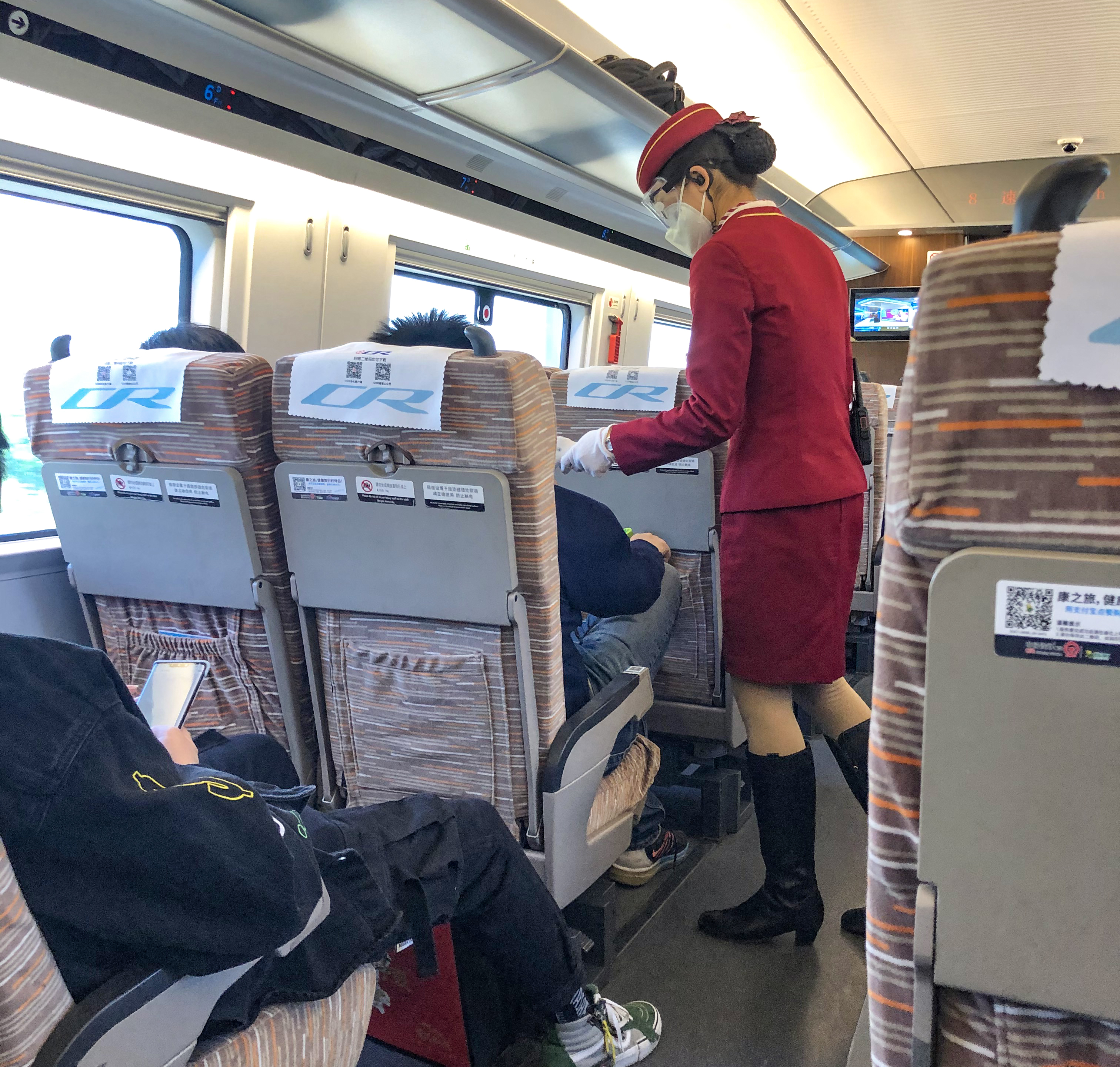
4月26日，京津城际铁路列车乘务员为旅客测量体温

2020年1月14日起，武汉市在机场、火车站与其他公共交通站场，运用红外线温度计来监测离汉旅客的体温状况。
从1月20日晚间开始，杭州萧山国际机场对航站楼旅客通道等重要场所进行全面消毒，对来自疫情发生地武汉的所有进港航班固定廊桥和机位，并对进港航班的人员实施体温检测。除杭州机场外，浙江省内宁波、温州、台州、义乌等机场，（舟山、衢州机场暂没有武汉往返航班）等机场，都启动了对武汉进港航班旅客的体温检测工作，并与相关卫生检疫部门建立应急处置程序、信息通报流程。
根据中国铁路客户服务中心订票网站显示，从2020年1月21日至2月19日，沒有武漢至香港高鐵班次車票發售；而香港至武漢的高铁列車，则仅有部份日期仍有車票發售。而深圳北經武漢的高鐵列車，需在武漢站停留近30分鐘，有报道指可能与防疫措施有關。
随着疫情的扩散，中国大陆的旅游网站、航空公司及铁路部门宣布为被确诊为新型冠状病毒肺炎或因疑似新型冠状病毒肺炎被机场（港口）隔离劝返的旅客，以及作为密切接触者的同行人，可申请免费取消预订。1月21日，携程旅行网、去哪儿网、同程艺龙、美团、驴妈妈、飞猪等在线票务平台宣布，对即日起至1月31日春节期间武汉地区酒店、门票、用车订单，提供免费取消保障，此外飞猪平台也对因本次事件取消休假的医护人员实行免费取消政策；中国南方航空、海南航空、深圳航空、天津航空、昆明航空、多彩贵州航空、西部航空、乌鲁木齐航空、华夏航空、酷航均宣布对持有加盖武汉天河机场卫生所印章证明文件的旅客或出发/到达城市为武汉的旅客免费办理退票及改期业务。中国铁路客户服务中心亦于1月21日宣布自当日起至1月24日可免费办理武汉范围17个车站到发车次车票的退票业务。中国民用航空局表示，要求各航空公司在做好新型冠状病毒感染的肺炎疫情防控工作的同时，对已经购买涉及武汉航班机票的旅客，如有退票要求，航空公司应当予以免费办理。1月23日，中国铁路客户服务中心发布声明，称自2020年1月24日0时起，全国范围内此前已购买铁路客车车票的旅客自愿退票的，将免除退票手续费；同日，中国民用航空局下发通知，自2020年1月24日0时起，全国范围内此前已购买民航机票的旅客自愿退票的，各航空公司及其客票销售代理机构应免费办理退票，不得收取任何费用。1月27日，铁路部门再次修改退票规则，对在1月27日24时前使用现金购票或已于1月27日24时前换取纸质车票（含报销凭证）的旅客，且乘车日期在1月28日0时至2月26日24时，可延期至3月25日24时前办理退票；凡是火车票票面发站所在地车站进站通道关闭的，在进站通道恢复之日起30日内均可办理退票；退票须在购票地或出发地各车站办理，办理时继续免收退票费，铁路乘意险一同办理。在2月5日，退票规则再次修改，明确自2020年2月6日0时起，此前在车站、12306网站等各渠道已购买的全国铁路火车票，旅客在开车前自愿改变行程需退票的，铁路部门均不收取退票手续费，购买铁路乘意险的一同办理。对无法在网上办理退票的旅客，铁路部门继续推出延长退票时限的服务措施。凡是于2月5日24时前使用现金购票或已于2月5日24时前换取纸质车票（含报销凭证）的旅客，如开车前无法到车站办理退票的，可延期至3月31日24时前办理退票；凡是火车票票面发站所在地车站进站通道关闭的，在进站通道恢复之日起30日内均可办理退票；退票须在购票地或出发地各车站办理，办理时继续免收退票费，铁路乘意险一同办理。铁路部门亦会组织车内旅客分散就坐，避免疫情扩散。
1月21日，中华人民共和国交通运输部启动Ⅱ级应急响应，并印发了紧急通知，要求出租车及网约车、共享单车等交通运输新业态企业，要积极配合政府部门落实行业疫情防控的主体责任。
1月21日，武漢實施進出管制，對出入武漢市的私家車進行抽檢，並且在機場、火車站等交通樞紐安裝紅外線測溫儀。
1月22日，深圳地鐵全面啟動乘客進站測溫工作，並在部分樞鈕站點設置臨時醫療檢查站。於1月26日起未配戴口罩的乘客將被勸離，沒有配戴口罩的乘客會被控擾亂地鐵運營秩序。
中国网约车平台滴滴出行称，1月31日前，被确诊为新型冠状病毒肺炎用户和密切接触者的预约单、武汉市内（含往返机场、火车站）的预约单，乘客可免费取消，应付给网约车司机或顺风车车主的取消费由滴滴承担。另两家平台嘀嗒出行和哈啰顺风车也表示，春节期间，起终点为武汉的城际订单，将提供无责取消保障。此外，涉及补偿金或信任分扣除的有责方，无需申诉，平台会统一处理信任分免除并操作补偿金全额退款。
1月24至25日，中国铁路武汉局集团有限公司共宣布停运列车258.5对，关闭湖北省内包括武汉、汉口、武昌在内的61个铁路客运站点，共计72个火车站出发通道被关闭。其所保有的89组列车，包括84组动车组列车和5组25T型客车被外借至其他路局补充运力。
1月25日，交通运输部发布紧急通知，要求全国各地对疫情防治应急物资及人员运输免收通行费并保障优先出行。同日，香港特区行政长官林郑月娥宣布，自即日起无限期暂停香港来往武汉的飞机航班和高铁班次，并扩大中国内地入境者健康申报至码头、港珠澳大桥等所有口岸。
1月26日，北京市省际公路客运巴士全部停运。除此之外，天津、山东等地的省际客运班线全部停运。国务院新闻办公室举行的新闻发布会反对个别地方采取硬性隔离措施，并提出“一断三不断”原则：“一断”是坚决阻断病毒传播渠道；“三不断”，就是公路交通网络不能断，保证整个社会运行不能断，应急运输绿色通道不能断，必要的群众生产生活物资的运输通道不能断。交通运输部要求對車輛不检查、不停车、不收费，保障防控物资优先通行，並宣布鉴于春节假期延长至2月2日结束，2020年春节假期高速公路小型客车免费时段亦延长至2月2日24:00结束；之后在2月2日宣布再次延长至2月8日24:00止。 
中国铁路南昌局集团从1月25日起，每日持续向武汉地区运送重点物资，第一批采购的160吨萝卜，已通过T147次、T168次列车行包车厢运往武汉。中国铁路呼和浩特局集团也于1月26日将第一批30吨马铃薯分别通过K598、K1278次列车发往武汉，以支援武汉疫情防控。
1月28日，因应香港特区政府宣布大幅縮減兩地交通的措施，自1月30日起，中国内地往香港西九龍站、红磡站的列车全部停驶；縮減來往香港及內地航班減半；珠澳大橋金巴、沙頭角跨境巴士的班次；暫停客運碼頭跨境渡輪服務。
同日，對於全國多地出現堵路、設卡等阻斷交通情況，國務委員兼公安部部長趙克志開會時強調禁止未經批准即阻斷交通。
1月30日起，因应疫情防控需要，以及客流变化情况，多趟列车采取临时停运措施，其中包括北京至平壤K27/28次列车、平壤至丹东95/85次列车、满浦至集安7263/8271次列车以及乌鲁木齐至阿拉木图K9795/9796次列车等国际列车，阿拉木图/努尔苏丹至乌鲁木齐K9797/9798次列车则暂时运行至哈萨克斯坦多斯特克站终止。此外中国至俄罗斯的402/401次、653/654次、K3/4次、K19/20次列车，中国至越南的T8701/8702次列车暂停运营。
截至1月30日，中國大陸省际包车和发往湖北的省际客运班线全部停运。湖北、北京等十个省市道路客运全面停运，16个省份全面暂停省际客运班线，28个省份的多个城市也暂停或者部分暂停城市公交线路，武汉等5个城市暂停了城市轨道交通的运营。
1月31日，中国国家铁路集团表示，为加强疫情防控工作，自2月1日起，购票人须提供每名乘车旅客本人使用的手机号码（外籍旅客需提供邮箱）方可购票，旨在必要時用於聯繫旅客使用。同日，部分经由武汉的高铁及普速列车司机乘务工作开始改由广州局集团长沙机务段、怀化机务段及广州机务段人员以及郑州局集团郑州机务段和上海局集團上海机务段高铁司机担当。
因疫情发生于春运期间，故在2月2日春节假期结束后，返程高峰并未如往年一样出现，客流量继续下降。2月3日，全国铁路、道路、水路、民航共发送旅客1192.8万人次，比2019年春运同日下降86.6%；1月10日-2月3日，全国铁路、道路、水路、民航共累计发送旅客12.96亿人次，比去年同期下降30.3%。其中铁路下降21.2%，道路下降31.8%，水路下降 41.6%，民航下降22.5%。1月23日凌晨武汉宣布“封城”后，随着公众对疫情重视程度提高，当天全国客流出现拐点开始下滑。一些长途列车于春运期间满座的情况也较少出现，但中短途线路仍有较多客流。公共交通方面，除上海地铁2月3日客流达到102.3万以外，当日多地地铁的客流均不足百万。
2月12日，中国国家铁路集团决定对车站候车、购票和退票的旅客采取分散措施，餐车不再接待旅客就餐和购物，改为列车工作人员定时送盒饭和商品至旅客座席。
2月15日，交通运输部表示，2月17日零时起，全国收费公路免收车辆通行费，直至5月6日0时恢复正常收费。
2020年春运于2月18日结束，在为期40天的春运里，全国铁路、道路、水路、民航累计发送旅客14.76亿人次，比去年同期下降50.3%。其中，铁路发送旅客2.10亿人次，下降47.3%；道路发送旅客12.11亿人次，下降50.8%；水路发送旅客1689.1万人次，下降58.6%；民航发送旅客3839万人次，下降47.5%。
截至2月25日，35个城市轨道交通恢复运营。
3月1日，交通运输部应对新冠肺炎疫情联防联控机制发布通知，要求暂停离汉、离鄂和进出京跨城的网约车、顺风车业务。3月10日零时起，为防范疫情的境外输入，首都机场将3号航站楼D区划设为集中接受重点地区和国家进港航班的处置专区，3月15日起更将所有国际及港澳台进港航班全部停靠在T3D处置专区。3月11日，中国国际航空宣布自当日起，在欧洲部分城市和美国始发至中国的航班仅提供预包装食品及瓶装饮用水，机上除特殊需求外不提供餐食服务。3月13日起，由于防疫需要，北京大兴国际机场的国际进港航班全部临时转到首都机场运行。3月19日，民航局、外交部、国家卫生健康委、海关总署、移民局联合发布《关于目的地为北京的国际客运航班有关事宜的公告》，决定调整目的地为北京的部分国际航班从指定第一入境点入境。3月22日，民航局、外交部、国家卫生健康委、海关总署、移民局再次发布公告，自北京时间3月23日零时起，所有目的地为北京的国际始发客运航班均须从天津、石家庄、太原、呼和浩特、上海浦东、济南、青岛、南京、沈阳、大连、郑州、西安12个指定的第一入境点入境，其后阿联酋航空宣布3月23日起暂停飞往北京的航班，新加坡航空也取消了3月23日的新加坡-北京航班，3月24日起将赴京航班改为空机载货。
3月24日，中国铁路武汉局集团宣布自25日起恢复办理湖北省境内除武汉市铁路客站外的到达和出发业务；28日零时起，恢复办理武汉市铁路客站到达业务；4月8日零时起恢复办理武汉市铁路客站出发业务。同日起，北京市地铁运营有限公司下辖线路陆续开始在高峰时段实施超常超强运行图，以降低高峰时段列车满载率。
因应境外病例防输入工作需要，上海虹桥国际机场自3月25日起暂停国际和地区线运营，临时转场至浦东机场运营，保留虹桥机场航班备降功能。3月26日，中国民航局发布通知，称因应疫情防控需要，决定进一步调减国际客运航班运行数量。中国大陆每家航空公司经营至任一国家的航线只能保留1条，且每条航线每周运营班次不得超过1班；中国境外每家航空公司经营至中国大陆的航线只能保留1条，且每周运营班次不得超过1班。
4月5日，中國大陸31个省区市和新疆生产建设兵团所有地级以上城市、县级市全部恢复了地面公共交通服务。此前，已开通城市轨道交通的41个城市也已全部恢复营运。
4月8日起，武汉天河机场恢复运营，暂不恢复国际航班和北京往返航班。离汉通道零时起正式解封，解封后开出首趟旅客列车，400多名旅客乘坐该趟列车离开武汉。
4月15日，中国民航局新闻发言人在新闻发布会上披露，2020年第一季度，中国民航全行业累计亏损398.2亿元，其中航空公司亏损336.2亿元。
4月16日，中国民航局下发《关于进一步明确疫情期间国际机票销售有关问题的通知》，要求疫情防控期间，航空公司对国际机票全部采取直销模式，暂停代理商对旅客出售国际机票；对已由代理企业销售的国际机票要加强管控，严禁换票，订座及购票后禁止更改旅客姓名，以杜绝中间环节倒票、炒票行为。
6月4日上午，中国民航局发布《关于调整国际客运航班的通知》，规定自2020年6月8日起，所有未列入“国际航班信息发布（第5期）”航班计划的外国航空公司，可在本公司经营许可范围内，选择1个具备接收能力的口岸城市，每周运营1班国际客运航线航班，民航局2020年3月26日发布的《关于疫情防控期间继续调减国际客运航班量的通知》（民航发〔2020〕12号）同时失效。
此外，6月4日的通知中还规定了自2020年6月8日起以入境航班落地后旅客核酸检测结果为依据，对航班实施的熔断和奖励措施：航空公司同一航线航班，入境后核酸检测结果为阳性的旅客人数连续3周为零的，可在航线经营许可规定的航班量范围内增加每周1班，最多达到每周2班；入境后核酸检测结果为阳性的旅客人数达到5个的，暂停该公司该航线运行1周；达到10个的，暂停该公司该航线运行4周。“熔断”期结束后，航空公司方可恢复每周1班航班计划。
6月6日起，随着湖北人进京限制的解除，铁路部门逐步恢复湖北始发进京旅客列车运行。
6月8日0时起，民航局调整目的地为北京的国际客运航班指定第一入境点。其中，上海浦东暂停作为第一入境点，增加成都、长沙、合肥、兰州为第一入境点，增加武汉为备用第一入境点。
6月9日，武汉至北京客运航线航班复航，首个复飞航班为中国南方航空执飞的CZ3139/3140航班，由武汉天河机场飞往北京大兴机场。
6月10日，在民航局例行新闻发布会上，民航局新闻发言人、航安办主任熊杰介绍了可增加航班国家的条件，包括：迄今向中国大陆输入病例较少且同中国大陆经贸往来密切的国家；综合考虑海外公民较多、刚性回国需求强烈的国家；满足远端防控措施，可有效降低前端疫情输入风险的国家；境内外有复工复产需要、已同中国大陆建立“快捷通道”的国家。
6月15日，交通运输部印发《客运场站和交通运输工具新冠肺炎疫情分区分级防控指南（第四版）》，要求高风险地区公共汽电车封闭环境的首末站和车辆每平方米≤4人，中风险地区封闭环境的首末站和车辆每平方米≤6人；高风险地区城市轨道交通车站和列车的拥挤度和满载率应≤50%，中风险地区车站和列车的拥挤度和满载率应≤70%。
6月16日起，因北京新发地农产品批发市场发生聚集性疫情，北京首都機場、大興機場取消1255架次航班，中国国际航空、中国南方航空、海南航空、中国联合航空、首都航空、山东航空已宣布针对进出京航班提供免手续费退票业务，惟办理退票手续时需具备一定条件，且可退票的出发日期须在6月30日前。同时，鐵路部門決定自6月17日零時起，旅客在車站、12306網站等各渠道辦理6月16日24時前已購的進出北京地區各次列車有效車票退票時，均不收取退票手續費，購買鐵路乘意險的一同辦理。
6月16日起，多家外航恢复多國與中国大陆的客运航班。
6月18日，民航局发布《关于下发运输航空公司、机场疫情防控技术指南(第五版)的通知》。新版指南取消了国内航班风险分级，国内航班实施疫情常态化管控，同时根据国内疫情响应等级调整采取不同防控措施。
7月21日，民航局、海關總署、外交部發布公告，决定对由境外（港澳台除外）前往中国大陆航班的乘客，必須在登機前5天內在中國駐外使館指定或認可的機構進行检测，憑新冠病毒核酸檢測陰性證明方可登機。
9月8日，中国民用航空局副局长崔晓峰表示，截至8月底，中国大陆每日航班量超过1.3万班，恢复到疫情前的九成。国际航班方面，截至8月12日，共计93家中外航空公司（中国大陆19家，境外74家）运营187条定期国际客运航线，每周执行210个往返航班，与50个国家保持定期客运通航。较疫情严重时期，已与20个国家恢复通航。
2021年1月6日，中国国家铁路集团表示，因近期再度出现散发疫情，自2021年1月7日0时起，旅客在车站、铁路12306网站（含手机客户端）等各渠道办理2021年1月6日24时前已购列车的有效车票退票时，均不收取退票手续费，购买的铁路乘意险一同办理。
2021年1月26日，中国民航局下发通知，明确自1月27日0时起，购买1月28日—3月8日春节期间机票的旅客，均可办理免费退票或至少一次改期。
2022年3月起，受奥密克戎疫情影响，为防堵疫情，包括江苏、浙江、山东、上海、吉林、安徽、广东、河北、辽宁、福建等多个省级行政区近来纷纷封锁高速公路。中央社引述非正式统计称，中国这波被困在高速公路上的物流驾驶多达3000万人，而他们担负着全中国76%的物流货运量。物流瘫痪导致一系列连锁反应，许多地方物价飞涨，民生困难，出现超市抢购潮。
2022年4月，国航、南航客运运力同比下降均超七成，环比下降超三成。旅客周转量同比下降超八成，环比下降超四成。而东航客运运力投入和旅客周转量同比下降近九成，环比下降均超六成。三大航客座率均低于60%，同比下降近两成。
2023年1月，多航司执飞目的地为北京的国际航班将不再分流。1月8日起，国际客运航班可直航北京。截至2月16日，中国已恢复与58国客运定期航班。
2023年3月3日，因疫情暂停的进藏旅游专列恢复开行。8月，美国和中国批准两国之间的客运航班数量增加一倍。9月19日，全面恢复进出中国境内邮轮港口的国际邮轮运输。

### 通讯业
中国电信、中国联通、中国移动分别在火神山医院快速新建了5G基站。
中国联通宣布对湖北省、湖南省用户开通免停机、紧急开机快速通道。
中国移动宣布对全国一线疫情防护人员，以及重要疫区、隔离区的用户提供免停机服务。
2月14日起，根据工信部部署，中国电信、中国移动、中国联通通过公益短信免费提供用户14日内到访地（驻留时间超4小时）查询服务。
2月26日，中国电信宣布，在2月26日至6月30日期间，将为200 Mpbs 速率以下的家庭光纤宽带用户，提供免费提速到200 Mbps 的服务。
3月3日，工业和信息化部发布《关于进一步做好新冠肺炎疫情防控期间宽带网络助教助学工作的通知》，要求各地通信管理局组织基础电信企业持续加大宽带网络和4G/5G基站建设力度，并鼓励基础电信企业重点面向建档立卡贫困家庭学生推出特惠流量包等精准帮扶举措。

### 文化与旅游业

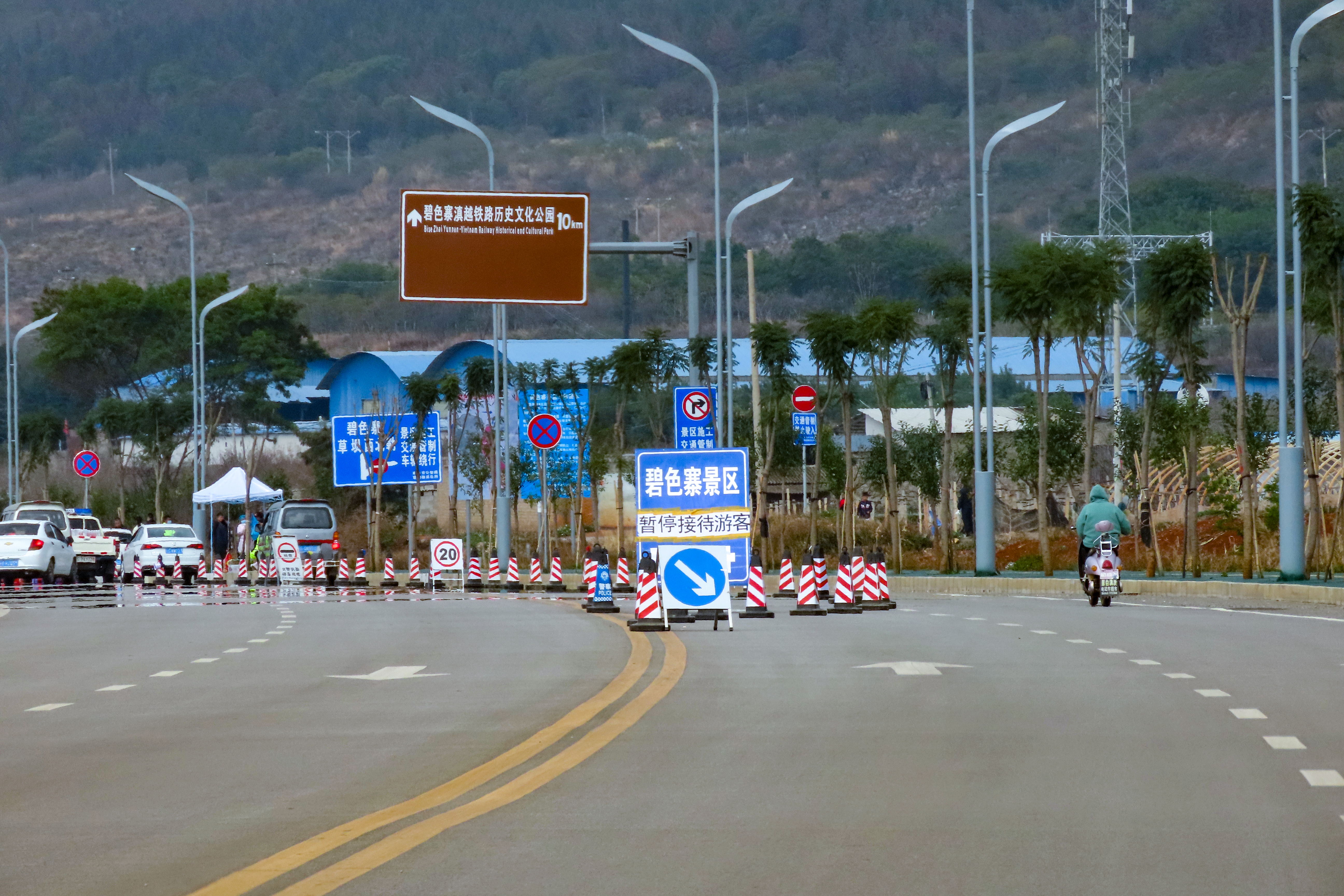
1月26日，云南蒙自市碧色寨景区暂停接待游客的告示

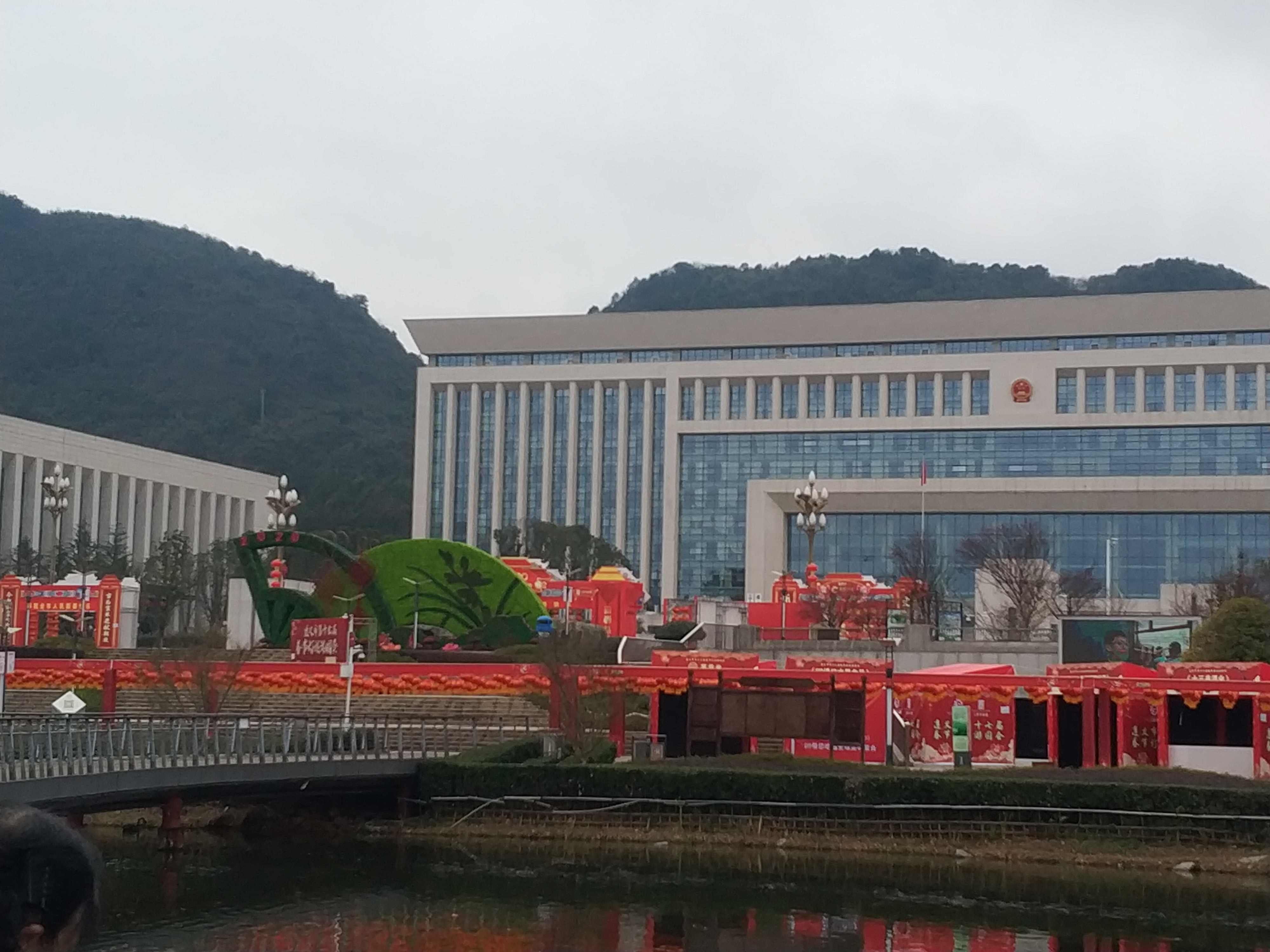
贵州省自从于1月24日除夕夜启动突发公共卫生事件一级响应以来，紧急叫停了所有节庆活动。如图是位于贵州省遵义市市政府广场遭到搁置的节日活动设施

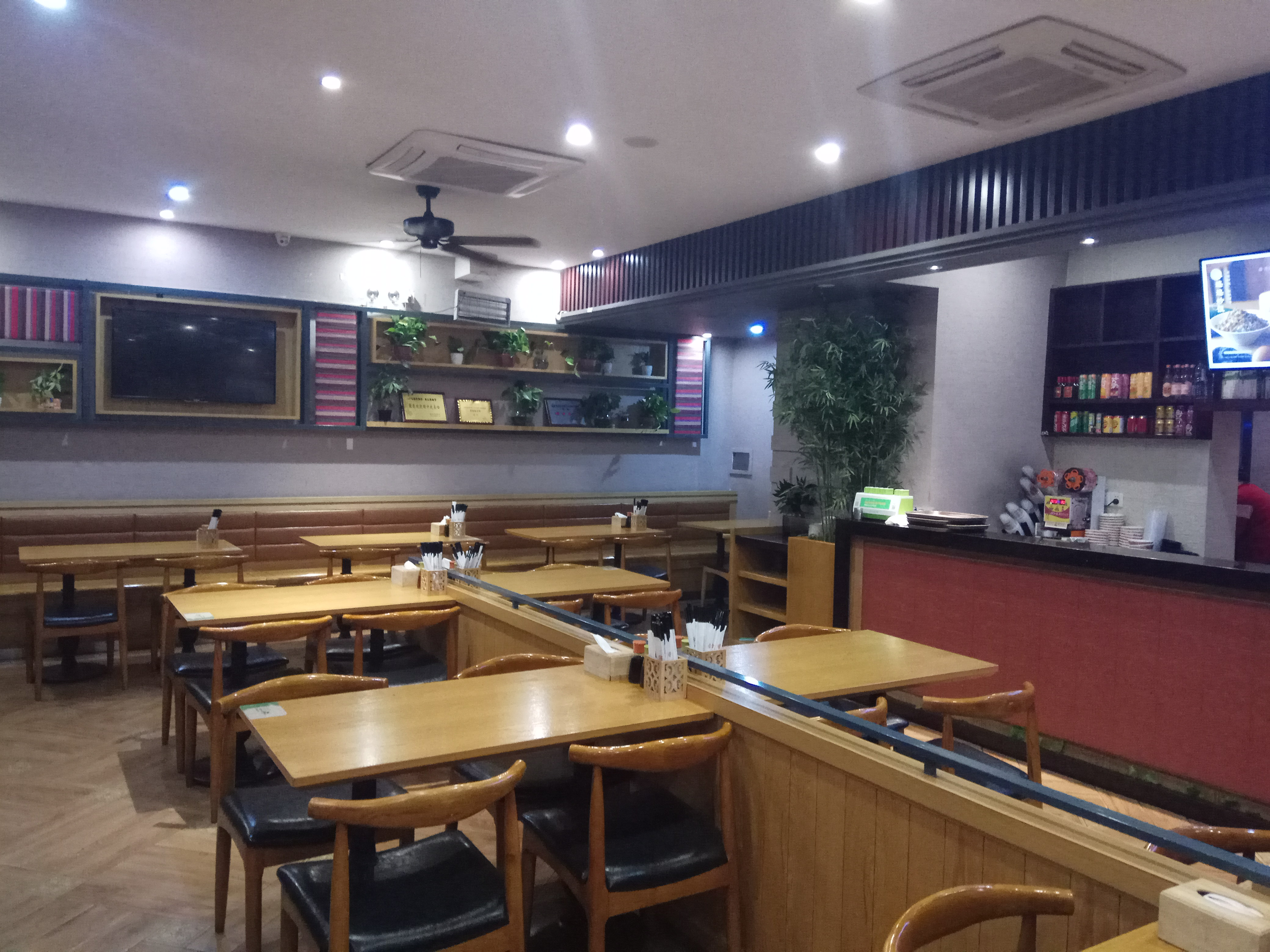
疫情暴发期间，浙江省玉环市一家按政府要求率先复工的餐厅内空无一人

2020年1月21日，武汉市境内的旅游团队不组团外出。武汉市文化和旅游局发布紧急通知，称“浓浓中国风，暖暖江城情”2020年武汉市春节文化旅游惠民活动延期举行，预约成功游客入园（场）资格顺延至下一次文旅惠民活动。近期在湖北举行的摩登兄弟巡演武汉站、韩红巡演武汉站、蔡依林巡演武汉站、李宗盛巡演黄石站、2020年东京奥运会女足预选赛等演出赛事确定延期或取消。
1月23日，上海市文化和旅游局发布消息称，根据上海市文化和旅游局《关于做好新型冠状病毒感染的肺炎疫情防控工作的紧急通知》精神，“2020微游上海”活动将延期举办。
1月23日，武汉市文化和旅游局发布消息，指出为加强新型冠状病毒感染的肺炎防控工作，进一步有效防止新型冠状病毒感染的肺炎经人员聚集传播，保障人民群众身体健康和生命安全，武汉地区博物馆、纪念馆、公共图书馆、文化馆于2020年1月23日至2月8日暂停对外开放，武漢所有旅游团队一律取消。
1月23日，北京市东城区城市管理委员会发布消息，原定1月25日举办的龙潭、地坛庙会全部取消；之后，北京市文化和旅游局发布消息，全市包括庙会在内的大型活动全部取消。北京市故宫等文化场馆自1月24日起暂停开放。天津市国家海洋博物馆等文化场馆决定2020年1月24日起暂停对外开放。23日晚，故宫博物院决定自2020年1月25日（正月初一）起闭馆，恢复开放时间另行通知。
1月23日晚，根据《浙江省突发公共卫生事件应急预案》及浙江省人民政府召开的全省新型冠状病毒感染的肺炎疫情防控工作视频会议明确，杭州西湖景区所属的收费景点、博物馆1月24日起全部关闭，西湖水域大型游船停运，音乐喷泉一律暂停对外开放。
1月23日，黄冈市新型冠状病毒感染的肺炎防控工作指挥部宣布，1月24日0時起，黃岡市區所有影劇院、網吧和室內公共文化、旅遊及娛樂場所暫停營業；黃州區中心市場實行休市管理。
1月24日起，为防止疫情擴散，避免人群聚集傳播，南京市多個景區閉園閉館，包括南京鐘山風景區、玄武湖景區、莫愁湖景區、南京紅山森林動物園、南京城墻景區、瞻園、雨花台烈士陵園、清涼山公園、南京博物院、江蘇省文化館、江蘇省美術館、南京市文化館、江蘇大劇院、南京圖書館、金陵圖書館、南京市博物總館、侵華日軍南京大屠殺遇難同胞紀念館、南京老山森林國家公園、南京市棲霞山景區、牛首山文化旅游區、南京雞鳴寺、中山植物園、珍珠泉風景區、先鋒書店、南京湯山陽山碑材等景點。 同時，南京秦淮燈會多个展区1月24日起閉園，夫子庙—秦淮风光带管委会所属各景点、公园、博物馆闭园闭馆，秦淮河游船停运，原定活动取消。除南京外，中国大陆多地旅遊景區受疫情影响暫時關閉，包括上海迪士尼度假區、豫園、浦江遊覽全線、廈門鼓浪嶼、山西平遥古城、五臺山、雁門關、廣東广州塔、云南丽江古城、四川峨眉山等。2月18日晚，南京市新型冠状病毒肺炎疫情联防联控工作指挥部发布《关于优化疫情防控措施加快复工达产的通告》，其中提及，游园绿地、公园广场、室外文化体育设施等公共空间恢复开放，室外旅游景点在控制人流密度的基础上逐步开放。2月19日，夫子庙、中山陵、雨花台、玄武湖等南京著名景点已陆续“解封”。25日，文化和旅游部下发《旅游景区恢复开放疫情防控措施指南》，要求各地旅游景区继续实施疫情防控，实行实名制购票，记录入园游客联络方式、来往交通等信息，利用大数据等手段，做好游客信息动态监测。
1月24日，湖北省新型冠状病毒感染的肺炎疫情防控指挥部发布通告，明确省内旅行社即日起暂停经营活动，不再组团收客；已经组团的一律取消或延期。
1月24日，武汉市85家酒店自发组建“武汉医护酒店支援群”，利用不使用中央空调的酒店客房给各医院医护人员提供免费住宿。至1月25日上午，加入的酒店业者已接近120家。
1月25日，中国旅行社协会宣布，全国旅行社和在线旅行服务平台暂停经营旅行团业务和机票+酒店模式自由行业务，已售出的部分出境游业务在27日前仍可出行。
1月25日，海信电视、PP体育、中国移动咪咕视频等企业宣布提供免费影视点播服务。迅游加速器宣布提供绝地求生、GTA5等游戏限时免费加速。
途家、首旅如家、自如、蛋壳公寓等连锁酒店业者、房屋租赁企业宣布向武汉医护人员免费提供住宿。
由於疫情影響，很多人減少外出機會，間接帶動「宅經濟」，網絡遊戲活躍用戶及收入均有較大增長。
2月，中国大陆多地旅游景区先后宣布，自恢复开放之日起至年底，将对全体医务工作者免费开放，部分景区的优惠期更是长达一年。湖北省麻城市还表示将为前来援助的医疗队成员制作终生免费旅游卡。2月20日，湖北省文化和旅游厅宣布，省内A级景区5年内将对所有援鄂医护人员免票。湖北省文化和旅游厅统一制作“灵秀湖北感恩卡”，援鄂医疗队员凭卡可携带亲属一名，5年内不限次免门票游览省内A级旅游景区，有效期自疫情结束后景区恢复正常运营至2024年12月31日。此外，湖北省内医护人员凭有效证件（医师证或护士证）可无限次免门票游览省内A级旅游景区，有效期自疫情结束后景区恢复正常运营至2021年12月31日。
2月17日，日本音乐偶像组合岚发布公告由于疫情原因取消计划于4月在北京鸟巢举行的演唱会。
4月4日，由于全国性哀悼活动，在这一天内绝大多数在中国大陆设有服务器的网络游戏均停服一天。
4月9日，中央疫情工作領導小組发布通知，要求暂不恢复全國性文體活動及跨省跨境旅遊。媒体预测此要求将会对即将迎来的五一小长假受到一定的打击。
4月13日，文化和旅游部、国家卫生健康委联合印发《关于做好旅游景区疫情防控和安全有序开放工作的通知》，要求各地在做好旅游景区疫情防控工作的前提下，按照分区分级原则，严格落实指南要求，做到限量开放、有序开放，严防无序开放。疫情防控期间，旅游景区只开放室外区域，室内场所暂不开放，接待游客量不得超过核定最大承载量的30%，收费景区在实施临时性优惠政策前要做好评估，防止客流量超限。同时规定景区建立完善预约制度，推行分时段游览预约，引导游客间隔入园、错峰旅游，严格限制现场领票、购票游客数量，做好游客信息登记工作。
据文化和旅遊部统计，5月1日-5日，中国大陆共計接待國內遊客1.15億人次，實現國內旅遊收入475.6億元，较2019年五一假期的1.95億人次、1176.7億元少。
5月8日，國務院應對新型冠狀病毒感染肺炎疫情聯防聯控機制發布關於做好新冠肺炎疫情常態化防控工作的指導意見，明確在落實防控措施前提下，採取預約、限流等方式，開放公園、旅游景點、運動場所，圖書館、博物館、美術館等室內場館，以及影劇院、游藝廳等密閉式娛樂休閑場所。
5月11日，文化和旅游部表示疫情防控期间，演出场馆开业最高上座率不超30%，并宣布暂不举办大中型演出活动。
6月，文化和旅游部对《剧院等演出场所恢复开放疫情防控措施指南》《互联网上网服务营业场所恢复开放疫情防控措施指南》《娱乐场所恢复开放疫情防控措施指南》进行了修订调整。其中明确表示，消费者在娱乐场所、网吧的时间不得超过2小时；歌舞娱乐场所接纳消费者人数不得超过核定人数的50%，每个包间接纳消费者人数也不得超过核定人数的50%等。
7月14日晚，文化和旅游部办公厅发布《关于推进旅游企业扩大复工复业有关事项的通知》。通知指出，恢复跨省（区、市）团队旅游，惟中、高风险地区不得开展团队旅游及“机票+酒店”业务，出入境旅游业务暂不恢复。旅游景区继续实施疫情防控要求，接待游客量由不得超过最大承载量的30%调至50%；在严格落实各项防控措施的前提下，采取预约、限流等方式，开放旅游景区室内场所。消息发布后，中国大陆OTA平台上度假、酒店、民航等各个板块搜索量迅速攀升，国内跟团游、自由行瞬时搜索量相比开放前暴涨500%。
由于1月底至2月初（春节假期）处于疫情严重时期，使得民众活动受到一定限制，一些民众纷纷在疫情受控后的中秋国庆假期选择返乡探亲和出游。而各大景区吸引大量人流，门票亦一票难求。有网友评论称为“迟来的春节”，而美国媒体亦对此进行报道，称看到了中国所展现出的“自信”。
10月21日，文化和旅游部办公厅发布《关于进一步加强秋冬季疫情防控工作的通知》，《通知》称，暂不恢复旅行社及在线旅游企业出入境团队旅游及“机票+酒店”业务。
12月底，因疫情仍在全球肆虐，中国大陆部分地区宣布取消2020-2021年跨年活动。
2019年-2021年，中国旅行社从业人员由约41.6万人缩减33%至27.9万人，签订劳动合同的导游人数由超12万人降至不足9.5万人。
2023年2月6日起，中國大陸试点恢复全国旅行社及在线旅游企业经营中国公民赴有关国家出境团队旅游和“机票+酒店”业务。8月10日，恢复全国旅行社及在线旅游企业经营中国公民赴包括日本、韩国、美国、英国、德国、芬兰、荷兰、奥地利、澳大利亚等在内的78个国家和地区出境团队旅游及“机票+酒店”业务。恢复出境团队游的国家和地区增至138个。

#### 电影业

##### 2020年
1月22日，淘票票、猫眼电影等电影票销售平台对春节期间武汉地区购票用户提供无条件退票服务。
1月23日，《熊出没·狂野大陆》、《姜子牙》、《紧急救援》、《囧妈》、《夺冠》、《唐人街探案3》及《急先锋》等七部春节档上映的电影集体宣布撤档，择日上映。
1月24日，《囧妈》复由字节跳动买得其首播权，并于1月25日开始在字节跳动旗下抖音、今日头条、西瓜视频、抖音火山版、欢喜首映等平台网络首播，供用户免费观看；然而，免费首播造成电影行业蒙受巨大损失，多个省市的部分电影院线公司向国家电影局发出紧急请示，要求电影局紧急叫停《囧妈》在线播放的行为。其中，浙江电影行业要求欢喜传媒立即停止网络首播，否则会联合抵制徐峥后续的作品。从当日起，中国大陆多地电影院由于疫情防控暂停营业，而2020年春节档的票房仅为390万美元，较2019年的15亿美元要少。
1月30日，原定于情人节档上映的《肥龙过江》同样宣布改在爱奇艺、腾讯视频首播，其中爱奇艺为点映模式，腾讯视频为联合独播，都是付费播放。2月3日至5日，《抵达之谜》、《乔乔的异想世界》、《海兽之子》、《荞麦疯长》相继官宣撤出情人节档，择日上映。2月11日，《小妇人》亦宣布撤档。随着疫情逐渐严重，情人节档因2月14日全国院线关门而同样告吹，业界人士预测的业界回暖时间也从清明、五一、暑假一路后推至国庆节。
截至2月26日，据《北京商报》记者不完全统计，自春节至當天，已有28部电影受疫情影響被迫撤档。
3月，随着疫情在中国大陆有所好轉，多地电影院亦復工在即。中影北京發行公司表示近期將首批5部影片，以公益發行方式在各大电影院重映，包括《中國合夥人》《狼圖騰》《戰狼2》《流浪地球》《何以為家》，此外《哈利波特：神秘的魔法石》亦宣布将在中国大陆重映。
截至3月24日，中国內地共有495家影院恢复營業，主要集中在新疆、四川、內蒙古、青海、甘肅等地。不过在3月27日，國家電影局發出緊急通知，所有影院暫不復業，已復業的立即暫停營業，具體復業時間待國家電影局通知。
4月29日，國家電影局召開電影系統應對疫情工作视频會議。會議指出，從短期看，此次疫情对中国内地电影产业直接經濟損失巨大，全國電影院暫停營業，製片和宣發基本停滯，估算全年票房損失將超過300億元人民幣。
5月8日，國務院應對新型冠狀病毒感染肺炎疫情聯防聯控機制發布關於做好新冠肺炎疫情常態化防控工作的指導意見，明確在落實防控措施前提下，以預約、限流等方式開放影劇院。
7月20日，低风险地区电影院恢复开放营业，每场上座率不得超过30%。
8月14日，电影院上座率提高到50%，取消120分钟片长电影中间休息的规定。
9月25日，电影院上座率限制放宽至75%。
10月3日，中国内地2020年度票房來到100億人民幣。10月15日，中国内地2020年度票房以129.5億人民幣（約合19.3億美元），超越北美同期累計票房，成為全球第一大電影市場。
12月31日，中國内地2020年度票房以204.17億人民幣收官。

##### 2021年
2月11日至17日的春節檔，中國内地票房收入達78.22億人民幣，刷新2019年59.05億人民幣的紀錄。而在2月16日時，中國内地2021年度票房突破100億人民幣。
4月3日至5日的清明檔，中國内地票房收入達8.21億人民幣，刷新2019年6.92億人民幣的紀錄。4月18日，中國内地2021年度票房來到200億人民幣。
5月1日至5日的五一檔，中國内地票房收入達16.68億人民幣，刷新2019年15.27億人民幣的紀錄。
6月12日至6月14日的端午檔，中國内地票房收入僅4.6億人民幣，成為2014年4.38億人民幣以來新低紀錄。
7月24日，中國内地2021年度票房超越300億人民幣。
10月1日至7日的國慶檔，中國内地票房收入達43.87億人民幣，僅次於2019年44.66億人民幣的紀錄。10月10日，中國内地2021年度票房突破400億人民幣。
11月25日，《长津湖》在中國内地的累計票房收入正式突破56.95億人民幣，超越2017年《戰狼2》登上中國内地影史票房寶座。
12月31日，中國内地2021年度票房以472.58億人民幣作收。

#### 电视广播业
中央广播电视总台做出了多项节目调整。2020年1月24日直播的2020年中央广播电视总台春节联欢晚会，其在河南郑州、粤港澳大湾区设立的分会场改以录制形式进行。1月24日直播开始前，晚会临时作出节目调整，新增一个疫情防控特备节目《爱是桥梁》，由央视新闻主播负责朗诵。自1月26日开始，央视新闻频道将多个时段的《新闻直播间》改为《战疫情》特别报道，并与央视综合频道、央广中国之声并机直播；《新闻联播》多次延长播出时间，报导疫情情况；新闻、综合两台并机新闻节目时长由正常情况下的3小时30分延长至近8小时。原定于2月8日举行的中央广播电视总台元宵晚会取消，改为以抗击疫情为主题，并没有观众的元宵节特别节目。此外，原定于3月15日现场直播的3·15晚会延期举行。
1月24日，中共中央宣传部、国家广电总局向湖北电视台、武汉电视台赠送《外交风云》、《外科风云》、《急诊科医生》等10部国产电视剧版权。广电总局亦开始部署全国各卫视频道加强疫情防控宣传和舆论引导，减少娱乐性节目，加强疫情防控报道。一些在拍的电视剧、综艺节目由于疫情防控及加强宣传报道为由暂停录制，大多数节目则延期播出。而湖南卫视则在疫情防控期间推出了《天天云时间》及《嘿！你在干嘛呢？》两档新节目，分别由《天天向上》制作团队和《快乐大本营》制作团队制作。除此之外，各大卫视已经安排播出的春节或元宵晚会，也紧急加入了抗击疫情主题的特别节目，同时制作了公益宣传片。
2月10日，广电总局下发《关于开展广播电视节目“众志成城共同战役”公益展播活动的通知》，明确从2月至8月底，《经典咏流传》《中国诗词大会》《故事里的中国》《思想的田野》《大禹治水》《宇宙护卫队》《猪猪侠》等180余部电视节目、动画片、纪录片、广播剧将无偿提供播出版权，在全国各级广播电视台广泛播出。
随着疫情的暴发，中国大陆有线电视网络和IPTV收看观众数、收视总时长较2019年出现上涨，尤其是防疫抗疫特别节目、日播常规新闻类节目收视率涨幅最大。然而，疫情会影响广告主投放广告的计划，可能会出现负增长。
3月5日，广电总局宣布，即日起组织7家互联网电视平台、6家重点网络视听网站和湖北IPTV分平台开展为期一个月的“湖北人民免费看”网络视听公益展播活动，湖北省居民可通过上述平台免费观看“湖北人民免费看”专区或专题频道内的所有内容。
4月4日，由于当日举行全国性哀悼活动，中国大陆各电视频道台标全部更换为灰色或黑白色，所有广播电视频道停播一切剧集、电影、综艺、动漫类节目，暂停商业广告播出，当日仅播出新闻、纪实类节目和公益广告。由于这一原因，各大卫视原定的多档电视剧、综艺排播暂停播出或延播。绝大多数卫视频道和地面频道于哀悼日当天转播央视一套或央视新闻频道（当日两套节目共用一个节目表，各电视台制作的新闻亦会照常播出），少数卫视频道（主要为一线卫视）则自行安排，部分同属一个台的地面频道（如北京电视台各频道、上海都市频道等）则暂停全天节目播出，与卫视频道并机。由于一些地面频道在转播央视频道时亦会同时转播《新闻联播》，故哀悼日转播《新闻联播》的广播电视频道较平日更多。此外，服务器设在中国大陆的视频网站也于当日暂停更新，主题色也变为黑白色予以悼念。

### 教育业

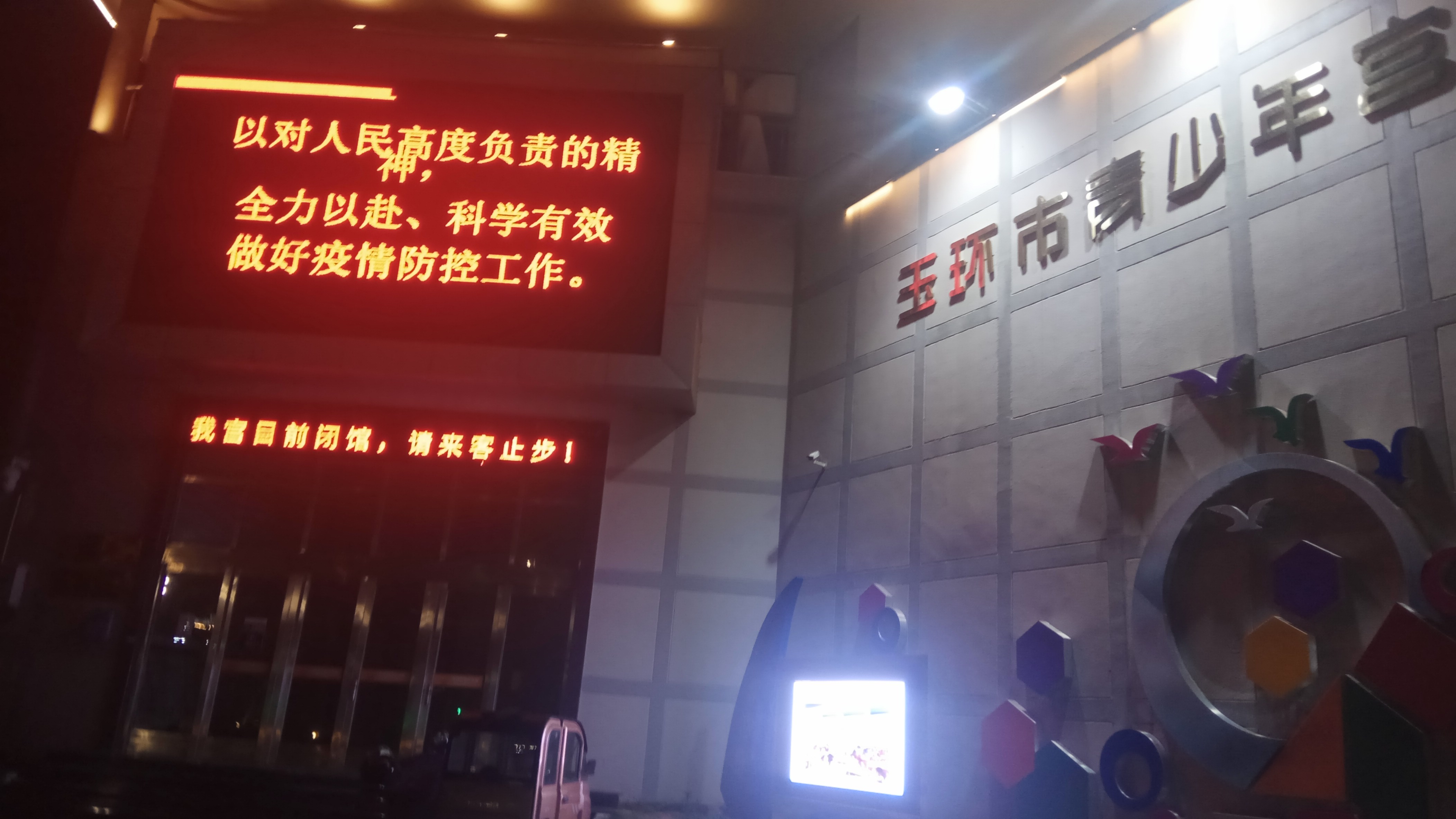
受疫情影响，中国大陆的学校和线下培训机构宣布暂时关闭或推迟开学，图为浙江省玉环市青少年宫暂时闭馆

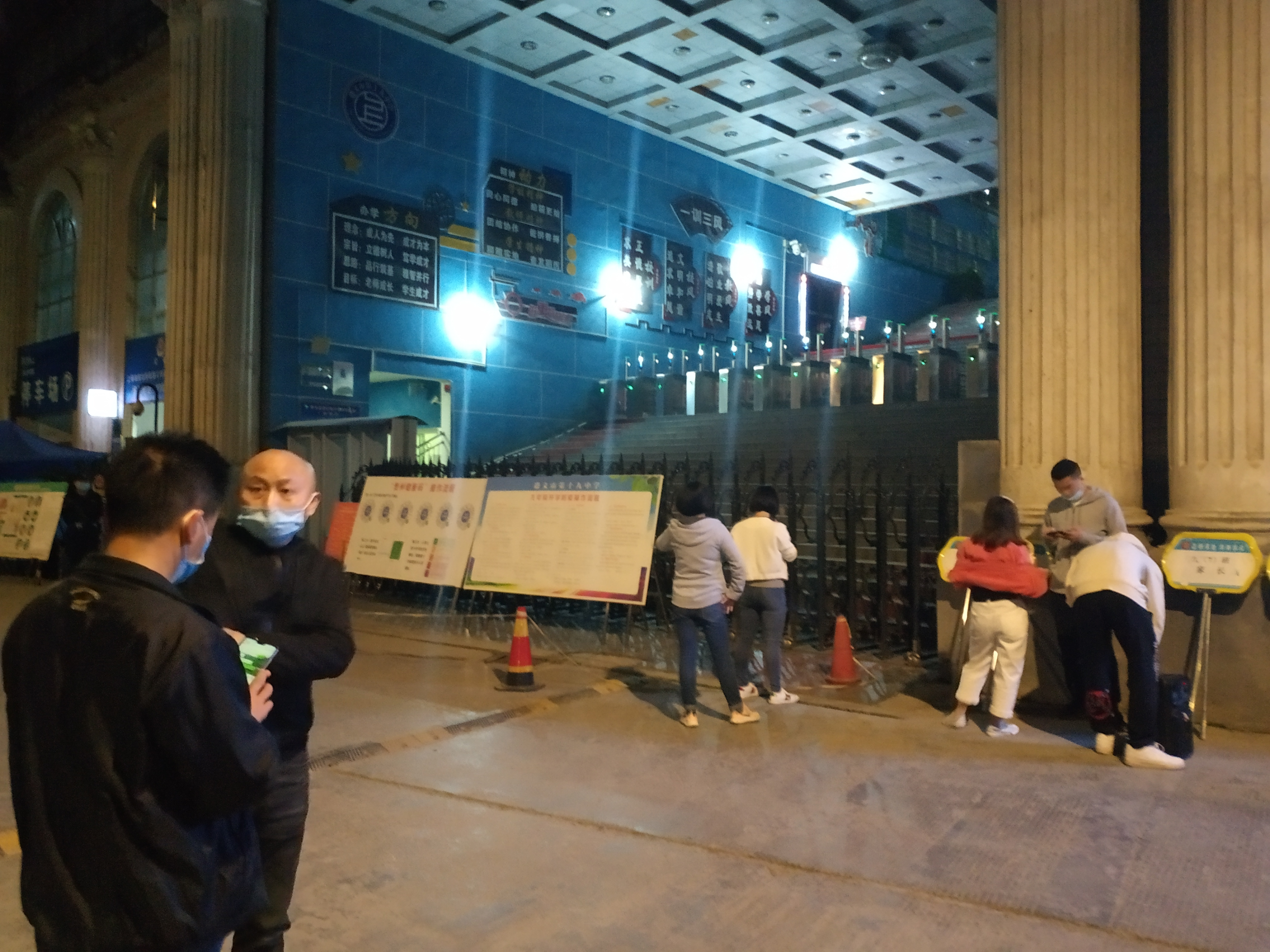
3月16号，贵州省等几个疫情情况控制较好省份的初、高三毕业年级率先开始复学。如图是该省一所实行半封闭式管理的中学准备放学时的情景

2020年1月21日，教育部要求教育系统做好新型冠状病毒感染的肺炎疫情防控工作，各地各校非必要不举办聚集性活动。其后，武汉新东方、新航道、学而思等校外培训机构以及湖北省、浙江省、深圳市、上海大学宣布停课或推迟开学时间。教育部1月27日宣布，教育部部属各高等学校适当推迟2020年春季学期开学时间，具体开学时间与当地高校开学时间保持一致，并报教育部备案；地方所属院校、中小学校、幼儿园等学校春季学期开学时间，由当地教育行政部门按照地方党委和政府统一部署确定。1月27日，上海市要求上海各级各类学校（高校、中小学、中职学校、幼儿园、托儿所等）2月17日前不开学，广东省也于1月28日宣布其行政区域内中小学、幼儿园2月17日前不开学，大专院校、中职学校、技工院校2月24日前不开学。2月27日，中央应对新冠肺炎疫情工作领导小组会议强调，大中小学、幼儿园等开学开园时间原则上继续推迟。翌日，教育部印发《关于统筹做好教育系统新冠肺炎疫情防控和教育改革发展工作的通知》，指出全国大中小学、幼儿园等开学时间原则上继续推迟；原则上疫情没有得到基本控制前不开学，学校基本防控条件不具备不开学，师生和校园公共卫生安全得不到切实保障不开学；中小学开学工作要强化属地责任，错时错峰开学，做好教学衔接，原则上高三年级实行省域同步、初三年级同一市域同步。然而，在一些已经连续10天甚至更长时间没有新增新冠肺炎确诊病例的地区，则已经公布了正式的开学日期，如青海省、贵州省；但另外一些地方对于何时开学的回应则相对谨慎。也有一些地区发布通知称，当地学校返校复课后，除法定节假日调休以及中考高考等占用外，周六原则上正常上班上课；另外暑假放假时间原则上推迟。不过，教育部发文表示建議各地充分利用週一到週五的有效教學時間進行補課，不要占用週末、假期時間。
教育部考试中心和相关考试机构起先决定取消2月湖北的托福、雅思和GRE考试，后决定在全国范围内取消当月的考试。其后于2月14日决定推迟原定于3月举行的全国英语等级考试、全国计算机应用水平考试、全国计算机等级考试。2月26日，又宣布在全国范围内推迟原定于3月开始的2020年上半年全国大学英语四六级考试、全国大学英语四六级口语考试、全国外语水平考试、书画等级考试网上报名工作。4月16日，教育部考试中心再宣布取消2020年上半年举行的六项考试项目，全国大学英语四六级笔试（CET）考试时间将视情况另行通知。4月20日宣布取消2020年5月多数海外考试。
1月25日，网易有道精品课宣布向武汉全部中小学生提供免费网络直播课程服务。
1月28日，教育部建议留学人员推迟出境时间，如无特殊需要建议推迟出行时间；确需出境的，应提前了解目的地国家和地区当前对人员入境管理的相关规定。并提前到达出境口岸，留出足够时间接受相关部门检查。出现发热伴有咳嗽、呼吸困难等急性呼吸道感染病状的人员应当立即停止出行并及时就医。同日，人力资源社会保障部办公厅要求全国技工院校2020年春季学期延期开学。
2月4日，中華人民共和國教育部要求不要在原定開學日前提前開始線上學習，以免增加課業負擔。
2月12日，教育部办公厅、工业和信息化部办公厅联合印发《关于中小学延期开学期间“停课不停学”有关工作安排的通知》，在在线学习方面明确“坚决防止超前过快学习，保护学生视力，防止增加学生不必要的负担”。该通知明确，教育部整合国家、有关省市和学校优质教学资源，在延期开学期间开通国家中小学网络云平台和中国教育电视台空中课堂（于中教四套播出），免费供各地自主选择使用。平台资源包括防疫知识、红色教育资源、专题教育资源，以及从小学至普通高中的主要学科课程资源，课程时间一般在20分钟左右。
受疫情影响，除辽宁省外其他所有省份的2020年硕士研究生招生考试初试成绩均推迟公布，绝大多数高校均推迟原定的复试时间，有部分高校宣布将采用网络复试等其他特殊方式举行研究生招生复试。
2月25日，國務院常務會議決定擴大2020年硕士研究生招生和专升本规模。
2月27日，原定於4月舉辦的全国高等教育自学考试延期，5月9日宣布延期至8月举行。
3月20日，鉴于“疫情傳播不確定性”，教育部考試中心與英國文化教育協會宣布取消中國大陸地區4月的各類雅思考試。

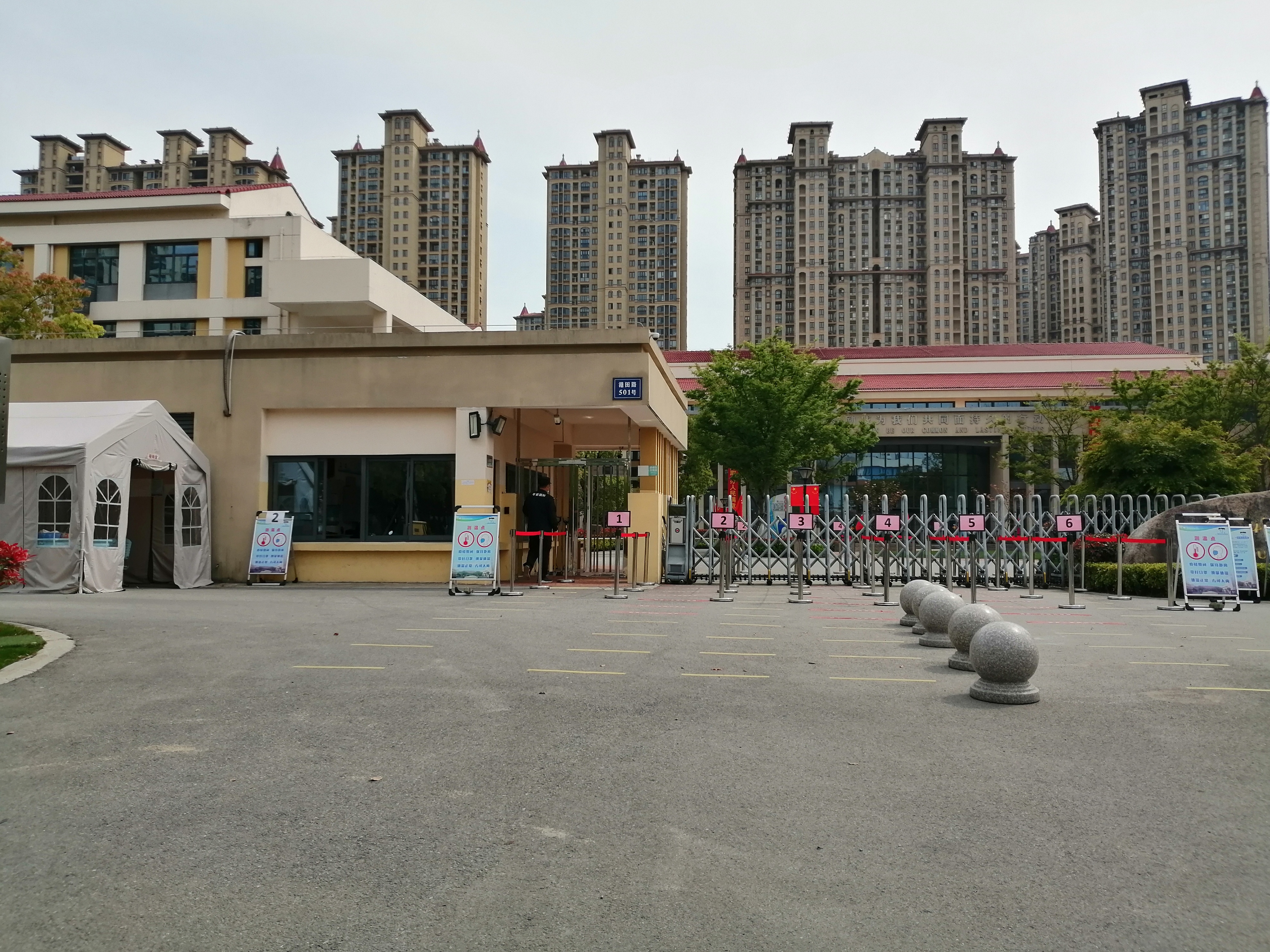
随着疫情持续向好，中国大陆一些地方已開始恢復上課。图为江苏省苏州市一处学校的测温点，学生进入校门前必须测量体温，体温正常方可入校，超过标准不得进入。所有学生在校期间必须佩戴口罩。

截至3月27日晚，中國大陸已有陕西、山西、宁夏、青海、西藏、贵州、新疆、云南、广西、内蒙古等20省区公布开学时间。其中，青海、贵州、新疆等省区学生開始恢復上課，四川、江西、安徽等省区则在4月后恢復開學。4月9日，河北、上海、广东公布开学时间，自4月下旬起分批次开学。4月12日，北京公布开学时间，其中高三年级4月27日开学，初三年级5月11日开学。其他各年级以及中职学校、高等学校和幼儿园的开学日期将另行确定。截至4月12日，中国大陆除湖北省外，其余省区市均已公布开学时间。由于黑龙江省在4月出现大量新冠肺炎输入性病例，哈爾濱和牡丹江市宣佈原定4月17日初中毕业学年开学时间向后推迟。双鸭山、伊春、七台河、黑河、大兴安岭亦推遲初中毕业年级开学时间。另外，辽宁省丹东、锦州、朝阳、抚顺、盘锦均宣布推迟初三年级开学日期。
3月31日，普通高等学校招生全国统一考试（高考）时间调整为2020年7月7日至8日，湖北省、北京市可根据疫情防控情况，研究提出本地区高考时间安排的意见，商教育部同意后及时向社会发布。
原定于3月中下旬的硕士研究生招生考试国家线被推迟到4月14日公布，复试亦推迟到5月举行。
4月24日，教育部网站发布消息，2020年上半年中小学教师资格考试推迟至下半年一并组织实施。
4月下旬，随着五一假期的到来，中国大陆部分地区教育部门陆续宣布针对不同年级减少假期天数，也有部分地区取消了整个假期，同时对师生的活动范围作进一步限制，仅可在所在地级行政区活动，禁止跨区域流动。但各地具体规定不一，有的行政区实行严格禁止，有的行政区实行原则上禁止或倡议非必要不离开，确需离开的需办理手续。
5月29日，教育部考试中心宣布原定于6月13日举行的全国大学英语四、六级考试延期并分两次举行，考试日期分别为7月11日和9月19日。
8月27日，教育部应对新冠肺炎疫情工作领导小组办公室主任、体育卫生与艺术教育司司长王登峰在记者会上表示，中国大陆各行政区均已明确秋季学期开学安排，按照分期、分批和错时、错峰开学来进行。各地中小学、托幼机构和高校安排在8月15日到10月10日期间，高校安排在8月底到9月乃至10月上旬，跨度大概是一个多月。新疆维吾尔自治区所有学段自9月1日起开始线上教学，线下教学则延迟。此外，由于上半年疫情期间的居家学习，大多数学生在线学习时间增多，户外活动和体育锻炼时间减少，儿童青少年的视力健康和近视防控工作受到影响，学生近视率出现上升局势。为此，教育部提出要求，严格控制学生在线学习的时长。而教育部发布的《秋冬季新冠肺炎疫情防控技术方案（更新版）》提及，强调严格做好校门管控和学生非必要不外出。在秋冬季学期开学前，中国大陆多地教育部门发文称，要求教职工、学生8月16日起至开学，非必要不离开所在地级行政区。
9月3日，新疆维吾尔自治区教育厅公布，新疆高校和中小学秋季学期将分批次开学。其中，中小学从9月6日开始，按照先中学后小学、先高年级后低年级再起始年级的顺序分批、错峰开学；全区高校自9月10日起，分期分批、错时错峰安排校外学生返校和新生入学报到，全面恢复正常教育教学秩序。

### 物流与零售业

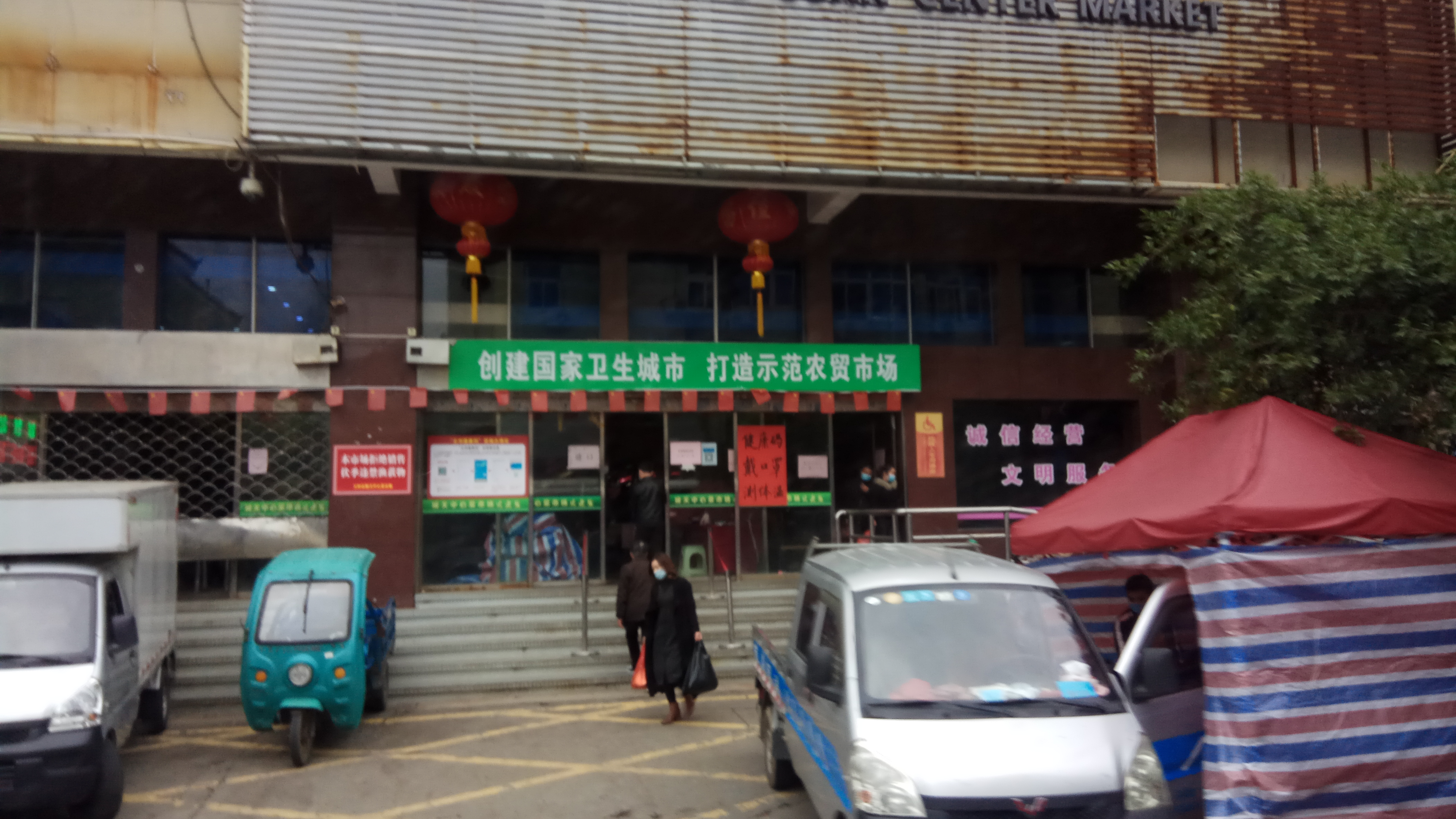
浙江省一家农贸市场对进场顾客进行体温检测和“健康码”检测

淘宝、京东商城、拼多多、苏宁易购等电商平台表态不允许在售的口罩涨价销售。美团外卖、饿了么等外卖平台暂停武汉和其他疫区部分医院的外卖配送服务，并排查平台上的野味产品。2020年1月22日，京东物流表示即日起至农历正月十五，优先配送医疗机构指定的订单；美团外卖宣布为骑手配备口罩，站点消毒、测温，排查平台上的野味产品，在武汉部分医院暂停配送服务。
2020年1月23日，淘宝网宣布下架野味产品。
1月25日，中国邮政、顺丰快递、京东物流、中通快递、圆通速递、申通快递、韵达速递、百世快递、德邦快递、苏宁物流宣布开通“绿色通道”，保障疫情防控物资运输。
出於擔心新冠肺炎傳播会使中國關閉港口和銀行，印度最大棉花出口商之一Kotak Commodity Services Pvt宣布將停止向中國出售新一批棉花。星巴克關閉在中国大陸一半以上分店。苹果公司也宣布自2月1日起至2月9日24时，中国大陆所有Apple Store零售店临时关闭。宜家家居在中国大陆的各门店亦暂停营业。
春节和疫情期间，中国邮政、顺丰、京东物流和苏宁物流一直处于正常运营状态，圆通速递从1月28日起已全面恢复正常运营。其他快递企业陆续恢复运营。中通快递、申通快递、韵达速递、百世快递、德邦快递等表示，公司自2月10日起全面恢复正常运营。同时，努力确保寄递渠道安全畅通，全力保安全、保稳定、保畅通，确保中心、网店和一线员工严格落实操作规范，确保广大客户寄递安全。各家快递企业还表示，将优先集中资源保障医疗防疫物资寄递，普通客户快件时效可能会受到影响，或有一定延误。
截至2月底，星巴克在中国大陸有85%的门店对外营业。
2022年1至4月，中国购物中心商场的日均总客流量同比去年减少19%。2022年7月下旬，上海、广州商场的店铺空置率已分别达到近10%和14%。

### 体育赛事
奥运预选赛方面，2020年東京奧運會女足亞洲區第3輪B組資格賽起初由武汉改在南京江宁基地空场进行，后来经中国足球协会与亚洲足球联合会协商，中国放弃该赛事主办权，赛事举办地移至澳大利亚悉尼。东京奥运会亚洲大洋洲拳击项目资格赛也重新安排至3月举行，並将比赛地点改至约旦安曼。原定于在广东佛山举行的东京奥运会女子篮球预选赛B组的比赛也移至塞尔维亚贝尔格莱德进行。
其他国际比赛方面，原定于2020年2月15日至16日进行的2019－20赛季高山滑雪世界杯北京延庆站的比赛因疫情取消举办，该赛事原为2022年冬季奥林匹克运动会的首场测试赛。原定于3月13日至15日在南京进行的2020年世界室内田径锦标赛则延期至2021年3月进行，举办地点不变。而原定在广东东莞进行的亚太区Ⅰ组的比赛也移至哈萨克斯坦努尔-苏丹进行。
国家体育总局宣布暂停四月份之前的所有体育赛事活动。黑龙江牡丹江体育文化冬令营活动、2020年中国长白山冰雪汽车拉力赛宣布暂停。将于2020年2月5日江苏省苏州市举行的2020年中国足球协会超级杯宣布延期。上海上港与武里南联的亚冠附加赛空场进行。另外，原定于2月16日至26日进行的中华人民共和国第十四届冬季运动会也推迟举办。中国足球协会宣佈自1月30日起延期开始2020赛季全国各级各类足球赛事。中國國家女子足球隊也被隔离在澳大利亞布里斯班某酒店中，與澳大利亞的比賽推遲一天舉辦。WCBA后续赛事延迟，中国排协暂停一切排球赛事和活动。2月19日，中国男子网球队宣布退出戴维斯杯世界一组附加赛。2020年亞足聯冠軍聯賽前三轮中有中超球队参加的比赛全部推遲（北京国安客场对阵清莱联的比赛除外）。中国女子手球队退出東京奥运资格赛。電動方程式确定其2020－21年电动方程式锦标赛的三亚大奖赛将取消举办。一级方程式宣布，其在上海举行的F1中国大奖赛延迟举行。中国男足与马尔代夫、关岛的2022年世界杯预选赛的主場将在泰国武里南举行，2场比赛都将空场进行。中国女足的奥预赛主场也將放在澳大利亚悉尼。将不再承办赛。世界摔跤联合会表示，目前正在考虑关于此事的其他解决方案。而在3月27日至29日原本於陕西省西安市举行的东京奥运会摔跤项目亚洲区预选賽迁至吉尔吉斯斯坦比什凯克举行，後吉尔吉斯斯坦又表示拒絕承辦。
3月31日，国家体育总局下发《体育总局办公厅关于暂不恢复马拉松等体育赛事活动的通知》，表示今后一段时间内，体育赛事等人群聚集性活动暂不恢复。

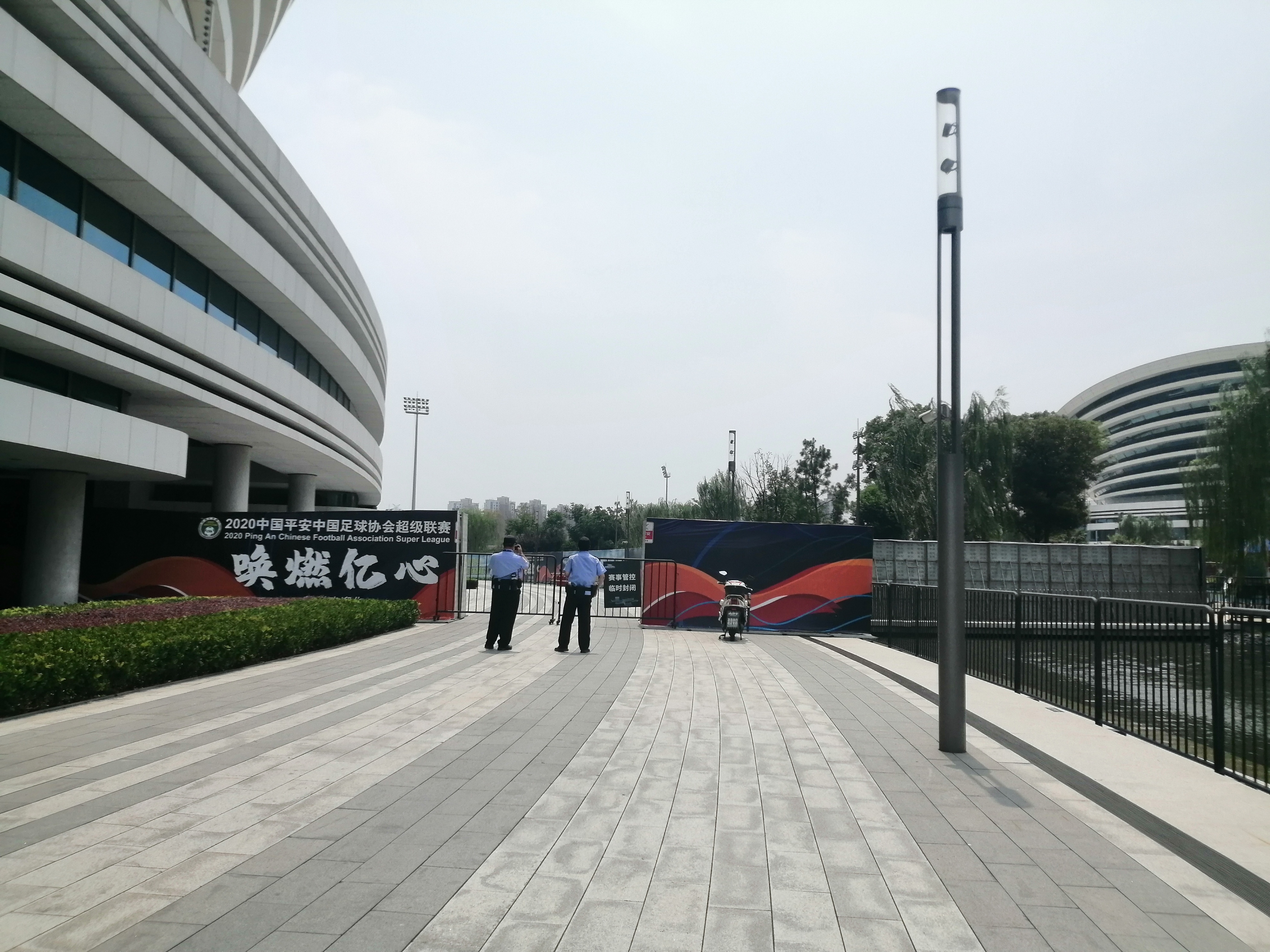
2020年7月25日于苏州奥林匹克体育中心举行的2020年中国足球超级联赛揭幕战开赛前，辅警用围栏挡住比赛场地。根据中国足协公布的防疫要求，所有比赛场地实行封闭式管理，且不设观众接待。

从7月起，随着疫情向好，中国大陆一些体育赛事开始重新举办，如2020年中国足球超级联赛、2019-20年中国男子篮球职业联赛等。7月9日，国家体育总局印发《科学有序恢复体育赛事和活动推动体育行业复工复产工作方案》，要求分类推进、有序恢复体育赛事和活动。方案明确，审慎调整“十四冬”等大型综合型运动会举办方案；切实做好北京冬奥会测试赛及相关筹备工作；除北京冬奥会测试赛等重要赛事外，2020年内原则上不举办其他国际性体育赛事和活动。在观众接待方面，原则上空场比赛，在落实防疫措施的前提下，逐步探索持有48小时内核酸阴性证明的观众观赛，总数不超过50%。

### 卫生用品制造业

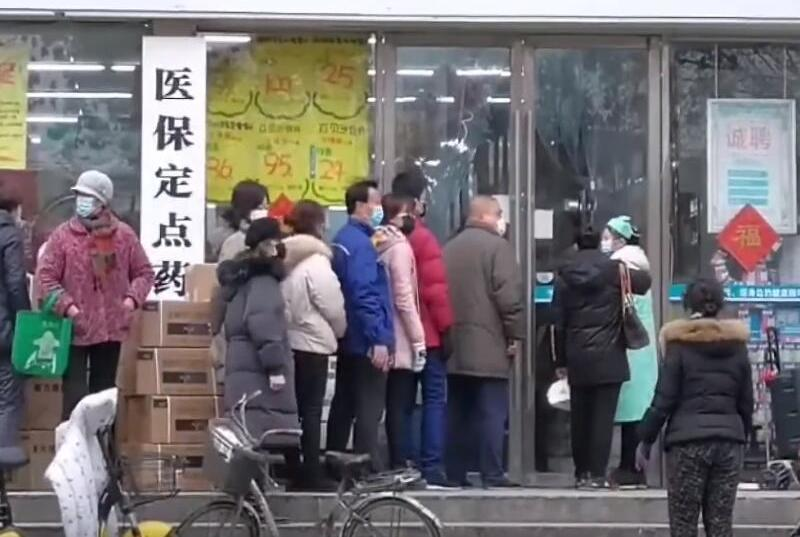
1月22日，武汉市民在药房门口排队购买口罩

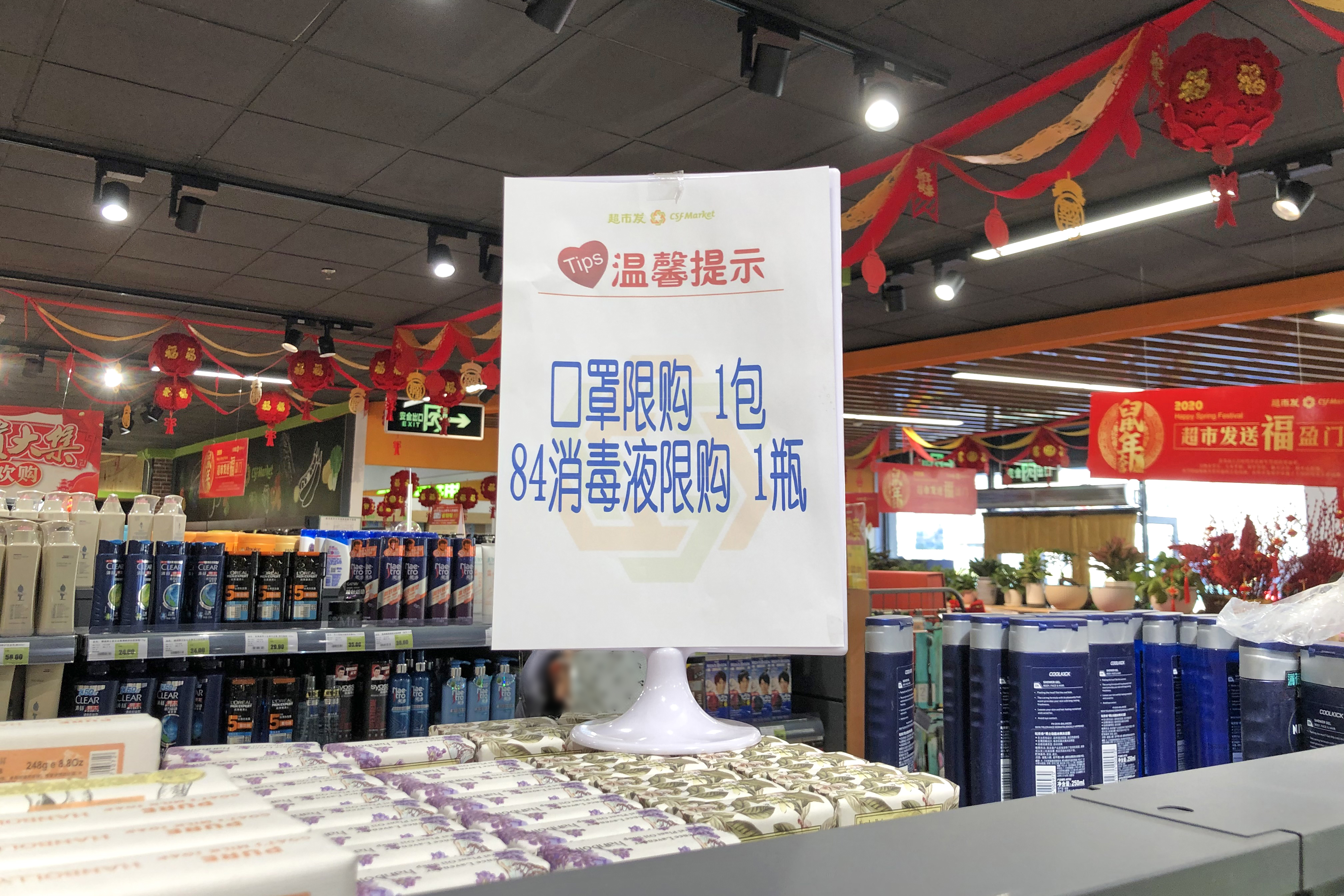
2月2日，北京一间超市贴出的口罩及84消毒液限购通知

由于疫情持续扩散，中国大陆众多民众纷纷购买口罩预防，多地出现口罩脱销的情况。更有一些店铺存在囤积居奇、哄抬价格等行为，为此市场监管部门表示将严厉打击上述行为。
2020年1月22日，阿里巴巴集团旗下电商平台淘宝网表示，淘宝和天猫平台所有口罩绝不允许涨价，并将启动专项补贴，阿里健康“急送药”服务春节期间也将不会停业。但中国内地的淘宝和天猫平台销售的口罩，由于反对逃犯条例修订草案运动及《禁蒙面法》影响，不能寄送到香港。电商平台京东商城表示：“正积极从货源、仓储配送、平台管控等方面全力保障供应和价格稳定”“在充分保障自营商品价格稳定的同时，京东对平台商品也进行了严格的管控，禁止销售口罩的第三方商家出现涨价行为，一旦确认第三方商家的商品价格异常上涨，会第一时间下架违规商品并对违规商家进行相应处理”。电商平台苏宁易购发布公告称，包含口罩、消毒液、洗手液等在内的健康商品不涨价。电商平台拼多多表示：已启动特殊商品应急预案，对临时调价幅度超过一定比例的商家，平台会有专员进行窗口指导；对情节严重的恶意涨价行为，平台会对商品进行下架处理等人为干预。
上海市有顧客到一家藥房排隊近一小時來限購一包口罩，30分鐘後已經銷售一空。
1月23日，湖北省人民政府表示，截至31日，湖北本省只能生产医用口罩800万个，防护服200万套，红外测温仪1200套，不能满足全省防疫需要。湖北省拟向国家请求紧急支援，调拨医用口罩4000万个、防护服500万套、红外测温仪5000套 。
1月23日，工信部部长苗圩带队赴天津调研口罩、消毒除菌用品等企业生产情况。苗圩在现场表示，国内口罩最大产能是每天2000多万只。目前很多企业停止休假，加班加点生产。现有30多家企业复产。产量达到一天800万只以上，保障市场供应有底气有信心。
疫情扩散后，中国大陆的口罩生产企业紧急加班生产口罩，确保正常供应，优先保障疾控中心和医疗机构。
1月23日，武汉市新型肺炎防控指挥部发布通告，称为做好社会各界捐赠武汉市抗击疫情的医用耗材、防护用品等物质接收调配工作，现开通24小时电话接收社会各界爱心捐赠。
1月26日，中華人民共和國工業和信息化部在記者會上指湖北省1個月估計需要300萬件防護服，承認全國生產能力未能滿足需求，表示除中央儲備外，正尋求採購海外的防護服及口罩等裝備。
实际上民间从境外抢购口罩的行为早已经开始。在香港有藥房將一盒50個外科口罩炒至498元，到年初一在旺角有藥房更將N95口罩標價1400元一盒；而藥房職員表示目前剩貨量不多，而供應商也稱已無存貨；而大型連鎖店盒裝口罩已經斷貨；消委員會總幹事黃鳯嫺促請商戶切勿「趁火打劫」。日本也有不少中國遊客到當地藥妝店掃貨，导致药妆店口罩缺貨的情況；口罩製造商需要連夜趕工以應對需求。在美國華盛頓州出現新冠肺炎首例後，西雅圖和鄰近的加拿大華人居民搶購抗病毒口罩，作代購讓親戚朋友使用。
2月2日，工业和信息化部消费品工业司副司长曹学军表示，目前口罩企业复工率是60%，按照总产能一天的产量超过1000万只，同時承認重點醫療防護用品仍然緊張，產能與需求缺口大，有關物資優先保障武漢及湖北。到3月2日，国家发改委发布消息称，截至2月29日，中国大陆口罩日产达到1.1亿只，日产量达到1.16亿只，分别是2月1日的5.2倍、12倍。

### 其他行业

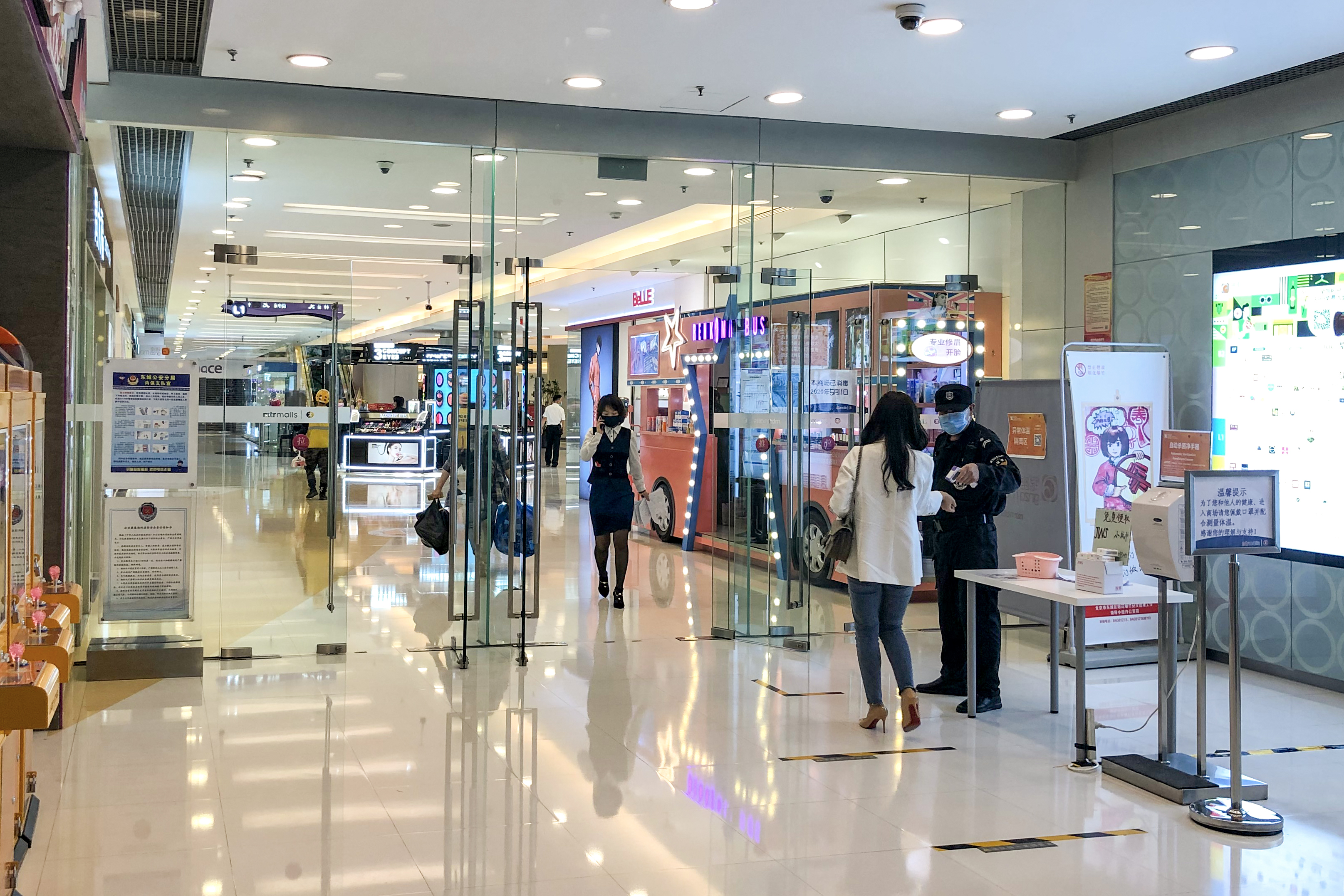
5月11日，北京市一间商场入口处对进入人员实施测温

新浪微博、百度地图、丁香医生、知乎宣布推出与疫情相关的专栏专区，提供资讯服务与防疫知识。
碧桂园、万达、腾讯、字节跳动、快手、阿里巴巴、斗鱼直播、魅族、华米、松下中国、星巴克、中国三星、哔哩哔哩、华为、OPPO、微软中国、vivo、科大讯飞等企业宣布向武汉医疗机构捐助款项。联想集团宣布向武汉火神山医院捐赠所需所有IT设备。美的宣布向武汉火神山医院捐赠新风、空调产品、华大基因宣布向武汉市捐赠10000人份新型冠状病毒检测试剂盒。中国石化宣布捐赠200吨消毒剂。小米宣布首批捐赠30万元医疗防护物资。京东宣布捐献100万只口罩、6万药品及其他物资。哔哩哔哩宣布向武汉两家医疗机构捐赠16000个N95口罩。中国三星宣布捐赠人民币3000万元，用于抗击新型冠状病毒肺炎疫情。捐赠物款中包含在韩国采购的100万只专业防护口罩和1万套防护服，采购完成后将第一时间送达中国，以备疫情前线之需。LG集团通过中国红十字会捐款300万元现金，并捐赠120万个专业防护口罩和1万套防护服等救援物资。
阿里巴巴公益平台和支付宝公益平台通过公益筹款项目向公众募款，用于购买护目镜、N95口罩、外科口罩、防护服等医疗防护物资，以及医生住宿补贴等方面。一点资讯公司与中华思源工程扶贫基金会联合在美国发起包机运输防疫物资活动，并将该公司在美采购以及美国多地华侨华人捐赠的防疫物资通过卡利塔航空一架波音747-400F包机从芝加哥运往无锡，这架货运包机也成为美国首架飞往中国的防疫物资包机。
2022年，由於上海及其周边地区的严格疫情封锁导致供应链中断数月，苹果公司首次将部分iPad生产迁出中国并将其转移到越南。

## 社会民俗
2020年，由于疫情暴发正值春节临近，为避免春节期间聚餐串门等人员流动造成疫情进一步扩散，中国大陆多地政府机构和媒体呼吁居民取消家庭聚餐和串门拜访。2021年由于中国大陆出现多点零星散发病例甚至局部聚集性疫情，中国大陆各地提倡非必要不返乡、就地过年。
2020年1月25日，四川省宣布将禁止任何餐饮单位和个人举办任何形式的群体性聚餐活动，以防止疫情扩散。
为避免人群聚集造成的疫情扩散和交叉感染，上海、杭州、广州、济南、宁波、甘肃等地民政部门于1月25日宣布取消原定于2020年2月2日的结婚登记。中华人民共和国民政部于1月30日印发《关于切实做好殡葬服务、婚姻登记等服务机构新型冠状病毒感染肺炎疫情防控工作的紧急通知》，明确建议取消2月2日开放婚姻登记。
疫情期间，部分线下餐饮店维持有限度服务，3月复工以来陆续复苏。此外，速食食品在居家防疫期间的销量大增，其中袋装螺蛳粉甚至于2020年2月底出现了在未完全复工的情况下脱销的情况。

此外，4月4日至6日为中国大陆的清明节假期，考虑到疫情防控工作在4月仍处于关键期，多地已宣布暂停现场祭扫活动或实行预约限流，并开通网络祭扫通道。

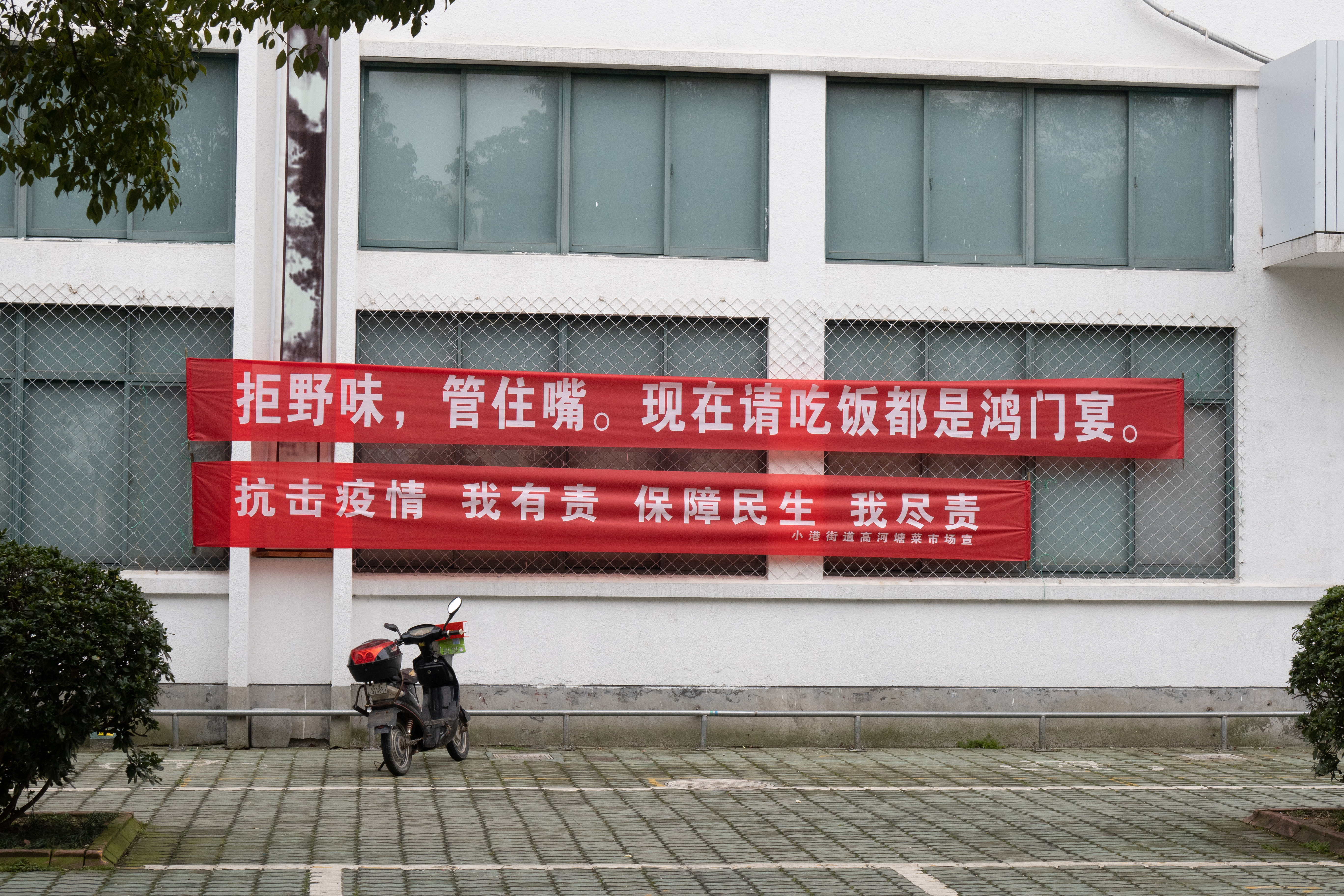
浙江省宁波市北仑区小港街道的防控标语
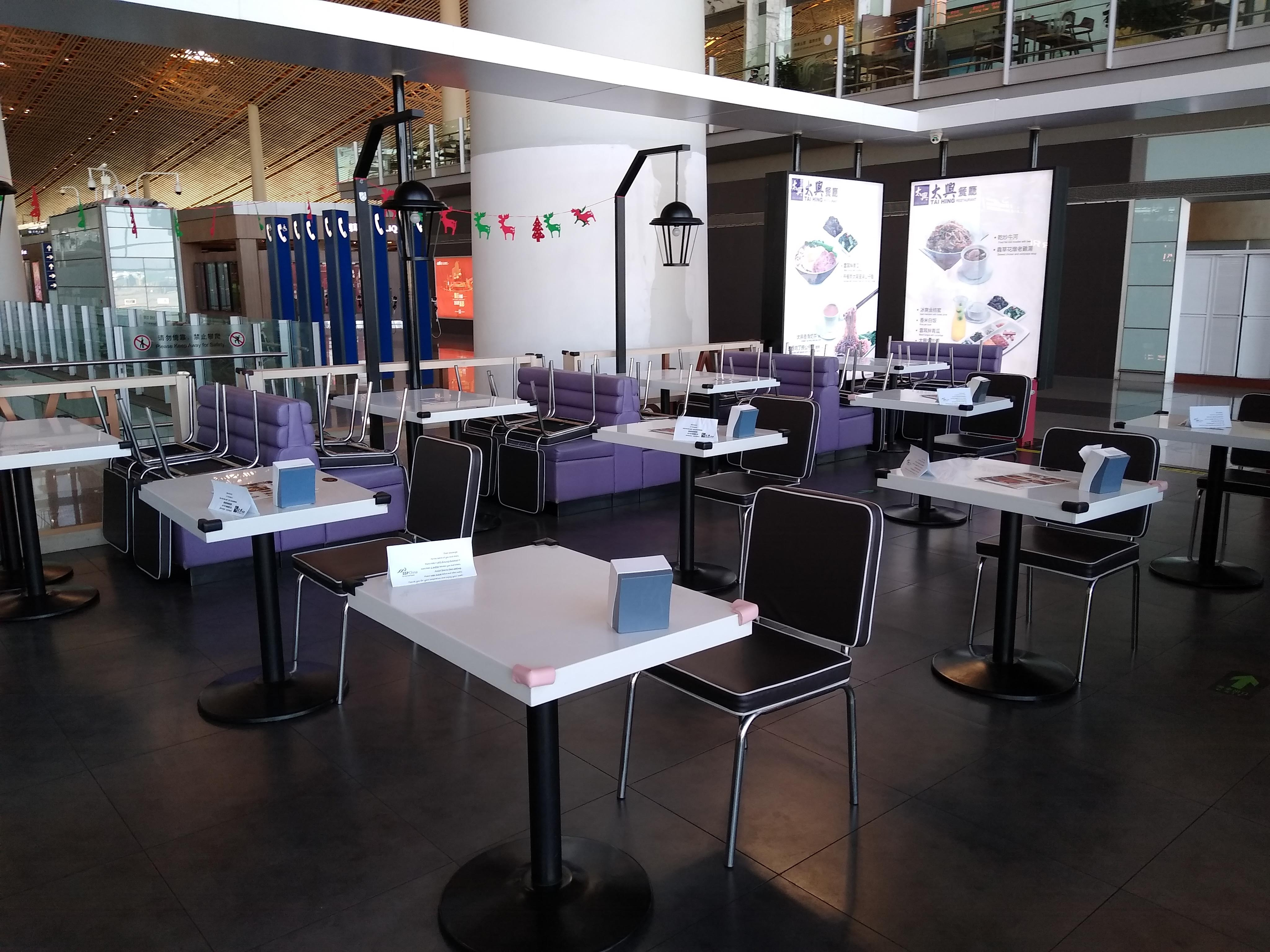
北京首都国际机场的一家餐厅，疫情情况下，一张桌子只可以坐一个人
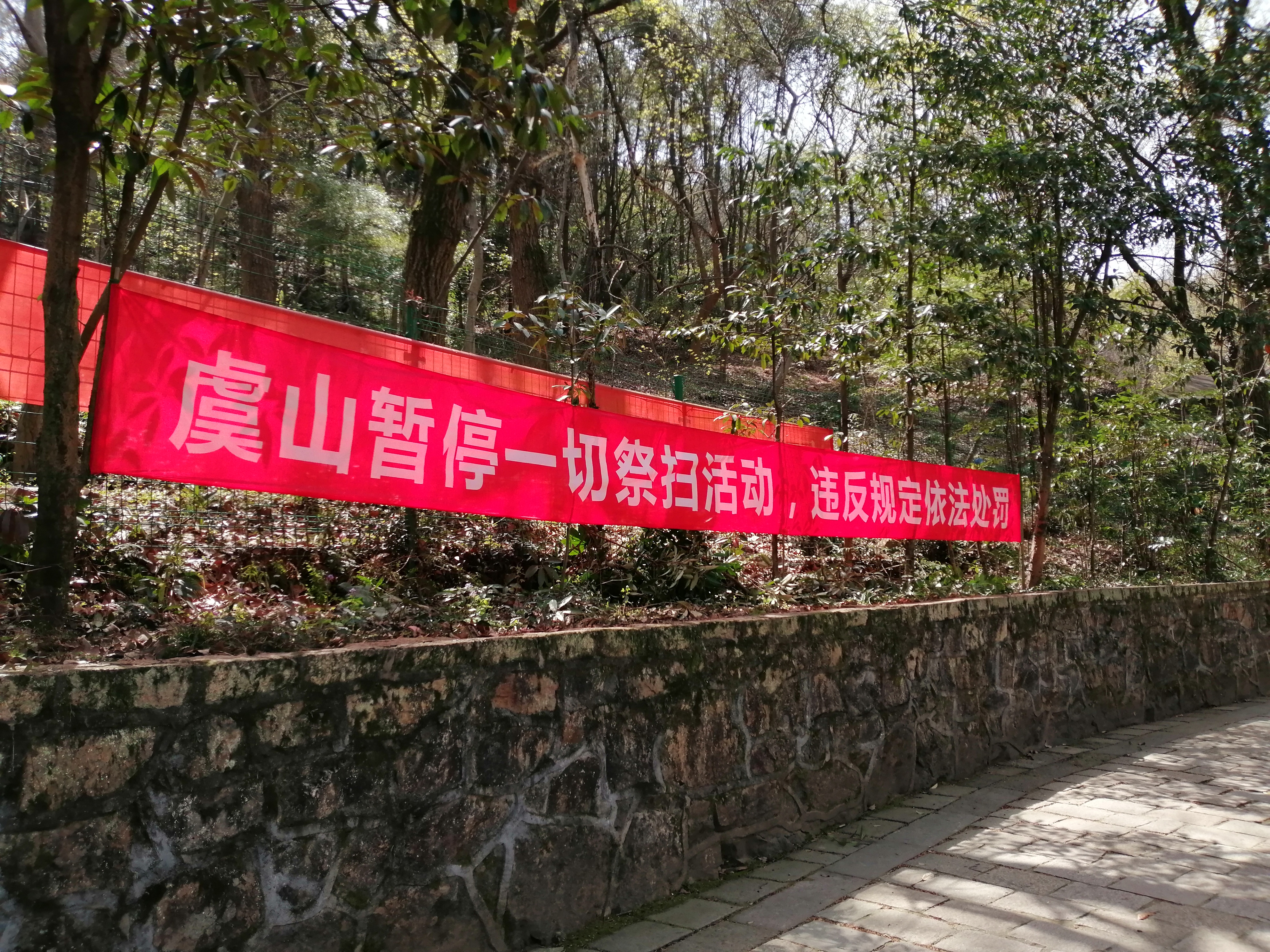
江苏省常熟市虞山的一处标语，明确暂停一切祭扫活动

## 水利
因防疫造成的人员流动限制，对中国大陆水利工作造成影响，间接导致了2020年中國南方水災。疫情对水利工作的影响主要体现在：主要靠冬修春修的堤防维护因冬春两季正值抗疫而受限，应在汛前完工的涉水工程受到疫情影响未能按时完工，中华人民共和国水利部和各级政府的防汛检查、对基层干部的培训也都受到疫情影响。

## 免职或问责

### 2020年
从2020年1月底疫情全国性暴发以来，中国大陆多地多名干部，因在防疫中失职失责，被陆续公开问责。其中包括山东省济南市莱芜区市场监管局党组书记、局长姚众经、湖南省血吸虫病防治所附属湘岳医院有关责任人员、湖南省岳阳市平江县南江镇、上塔市镇有关官员、河南省洛阳市伊川县县住建局郭亚明、县卫健委杨瑞丽、县农业农村局吴铁拴等。
1月29日，中央应对新型冠状病毒感染肺炎疫情工作领导小组赴湖北指导组督查组赴黄冈市进行督查核查，面对督查组对该市定点医院收治能力、床位数量以及核酸检测能力等问题的问询时，黄冈市卫生健康委员会主任唐志红含糊其辞，一问三不知。1月30日，中共黄冈市委提名将唐志红免职。2月1日晚，黄冈市人民政府市长邱丽新在新闻发布会上介绍，经该市各级纪检监察机关监察检查，处理、处分党员干部337人，对防控工作不利的6名领导干部予以免职，其中3名为正县级干部，3名为乡镇党政主要领导。
2月，原黑龍江省雞西市恒山區委書記孔令寶因在疫情防控指揮期間发表不当言论，更在晚上臨睡前在黃色網站充值、購買、觀看黄片，嚴重影響疫情防控指揮工作，導致恒山區確診病例達到24人，成為疫情重災區，最终被纪检监察机关调查。在孔令宝通报被查之前，恒山区副区长韩钊也已因应对疫情工作失职失责被免职处理。
2月2日，河北省张家口市宣化区委书记张聪受到诫勉，宣化区政府党组副书记张国庆、区公安分局政委郭晓毅分别受到党内警告处分。
2月2日，江苏省盐城市响水县通报了疫情期间3起责任落实不力、公民信息泄露等问题，包括张集卫生院支部书记张昌月、张集卫生院副院长顾兵、响水县疾控中心主任潘永富均被问责。
湖南省岳阳市南湖新区卫生健康局局长唐虎被停职；冷水江市委办副主任蔡俊峰、市政府办副主任杨文被停职；涟源市古塘乡党委副书记、乡长贺永被停职。
2月4日，湖北省红十字会专职副会长张钦被免职；高勤、陈波受到警告处分。武汉市统计局副局长夏国华亦被免职，武汉市发改委党组书记、主任，市统计局党组书记、局长孟武康和武汉市政府办公厅副主任黄志彤被责令诫勉谈话。
2月10日，湖北省委常委会决定免去湖北省卫生健康委员会党组书记张晋及省卫生健康委员会主任刘英姿职务，由新到任的省委常委王贺胜兼任。。
2月10日晚，中央赴湖北指导组针对武汉疫情防控工作中暴露出的突出问题，紧急约谈武汉市武昌区区长余松、武汉市副市长陈邂馨、武汉市洪山区区长林文书。
2月13日，根据前一天中共中央总书记习近平主持召开的中共中央政治局常委会议决定，中共湖北省委书记蒋超良、省委副书记兼武汉市委书记马国强被免职，中共上海市委副书记兼市长应勇、中共济南市委书记王忠林分别调任湖北省委书记、武汉市委书记。
2月14日，荆州市商务局市场运行科科长何炎仿因涉嫌利用特權在湖北省全省封路情況下通過采购物资的顺风车將其子從天門接回荊州而遭到停職。同日，张家界市疾控中心慢性非传染性疾病防治科科长李文杰因擅离职守，携家人到泰国躲避疫情遭到撤职。
2月15日，黑龙江省齐齐哈尔建华区委书记郭玉航，因防控措施不力，失职失责，造成建华区疫情扩散而被免职。
2月16日，湖北通报6起防疫不力问责8人。蕲春县副县长、刘河镇党委书记丁纳新履行主体责任不力，被免职并被党纪立案审查。丹江口市人大常委会副主任王公华在疫情防控工作中作风漂浮、弄虚作假，受到党内严重警告处分。另有6人分别受到党内警告、严重警告等处分。
2月18日，湖北省鄂州市卫健委主任王时文被提名免职。
2月21日，浙江省十里丰监狱内暴发疫情，截止21日共确诊34例，监狱政委监狱长被免职。同日山东省济宁市任城监狱暴发疫情，截止21日共确诊200例，免去山东省司法厅党委书记、厅长，省监狱管理局党委书记、第一政委解维俊，省监狱管理局党委副书记、政委姜运华，省监狱管理局党委委员、副局长王文杰，任城监狱党委书记、监狱长刘葆善，任城监狱党委副书记、政委刘勇刚，任城监狱党委委员、副监狱长陈为宁，任城监狱党委委员、副监狱长（试用期）邓体贺，任城监狱党委委员、副监狱长（试用期）房德峰的职务。
2月21日，湖北省市场监管局后勤服务中心筹备组副组长朱保华因斥責武汉市第七医院医护人员遭到停職檢查。
2月24日，湖北省紀委監委通報9起違反疫情防控工作紀律規定、履職履責不力典型問題。其中，湖北省司法廳原巡視員陳北洋因違反傳染病防治法規和防控工作規定，在本人及其家人確診新冠肺炎後，不服從集中隔離、入院治療等措施，並違規出入公共場所，被处以留黨察看處分；此外还有9名官員被處分。同日，云南省纪委监委网站发布消息称，对大理市征用疫情防控物资的有关问题的有关官员作出纪律处分。大理市委书记高志宏遭到党内严重警告处分及免职处理，大理市委副书记、市长杜淑敢、大理市政府党组成员、副市长娄增辉遭到撤销党内职务及政务撤职处分，大理市委办公室常务副主任李磊遭到党内警告处分，大理市市场监管局党组书记、局长袁爱忠遭到政务记过处分。同时对大理州委副书记、州长杨健、大理市委常委、常务副市长杨矗、大理市委常委、市纪委书记、市监委主任张琮诫勉问责。
2月26日，针对反映荆门市统计上报2月19日新冠肺炎确诊病例为“-107”的负数问题，湖北省纪委监委进行了调查核实，对负有领导责任的荆门市委书记张爱国、市政府市长孙兵予以诫勉；给予荆门市政府分管副市长梁早阳党内警告、政务记过处分，给予荆门市卫健委主任李志珍、副主任李艾娥党内严重警告、政务记大过处分。
3月2日，湖北省纪委监委对“刑满释放人员黄某英违规离汉抵京问题”相关责任人立案审查调查。经湖北省纪委监委研究并报省委批准，决定对负有主要领导责任的省司法厅党委书记、厅长谭先振予以立案审查调查；对负有主要领导责任的省监狱管理局党委书记、局长郝爱民予以免职并立案审查调查；对负有重要领导责任的省监狱管理局党委委员、副局长胡承浩，党委委员、政治部主任张新华及刑罚执行处处长李欣予以免职并立案审查调查；对此前已被免职的武汉女子监狱原党委书记、监狱长周裕坤立案审查调查；对负直接领导责任的武汉女子监狱副监狱长郭秋文及负直接责任的刑罚执行科科长汤早容予以免职并立案审查调查；对负有重要领导责任的武汉市东西湖区公安分局副局长尹志强予以免职并立案审查调查。其他责任人员按照干部管理权限交有关单位处理。
3月2日，北京通报黄某某进京事件调查，决定由市公安局党委对大兴分局党委予以通报问责。对求贤检查站副站长予以免职，给予求贤检查站政委记过处分。求贤检查站站长予以诫勉，对辅警按照相关规定予以解聘。对东城区崇文门外街道办事处，即新怡家园社区，在疫情防控工作中承担属地责任，督促物业公司整改不到位，导致社区防控工作出现漏洞，决定由东城区委对崇文门外街道党工委予以通报问责。给予新怡家园社区党组织书记党内警告处分。对北京市疾控中心接待人员在2月19日时仍然答复武汉人员可以进京一事，对北京市疾控中心办公室主任、给予北京市疾控中心办公室副主任警告处分。责成北京市疾控中心加强整改。对北京新世界物业管理有限公司未能按照四方责任落实单位责任，导致黄某某顺利进入小区，决定对北京新世界物业管理有限公司通报曝光，约谈该公司主要负责人，同时由东城区政府依法依规对其进行处罚。
3月4日，经前期对任城监狱发生新冠肺炎疫情问题调查，山东省纪检监察机关已对省司法厅原党委书记、厅长，省监狱管理局原党委书记、第一政委解维俊，省监狱管理局原党委副书记、政委姜运华，省监狱管理局原党委委员、副局长王文杰，任城监狱原党委书记、监狱长刘葆善，任城监狱原党委副书记、政委刘勇刚，任城监狱原党委委员、副监狱长陈为宁，任城监狱原党委委员、副监狱长邓体贺，任城监狱原党委委员、副监狱长房德峰，任城监狱四级高级警长王文东，任城监狱干警陈民华、孟祥磊等11人涉嫌严重违纪违法问题立案审查调查；检察机关对王文杰、刘葆善、邓体贺等3名司法工作人员涉嫌玩忽职守罪等罪名立案侦查；公安机关对陈民华、任城监狱职工戴光辉涉嫌妨害传染病防治罪立案侦查。
3月11日，在武汉市青山区发生用环卫垃圾车运送社区团购的平价肉事件后，武汉市青山区副区长受到党纪立案审查，街道管委会党委书记徐增堂、副主任周磊被免职。15日，因黄陂区乡镇殡葬车辆社会承包人吕某，违规用所承包经营的殡葬用车给家住江岸区海赋江城小区的亲戚陈某运送生活物资，致使黄陂区殡葬管理所所长敖浩被免职，并党纪立案审查；黄陂区民政局党组成员、副局长骆文俊被党纪立案审查；区殡葬管理所解除与吕某殡葬用车承包经营协议，并依法追究违约责任。
3月19日，武汉市公安局对李文亮医生被训诫案相关责任人作出处理。其中，武昌区公安分局中南路街中南路派出所副所长杨力给予其行政记过处分，武昌区公安分局中南路街中南路派出所民警胡桂芳给予其行政警告处分。
4月17日，黑龙江省对哈尔滨市近期新冠肺炎疫情防控不力的18名党员干部和公职人员进行追责问责。哈尔滨市委、市政府向黑龙江省委、省政府作出书面深刻检讨。哈尔滨医科大学党委向黑龙江省委作出书面深刻检讨。经黑龙江省纪委监委研究决定，给予哈尔滨市副市长、市应对新冠肺炎疫情工作领导小组指挥部副总指挥陈远飞政务记过处分；给予哈尔滨医科大学党委常委、副校长，校应对新冠肺炎疫情工作领导小组副组长傅松滨党内警告、政务记过处分。此外，还给予16人党内警告、政务记过、行政记过等处分。而仅被任命两天的哈尔滨市卫健委主任丁凤姝亦被列入通报名单。
5月11日，因武汉市东西湖区出现多起新冠肺炎确诊病例，造成长青街三民小区封控管理不力，中共东西湖区委决定免去张宇新的中共东西湖区委长青街工委书记职务。
5月15日，因吉林省舒兰市疫情防控不力，舒兰市委书记李鹏飞被撤職；翌日，吉林市又有5名干部职务被免职。
6月14日，因在北京新发地市场聚集性疫情防控不力，丰台区副区长周宇清、丰台区花乡党委书记王华、新发地农产品批发市场总经理张月琳等均遭到免職；后于6月24日，北京市纪委市监委给予丰台区市场监督管理局党组成员、副局长、区新发地专班负责人贾琦撤销党内职务、政务撤职处分；给予丰台区卫生健康委员会党委委员、副主任曹苁党内严重警告、政务降级处分；给予丰台区花乡副乡长、花乡地区办事处副主任、乡新发地专班负责人杨继军党内严重警告、政务降级处分。
6月17日，四川省广安市纪委监委通报了关于广安区委常委、统战部部长罗志强在新冠肺炎疫情防控期间违反政治纪律的问题。通报指出罗志强与其妻于1月26日至28日，因私驾车前往成都，借住其襟兄家中。返回广安后，罗志强未主动申报外出及其妻患病就诊情况，且在社区了解情况时予以隐瞒。在被诊断为新冠肺炎疑似病例后，不配合疾控中心对其住所及时进行消杀，并放任其子擅自离开疑似病例留观病区。2月6日晚，罗志强一家三人被确诊为新冠肺炎，致使16名与罗志强及其家人密切接触人员被集中医学隔离观察，14名一般接触人员及所居住的南苑小区4幢146户被居家隔离观察，引发网络舆情和群众信访反映，造成严重不良社会影响。广安市纪委决定给予罗志强党内警告处分。
9月30日，中共中央纪委、国家监察委员会宣布，给予原福建省委常委、常务副省长张志南开除党籍、开除公职处分。通报中第一条特别注明，张志南“在新冠肺炎疫情大考关头贯彻落实党中央重大决策部署不力，敷衍应付、作风漂浮，搞形式主义”。
10月14日，中共青岛市委研究决定：市卫生健康委党组书记、主任隋振华停职，青岛市胸科医院党委副书记、院长邓凯被免职，兩人均接受进一步调查；委派市委组织部常务副部长杨锡祥主持市卫生健康委全面工作。
12月31日，北京市新冠肺炎疫情防控工作领导小组监督组办公室主任肖飒通报，针对顺义区发生局部聚集性疫情，围绕疫情防控工作是否存在失职失责问题开展问责调查，共有5位相关责任人被处理。

### 2021年
2021年1月7日，石家庄市纪委监委对3名因在疫情期间防控不力的官员给予警告处分。
1月16日，吉林省扶餘市紀委通報，9名官員在防疫期間違反工作紀律受罰，存在失職塞責、領導不力等情況。
1月19日，黑龙江省望奎县16名党员干部和公职人员因疫情防控不力被追责问责。
1月23日，通化市通报，對市衞健委主任、市疾控中心主任、市交通局副局長等14名因對省外輸入病例失管失察、履職不力的黨員幹部追責問責，多人分別被黨內警告及撤銷黨內職務處分。
1月25日，長春市紀委監委對在公主嶺市疫情防控工作中履職不力、失管失察、失職失責的8名黨員幹部追責問責。
1月31日，哈爾濱市紀委監委發布通報，就黑龙江正大实业有限公司疫情防控工作履職不力的12名黨員幹部追責問責。
2月1日，石家庄市藁城区副区长孟翠珍及卫健局局长李雪岭被免职，鲁永飞被任命为为石家庄市藁城区副区长，张书清被任命为石家庄市藁城区卫生健康局局长。
2021年4月8日，云南省德宏州委常委、瑞丽市委书记龚云尊因在半年多时间内连续3次发生疫情事件，被撤销党内职务、政务撤职处分，降为一级调研员。
2021年5月16日，营口市鲅鱼圈区对抗疫不力的官员予以问责处理。此外，六安市疫情防控应急处置指挥部决定责成裕安区对区卫健委主要负责人、分管负责人，立即停职，接受进一步调查处理。
7月31日，中共郑州市委决定免去付桂荣的郑州市卫健委党组书记、主任职务，责令郑州市卫健委党组对郑州市第六人民医院领导班子作出调整。郑州市卫健委决定免去马淑焕郑州市第六人民医院党委书记职务。
8月3日，张家界市纪委发布《关于对新冠肺炎疫情防控工作中履职不力公职人员追责问责情况的通报》，当地20名公职人员被追责问责，范围涉及永定区政府、张家界市人民医院古庸路院区、武陵源区文化旅游广电体育相关人员。同日，因烟台市莱山区政府主要负责人、分管负责人，以及黄海路街道负责人，抓疫情防控工作履责不力，经中共烟台市委研究，免去莱山区区长、分管副区长职务；莱山区委研究免去黄海路街道党工委主要负责人职务。
8月7日，江苏省纪委监委通报，东部机场集团党委委员、副总经理、办公室主任，兼机场涉外疫情防控指挥部指挥长汪超被采取留置措施。东部机场集团应急救援部主任尹运文被采取留置措施。东部机场集团地面服务部主任许永杰被立案审查调查。南京市副市长胡万进被處以其政务记过处分。南京市江宁区区委副书记、区长严应骏被给予其党内严重警告处分，被撤銷江寧區的黨職公職，被降为二级调研员。南京市卫健委党委书记、主任方中友被给予其党内严重警告处分，其南京市卫健委的党職、公職被免。南京市纪委监委当日亦通报9人因疫情防控不力被问责，其中南京市卫健委党委委员、副主任杨大锁因分管疫情防控工作履职不力，对基层业务监管指导不力，给予其党内警告处分；南京市公安局党委委员、副局长蒋虻芒，因工作粗枝大叶，对有关文稿审核把关不严，造成不良社会影响，给予其党内警告处分。
8月8日，扬州市纪委监委通报，广陵区湾头镇财政结算中心工作人员王强被确诊，并已造成23人感染。邗江区有关方面在隔离管控等环节工作失职，落实防控措施不实不细，造成疫情扩散。邗江区监委对此立案调查后，分别给予负有直接责任的区卫健委党委委员、副主任、区疫情防控指挥部流调隔离组副组长蒋蔚，区疾控中心主任、区疫情防控指挥部采样检测组副组长黄友政务警告处分。扬州市监委责令邗江区政府分管卫生防疫工作的副区长、区疫情防控指挥部副总指挥丁明哲作出检查，并对其通报批评。7月29日，广陵区湾头镇联合村核酸检测点设置不规范、现场组织混乱，导致在该检测点与王强密切接触的多名人员被感染，造成不良社会影响，广陵区纪委监委对此立案审查调查后，对负有责任的党员干部、公职人员进行了问责追究。
8月10日，东部机场集团有限公司党委书记、董事长冯军，党委副书记、总经理徐勇均涉嫌严重违纪违法，接受中共江苏省纪委、江苏省监委纪律审查和监察调查。
8月11日，南京市江宁区禄口街道党工委原副书记、办事处原主任朱茂胜，江宁区禄口街道陆纲社区党委书记、居委会主任邰晓俊，江宁区禄口街道陆纲社区居委会副主任周戎轩在落实社区疫情防控、人员排查工作中严重不负责任，不认真履行职责，涉嫌严重违纪违法，目前正接受江宁区纪委监委纪律审查和监察调查。
8月12日，经广东省委批准，广东省纪委监委、广州市纪委监委疫情防控问责联合调查组进行深入调查，对20名领导干部严肃问责。其中，中共广州市委常委、常务副市长陈志英给予诫勉处理；广州市人民政府党组成员、副市长黎明给予党内警告、政务记过处分；广州市卫生健康委员会党组书记、主任黄光烈给予党内严重警告、政务记大过处分，免职处理；广州市卫生健康委员会党组成员、副主任胡文魁给予党内严重警告、政务记大过处分；广州市荔湾区委书记陈小华，给予党内严重警告、政务记大过处分，免职处理；广州市荔湾区委副书记、区长毕锐明，给予党内严重警告、政务记大过处分，免职处理；广州市荔湾区委常委、常务副区长林隽，给予撤销党内职务、政务撤职处分，降为二级调研员。此外，白鹤洞街道、荔湾中心医院有关人员均受到党纪政务处分。
9月1日，德宏州副州长、州公安局局长徐琪勇因在疫情防控工作中失职失责，接受立案审查调查。
9月4日，郑州市对9名公职人员严肃追责问责，郑州市人民政府副市长孙晓红、郑州市卫生健康委员会党组书记、主任付桂荣被免职。
9月9日，湖北省纪委监委会同相关主管部门对19名在荆州站发生输入型本土关联疫情的责任人进行了严肃追责问责。
9月28日，因巴彦县疫情防控不力，哈尔滨市纪委、监委责成松北区委、区政府，巴彦县委、县政府向哈尔滨市委、市政府作出深刻检查，多名官员被追责问责。
9月30日，哈尔滨市道里区、香坊区对部分履职不力党员干部追责问责，并责成道里区委、区政府，香坊区委、区政府向哈尔滨市委、市政府作出深刻检查。
10月23日，中共额济纳旗委员会发布通报称，因疫情防控履职不力，多名官员被问责。26日，内蒙古自治区党委决定，由阿拉善盟盟委书记代钦兼任额济纳旗旗委书记。陈占云因疫情防控工作中履职尽责和落实不力，被免去额济纳旗旗委书记职务。
10月29日，阿拉善盟文化旅游广电局党组书记、局长兼盟文物局局长孙建军因未能及时落实国家、自治区疫情防控有关部署要求，履职不力，推动疫情防控相关工作不到位被免职。
10月31日，甘肃省天水市卫生健康委员会党组书记、主任陈克孝，天水市疾病预防控制中心主任吴毅中被免職。
11月1日，内蒙古额济纳旗通报6起疫情防控工作违纪违规问题，涉事官员均予以全旗通报批评。
11月2日，西宁市城西区卫生健康局党组书记、局长徐荣军，城西区疾控中心主任祁云清在疫情防控中履职不力被免职。
11月3日，石家庄市深泽县副县长贾光被停职，县卫健局局长贾卫东、大桥头镇党委书记高海霞等人被免职。
11月6日，针对北京市昌平区北七家镇宏福苑社区发生局部聚集性疫情，昌平区纪委监委对昌平区北七家镇党委及相关人员做出不同程度的处理。
12月4日，满洲里市扎赉诺尔区公安局副局长赵辉、满洲里市总工会副主席宿卫东在疫情防控工作中存在大局意识不强、履行职责不力、工作推诿拖沓等问题，经满洲里市委研究决定，给予二人免职处理。
12月24日，陕西省西安市纪委监委发布消息，西安市已经组织纪检监察干部开展监督检查15轮次，检查关键点位1348个，现场发现并督促整改问题203个，追责问责疫情防控不力基层党组织和单位4个，处理相关责任人26名，通报曝光2起14人。

### 2022年
2022年1月2日，西安市副市长杨建强兼任雁塔区委书记，免去王斌雁塔区委书记职务，免去崔诗越雁塔区委副书记，区政府党组书记职务。
1月5日，中共西安市委决定，刘鑫任西安市大数据资源管理局党组成员，为副局长人选（主持工作）；西安市大数据资源管理局党组书记、局长刘军因履职不力，停职检查。
1月6日，西安市急救中心党总支副书记、主任李强给予党内警告处分，西安市卫生健康委主任刘顺智给予党内警告处分。
3月13日，中國共產黨廣東省委員會和東莞市委决定，免去黃守應廣東省公安廳黨委委員、副廳長職務；免去王長青東莞市市委常委、常務副市長職務；免去畢洪波東莞市副市長、市公安局黨委書記、局長職務；免去陳福坤東莞市大朗鎮鎮委書記職務；免去方德佳東莞市大朗鎮鎮委副書記、鎮長職務；免去張何東莞市衛健局副局長職務。

## 国际和区域关系

### 撤侨
2020年1月23日2019冠狀病毒病疫情在中國大陸武漢封城後，各國為了接本國公民與中国籍配偶子女離開疫區进行了撤僑行動。撤僑行動主要發生在中華人民共和國湖北省武漢市。
包括韩国，日本，美国，英国，哈萨克斯坦，德国，西班牙，加拿大，俄罗斯，荷兰，澳大利亚，新西兰，印度尼西亚，法国，瑞士和泰国在内的多个国家/地区已经或试图从武汉撤离其公民。
因各國陸續暫停往來中國大陸的航班，所以中華人民共和國政府也以專機載回滯留海外且想回國的公民。

### 歧视
由於2019冠狀病毒病疫情，各地衍生了許多相關的種族主義爭議，近至華人，遠至東亞，甚至亞裔人士也受到不同程度的影響。亦出现了很多针对疫区的排外、地域歧視现象。如对来自武漢、湖北和北義大利人士的排斥态度。

### 限制入境
3月26日，中华人民共和国外交部、国家移民管理局发布了《中华人民共和国外交部、国家移民管理局关于暂时停止持有效中国签证、居留许可的外国人入境的公告》，于2020年3月28日0时起，暂时停止外国人持目前有效来华签证和居留许可入境。同日，中国民用航空局也发布了《关于疫情防控期间继续调减国际客运航班量的通知》，限制每家国内外的航空公司每周至任一国家的航线只能保留1班，并可能进一步收紧。11月5日，中国宣布暂停英国、比利时和菲律宾持签人员入境。
2023年初，中国大陆解除严厉防疫封控政策并在年初开放民众出国旅行之后，美国、英国、欧盟一些成员国、日本和韩国等国家要求从中国入境的旅客出示48小时内的新冠病毒检测阴性证明，部分国家也采取了额外的一些限制，因此中国大陆对韩国、日本采取了报复措施，限制对其公民发放签证。后来随着相关国家取消了对中国大陆公民的部分争议措施，中国大陆也即取消了相关报复性措施。

## 网络审查
许多批评当局防疫政策的内容在中国大陆遭到网络审查。
2022年5月，中共中央办公厅印发了《关于加强新时代离退休干部党的建设工作的意见》，称要“确保离退休干部党员继续听党话、跟党走”，“不得妄议党中央大政方针，不得传播政治性的负面言论”。美国之音认为，中共越来越不能容忍批评，哪怕是温和的批评。
5月10日，世界卫生组织总干事谭德塞公开表示中国当局“清零”防疫做法“不可持续”，并劝北京当局“改变策略”的言论，迅速在中国受到屏蔽。联合国官方的微信账号上，一篇关于谭德塞讲话的文章被标记为“违反相关法律法规”，尽管其仍可阅读，但禁止分享。微博上，截至北京时间11日晚间，搜寻“谭德塞”没有结果。追踪受屏蔽微博的自由微博网站也显示，这两天，与世卫组织相关的关键字“联合国”、“联合国新闻”被大量审查或屏蔽。
中国网络审查观察网站GreatFire.org共同创办人史密斯(Charlie Smith)表示，尽管官方的审查及宣传手段日新月异、炉火纯青，但中国网民对于政府的质疑及不信任感正在上升，反映在现实的生活中，就像是人民不再相信政府会给他们足够的封城预警，大量囤积物资；还有越来越多人设法阅读防火墙外的中国资讯。他表示，GreatFire.org所管理的自由微博、自由微信网站，自年初铁链女事件、乌克兰战争，再到上海封城，访问流量明显增加。
据华尔街日报报道，疫情期间，中国网民越来越多地转向区块链技术，把图像、视频、音频和社交媒体帖子制作成NFT，以防止它们在被审查后消失无踪。

## 相关争议
2022年以来，奥密克戎变异株传播速度较快但毒性较温和的特点使中国大陆的清零政策面临更多质疑，有人质疑清零政策产生的经济成本过高，造成了方方面面的人造次生灾难。
德国《明镜周刊》透露，根据德国联邦情报局调查，世界卫生组织总干事谭德塞与习近平在2020年1月21日通话时，被要求世卫不要发布病毒人传人的讯息，及延後全球大流行的警告。德国的结论是由于习近平当局下令封锁消息，全球损失4到6个星期的时间对抗病毒，如果不是中国隐瞒讯息，疫情会容易控制得多。
2022年11月下旬，白紙運動在全国各地爆发，抗議中有民眾高呼「共產黨下台！習近平下台！」。

## 備註
1. ↑  “中国传染病疫情和突发公共卫生事件网络直报系统”为2003年SARS疫情后，中央和地方财政共同出资7亿多元建立。这个“全球规模最大” “横向到边、纵向到底”的网络直报系统，为传染病疫情的“早报告”提供了基础，基层医疗机构只要在系统里上报信息，中国疾控中心就能实时收到。

2019年6月，中国疾控中心主任高福在一个主题为“实现全民健康——全球公共卫生发展合作”的论坛上介绍，对于任何可疑的传染病，包括新发和再发的，国家卫健委在6个小时之内会立刻知道，“因为我们已经建立了覆盖全国全境的信息直报系统”。
2. ↑  外界一般认为，中国政府一开始不能允许外国公民的中国国籍亲属一同撤离[803]。日本政府经过多次协商，于2月7日第四次撤侨接中国籍家属一同离开[804]。

## 資料來源
1. ↑  . 新华网. 2020-02-15  [2020-02-15]. （原始内容存档于2020-02-15） （中文（中国大陆））.
2. ↑  习近平. . 求是. 2020-02-15, (4)  [2020-02-20]. （原始内容存档于2020-02-17）.
3. 1 2  . 中央通訊社. 2020-02-17  [2025-01-25]. （原始内容存档于2024-07-17） （中文（繁體））.
4. ↑  鍾仕. . 明報. 2020-02-17  [2020-02-17]. （原始内容存档于2020-02-21） （中文（香港））.
5. 1 2  . 央视网.   [2020-01-20]. （原始内容存档于2020-03-27）.
6. 1 2 3  . 中国政府网.   [2020-01-27]. （原始内容存档于2020-01-20）.
7. 1 2  . 香港電台.   [2020-01-20]. （原始内容存档于2020-03-27）.
8. 1 2  疾病预防控制局. . 2020-01-20  [2020-01-27]. （原始内容存档于2020-01-20）.
9. ↑  .   [2020-03-17]. （原始内容存档于2022-04-25）.
10. ↑  .   [2020-03-17]. （原始内容存档于2020-02-19）.
11. ↑  . M.china.caixin.com.   [2020-03-05]. （原始内容存档于2020-03-04）.
12. ↑  . Xinhuanet.com. 2020-01-25  [2020-03-05]. （原始内容存档于2020-03-02）.
13. ↑  .   [2020-03-17]. （原始内容存档于2020-04-04）.
14. ↑  董淑云. . news.cctv.com.   [2020-03-15]. （原始内容存档于2022-04-15）.
15. ↑  . 聯合新聞網. 2020-03-23  [2020-03-24]. （原始内容存档于2020-03-24）.
16. 1 2  . 央视新闻. 2020-03-23. （原始内容存档于2020-03-23） （中文（中国大陆））.
17. ↑  . 中国国务院. 2020-04-03  [2020-04-03]. （原始内容存档于2020-04-04）.
18. ↑  . 中华医学杂志. 2022: 239–242  [2022-04-02]. doi:10.3760/cma.j.cn112137-20211205-02710.
19. ↑  . 中央通訊社. 2022-05-05  [2022-05-05]. （原始内容存档于2022-05-06）.
20. ↑  . BBC. 2022-07-09  [2022-09-19]. （原始内容存档于2022-11-03）.
21. ↑  . 法国国际广播电台. 2022-09-04  [2022-09-04]. （原始内容存档于2022-09-30）.
22. ↑  .   [2022-09-19]. （原始内容存档于2022-10-04）.
23. ↑  . VOA. 2022-12-07  [2022-12-08]. （原始内容存档于2022-12-15）.
24. ↑  文灏. . 美国之音. 2022-12-03  [2022-12-04]. （原始内容存档于2022-12-09）.
25. ↑  . 有線新聞. 2020-01-25  [2020-01-25]. （原始内容存档于2020-01-25）.
26. 1 2  于文凱. . 觀察者網. 北京.   [2020-01-27]. （原始内容存档于2021-10-20） （中文（中国大陆））.
27. 1 2 3  路子康. . 中国网新闻. 北京.   [2020-02-11]. （原始内容存档于2020-03-02） （中文（中国大陆））.
28. 1 2 3 4 5 6 7 8 9  高昱 彭岩锋 杨睿 冯禹丁 马丹萌. . 财新. 2020年2月26日. （原始内容存档于2020-02-26）.
29. ↑  杜玮. . 中国新闻周刊. 2020年2月18日. （原始内容存档于2020-02-18）.
30. 1 2  龚菁琦. . 人物周刊. 2020年3月10日. （原始内容存档于2020年3月10日） （中文（中国大陆））.
31. 1 2 3 4 5  樊巍. . 环球时报. 2020年3月16日. （原始内容存档于2022年5月13日） （中文（中国大陆））.
32. 1 2 3  . 澎湃新闻. 2020年3月9日. （原始内容存档于2020-03-09） （中文（中国大陆））.
33. 1 2  张玥 张笛扬 敬奕步 李在磊 郑伊灵 吴超. . 南方周末. 2020年3月11日. （原始内容存档于2020年3月11日） （中文（中国大陆））.
34. ↑  覃建行 丁刚. . 财新. 2020年2月7日. （原始内容存档于2020-02-07）.
35. ↑  许雯. . 新京报. 2019年12月31日. （原始内容存档于2019-12-31）.
36. 1 2 3 4 5  包志明 覃建行 高昱 萧辉. . 财新网. 2020年3月10日. （原始内容存档于2020-03-10） （中文（中国大陆））.
37. ↑  张家振. . 中国经营报. 2020-01-01. （原始内容存档于2020-01-02）.
38. 1 2  . 新华社.   [2020-01-02]. （原始内容存档于2020-01-02） （中文（中国大陆））.
39. ↑  . tv.cctv.com.   [2020-02-02]. （原始内容存档于2020-01-29）.
40. ↑  . 新京報.   [2020-01-31]. （原始内容存档于2020-02-06）.
41. ↑  . 财新.   [2020-02-01]. （原始内容存档于2020-01-31）.
42. ↑  覃建行 王颜玉. . 财新. 2020年2月1日. （原始内容存档于2020-02-15）.
43. ↑  . www.pearvideo.com.   [2020-02-02]. （原始内容存档于2020-02-21）.
44. ↑  中疾控论文的新数据:去年12月31日前有感染者104人.網易新聞.新京報.
45. 1 2 3 4 5 6 7 8 9 10  杨海. . 中国青年报冰点周刊. 2020年3月5日. （原始内容存档于2020年3月5日）.
46. ↑  盧伯華. . 兩岸 - 中時電子報.   [2020-02-27]. （原始内容存档于2020-02-27） （中文）.
47. ↑  《财经》杂志. . news.sina.com.cn. 2020-02-26  [2020-02-27]. （原始内容存档于2020-02-27）.
48. ↑  廖君、黎昌政. . 新华社.   [2020-01-24]. （原始内容存档于2020-01-24）.
49. ↑  . 财新网. 2020-01-20  [2020-01-23]. （原始内容存档于2020-01-20）.
50. ↑  . Now 新聞.   [2020-02-02]. （原始内容存档于2020-02-02） （中文（香港））.
51. ↑  . 武汉市卫生健康委员会. 2019年12月31日. （原始内容存档于2020年1月9日）.
52. ↑  . 武汉市卫生健康委员会. 2020年1月3日. （原始内容存档于2020年1月20日）.
53. ↑  . 武汉市卫生健康委员会. 2020年1月5日. （原始内容存档于2020年1月14日）.
54. ↑  . 武汉市卫生健康委员会. 2020年1月11日. （原始内容存档于2020年1月13日）.
55. ↑  . 武汉市卫生健康委员会.   [2020-02-21]. （原始内容存档于2020-04-23）.
56. ↑  .   [2020-01-30]. （原始内容存档于2020-01-23）.
57. ↑  .   [2020-01-30]. （原始内容存档于2020-01-22）.
58. ↑  .   [2020-02-06]. （原始内容存档于2020-01-30）.
59. ↑  萧辉. . 财新网. 2020-02-05  [2020-02-05]. （原始内容存档于2020-02-05）.
60. ↑  王端、文思敏. . 财新网. 2020年3月8日. （原始内容存档于2020-03-08） （中文（简体））.
61. ↑  王涵; 魏轶; 向林. . 新京报. 2020-01-22  [2020-02-27]. （原始内容存档于2020-02-17）.
62. ↑  廖君、乐文婉. . 新华网. 2020年1月19日. （原始内容存档于2020年3月8日）.
63. ↑  . 路透社. 2020-01-21  [2020-01-27]. （原始内容存档于2020-07-28）.
64. ↑  .   [2020-01-21]. （原始内容存档于2021-05-08）.
65. 1 2  . （原始内容存档于2020-02-19）.
66. ↑  . （原始内容存档于2020-03-04）.
67. ↑  韩佳鹏. . 网易网新闻. 广州.   [2020-01-23]. （原始内容存档于2020-01-26） （中文（中国大陆））.
68. ↑  . 法广. 2020-01-23  [2020-10-02]. （原始内容存档于2020-08-08）.
69. ↑  . 湖北省民族歌舞团. 搜狐网. 2020-01-23  [2020-01-24]. （原始内容存档于2020-01-24）.}
70. ↑  . 中国新闻网. 2020-01-22  [2020-01-27]. （原始内容存档于2020-01-23）.
71. ↑  王端; 文思敏. . 财新网. 2020-01-23  [2020-01-23]. （原始内容存档于2020-01-23）.
72. ↑  . news.rthk.hk.   [2020-02-27]. （原始内容存档于2020-02-21） （中文（香港））.
73. ↑  . BBC中文網. 2020-01-28  [2020-01-30]. （原始内容存档于2020-01-29） （中文）.
74. ↑  . www.eeo.com.cn.   [2020-02-27]. （原始内容存档于2020-02-27）.
75. ↑  . 澎湃新聞. 2020-01-27  [2020-02-27]. （原始内容存档于2020-02-19）.
76. 1 2  . 武汉发布.   [2020-01-22]. （原始内容存档于2020-01-22）.
77. ↑  . 长江网. 2020-01-23  [2020-01-27]. （原始内容存档于2020-01-27）.
78. ↑  . 人民网社会频道. 2019-01-23  [2020-01-23]. （原始内容存档于2020-03-27）.
79. ↑  . Reuters. 2020-01-23  [2020-01-23]. （原始内容存档于2020-01-24） （英语）.
80. ↑  . 网易网. 2020-01-23  [2020-01-23]. （原始内容存档于2020-01-27）.
81. ↑  . 香港01. 2020-01-23  [2020-01-27]. （原始内容存档于2020-01-27）.
82. 1 2  . 上海证券交易所. 2020-01-27  [2020-01-27]. （原始内容存档于2020-01-27）.
83. ↑  . BBC中文网. 2020-01-23  [2020-01-31]. （原始内容存档于2020-01-25）.
84. ↑  . Germany: Deutsche Welle.   [2020-01-25]. （原始内容存档于2020-01-24） （中文）.
85. ↑  . 頭條日報. 2020-01-23  [2020-02-01]. （原始内容存档于2020-01-27）.
86. ↑  . 澎湃新闻. 2020-01-25  [2020-01-27]. （原始内容存档于2020-01-27） （中文）.
87. ↑  武漢肺炎 浙江溫州也限制居民外出 （页面存档备份，存于），中央通訊社，2020/02/02
88. ↑  聯合新聞網. . 聯合新聞網.   [2020-02-02]. （原始内容存档于2020-02-02） （中文（臺灣））.
89. ↑  . 金融界.   [2020-02-02]. （原始内容存档于2020-02-02）.
90. ↑  hermesauto. . The Straits Times. 2020-02-02  [2020-02-02]. （原始内容存档于2020-02-02） （英语）.
91. ↑  . www.wenzhou.gov.cn.   [2020-02-03]. （原始内容存档于2020-02-02）.
92. ↑  武漢肺炎防疫 杭州全市實行封閉式管理 （页面存档备份，存于），中央通訊社，2020/02/02
93. ↑  杭州市人民政府关于实施“防控疫情，人人有责” 十项措施的通告 （页面存档备份，存于），杭州网，2020/02/02
94. ↑  自由時報. . 自由時報.   [2020-02-04]. （原始内容存档于2020-02-05）.
95. ↑  .   [2020-02-05]. （原始内容存档于2020-02-05）.
96. ↑  .   [2020-02-06]. （原始内容存档于2020-02-06）.
97. ↑  .   [2020-02-06]. （原始内容存档于2020-09-15）.
98. ↑  [http://society.people.com.cn/n1/2020/0207/c1008-31576755.html （页面存档备份，存于） 成都全市城镇居住小区（院落）实行封闭式管理，人民网，2020-2-7
99. ↑  廣州實施封閉式管理 要求滯留疫區者不得返城 （页面存档备份，存于），聯合報，2020-2-7
100. ↑  安徽也宣布封省！中國封省已達四省 （页面存档备份，存于），2020/02/07，鉅亨網新聞中心
101. ↑  首個實施「封閉式管理」直轄市　天津下令社區關閉非必要進出通道 （页面存档备份，存于），東森新聞，2020-2-7
102. ↑  www.bjnews.com.cn. . www.bjnews.com.cn.   [2020-02-08]. （原始内容存档于2020-02-13）.
103. ↑  . 无锡新传媒.   [2020-02-11]. （原始内容存档于2020-03-04）.
104. ↑  武漢肺炎／北京半封城狀態社區管制 上海成關注目標 （页面存档备份，存于），中央社，2020-02-10
105. ↑  上海全市1.3万个小 区实现“封闭式管理” （页面存档备份，存于），新浪新闻，2020-02-10
106. ↑   （页面存档备份，存于），中央通訊社，2020-2-13
107. ↑  . 香港電台網站. 2020-02-13. （原始内容存档于2020-02-14）.
108. ↑  平安云梦. . 每日經濟新聞. 2020-02-14. （原始内容存档于2020-02-19）.
109. ↑  何小桃. . 每日经济新闻. 2020-01-25  [2020-01-27]. （原始内容存档于2020-01-26） （中文）.
110. ↑  田宇. . 人民网. 2020-01-25  [2020-01-27]. （原始内容存档于2020-01-25） （中文）.
111. ↑  张丰. . 红星新闻. 2020-01-24  [2020-01-27]. （原始内容存档于2020-01-25） （中文）.
112. ↑  杨璐. . 三联生活周刊. 2020年2月28日. （原始内容存档于2020年2月28日）.
113. ↑  . South China Morning Post. 2020-02-28  [2020-03-03]. （原始内容存档于2020-03-31） （英语）.
114. ↑  . 联合早报. 2020-02-29  [2020-03-03]. （原始内容存档于2020-03-03） （中文（简体））.
115. ↑  . 上观. 2020-01-20  [2020-01-27]. （原始内容存档于2020-01-21）.
116. ↑  . 2020-01-20  [2020-01-20]. （原始内容存档于2020-01-20） （中文（中国大陆））.
117. ↑  . 新京报.   [2020-01-22]. （原始内容存档于2020-09-28）.
118. ↑  . 湖北省政府官网. 2020-01-21  [2020-01-22]. （原始内容存档于2020-02-05）.
119. ↑  . 湖北省人民政府官网. 2020-01-24  [2020-01-24]. （原始内容存档于2020-01-24）.
120. 1 2  人民日报. . 观察者网. 上海.   [2020-01-23]. （原始内容存档于2020-01-23） （中文（中国大陆））.
121. ↑  . 财经. 2020-01-23  [2020-01-27]. （原始内容存档于2020-01-23） （中文）.
122. ↑  裴剑飞. . 新京报. 2020-01-23  [2020-01-27]. （原始内容存档于2020-01-27） （中文）.
123. ↑  .   [2020-02-11]. （原始内容存档于2020-02-01）.
124. ↑  谭君. . 澎湃新闻. 2020-01-24  [2020-01-27]. （原始内容存档于2020-01-25） （中文）.
125. ↑  杨利 (编). . 新京报援引至浙江卫健委微信公众号. 2020-01-23  [2020-01-23]. （原始内容存档于2020-01-24）.
126. ↑  俞菀. 周楚卿 , 编. . 新华网. 2020-01-23  [2020-01-23]. （原始内容存档于2020-01-27） （中文（中国大陆））.
127. ↑  . 广东省卫生健康委员会. 2020-01-23  [2020-01-23]. （原始内容存档于2020-01-23）.
128. ↑  刘浪. . 第一财经. 2020-01-24  [2020-01-24]. （原始内容存档于2020-01-25）.
129. ↑  . 重庆日报. 2020-01-25  [2020-01-27]. （原始内容存档于2020-01-25） （中文）.
130. ↑  . 健康中国. 2020-01-25  [2020-01-27]. （原始内容存档于2020-01-26） （中文）.
131. ↑  任姗姗. . 广州日报. 2020-01-24  [2020-01-27]. （原始内容存档于2020-01-25） （中文）.
132. ↑  周娜 孙兴维. . 澎湃新闻. 2020-01-25  [2020-01-27]. （原始内容存档于2020-01-27） （中文）.
133. ↑  . 北京青年报. 2020-01-24  [2020-01-24]. （原始内容存档于2020-01-24）.
134. ↑  . 新华网. 2020-01-24  [2020-01-24]. （原始内容存档于2020-01-27）.
135. ↑  储白珊. . 福建日报. 2020-01-24  [2020-01-24]. （原始内容存档于2020-01-27）.
136. ↑  苏子牧. . 多维新闻. 2020-01-24  [2020-01-24]. （原始内容存档于2020-01-27）.
137. ↑  宋大珩 张卉 尹智磊 施明华. . 央视新闻客户端. 2020-01-24  [2020-01-24]. （原始内容存档于2020-01-27）.
138. ↑  河北日报. . 2020-01-25  [2020-01-25]. （原始内容存档于2020-07-01）.
139. ↑  . 中国新闻网. 2020-01-25  [2020-01-27]. （原始内容存档于2020-01-25） （中文）.
140. ↑  张煜欢 张斌 项菁 陈华. . 中国新闻网. 2020-01-25  [2020-01-27]. （原始内容存档于2020-01-26） （中文）.
141. ↑  . 澎湃新闻. 2020-01-25  [2020-01-27]. （原始内容存档于2020-01-27） （中文）.
142. ↑  吴怡. . 澎湃新闻. 2020-01-25  [2020-01-27]. （原始内容存档于2020-01-25） （中文）.
143. ↑  陈思思. . 澎湃新闻. 2020-01-25  [2020-01-27]. （原始内容存档于2020-01-27） （中文）.
144. ↑  . 新京报. 2020-01-25  [2020-01-25]. （原始内容存档于2020-01-24）.
145. ↑  央视新闻. . 2020-01-25  [2020-01-25]. （原始内容存档于2022-04-30）.
146. ↑  郑州发布. . 2020-01-25  [2020-01-25]. （原始内容存档于2021-11-03）.
147. ↑  央视新闻. . weibo.com. 2020-01-25  [2020-01-25]. （原始内容存档于2020-01-25）.
148. ↑  黑龙江日报. . 2020-01-25  [2020-01-25]. （原始内容存档于2022-04-30）.
149. ↑  总台央视记者安文剑. . 2020-01-25  [2020-01-25]. （原始内容存档于2020-07-01）.
150. ↑  总台央视记者李承泽. . 2020-01-25  [2020-01-25]. （原始内容存档于2020-05-02）.
151. ↑  .   [2020-01-27]. （原始内容存档于2020-01-27）.
152. ↑  . 人民日报. 2020-01-29  [2020-01-29]. （原始内容存档于2020-01-29）.
153. ↑  .   [2020-02-11]. （原始内容存档于2020-02-19）.
154. ↑  . hunan.voc.com.cn. 2020-01-26  [2020-01-27]. （原始内容存档于2020-01-26）.
155. ↑  . news.sina.com.cn. 2020-01-25  [2020-01-27]. （原始内容存档于2020-01-26）.
156. ↑  .   [2020-02-08]. （原始内容存档于2020-02-20）.
157. ↑  . 香港01. 2020-02-11  [2020-02-11]. （原始内容存档于2020-02-21） （中文（香港））.
158. ↑  . baijiahao.baidu.com.   [2020-02-21].
159. ↑  .   [2020-02-22]. （原始内容存档于2020-02-22）.
160. ↑  . 每日新报. 2020-02-24  [2020-02-24]. （原始内容存档于2020-02-24） （中文（中国大陆））.
161. ↑  . 广西日报. 2020-02-25  [2020-02-25]. （原始内容存档于2020-02-25） （中文（中国大陆））.
162. ↑  陈琳 倪伟. . 新京报. 2020-02-25  [2020-02-25]. （原始内容存档于2020-02-25） （中文（中国大陆））.
163. ↑  . 北京日报客户端. 2020-02-25  [2020-02-25]. （原始内容存档于2020-02-25） （中文（中国大陆））.
164. ↑  . 澎湃新闻. 2020-02-26  [2020-02-27]. （原始内容存档于2020-02-27） （中文（中国大陆））.
165. ↑  .   [2020-03-13]. （原始内容存档于2020-03-13）.
166. ↑  . 人民网. 2020-03-31  [2020-03-31]. （原始内容存档于2020-04-02）.
167. ↑  .   [2020-03-17]. （原始内容存档于2020-03-24）.
168. ↑  黄琪. . 长江日报-长江网. 2020-04-15  [2020-04-15]. （原始内容存档于2021-02-05）.
169. ↑  .   [2020-04-23]. （原始内容存档于2020-04-23）.
170. ↑  .   [2020-04-27]. （原始内容存档于2020-05-02）.
171. ↑  .   [2020-04-29]. （原始内容存档于2020-05-05）.
172. ↑  沙雪良. . 新京报.   [2020-05-01]. （原始内容存档于2020-05-11）.
173. ↑  . on.cc東網. 2020-05-04  [2020-05-05]. （原始内容存档于2022-04-07） （中文（香港））.
174. ↑  社论. . 新京报. 2020-04-26  [2020-05-12]. （原始内容存档于2020-05-09）.
175. ↑  . 上游新闻客户端. 2020-05-07  [2020-05-12]. （原始内容存档于2020-05-21）.
176. ↑  .   [2020-06-05]. （原始内容存档于2020-06-29）.
177. ↑  .   [2020-06-12]. （原始内容存档于2020-06-12）.
178. ↑  . 北京日报客户端. 2020-06-16  [2020-06-16]. （原始内容存档于2020-06-17）.
179. ↑  . 四平市人民政府.[]
180. ↑  .   [2022-06-26]. （原始内容存档于2022-07-07）.
181. ↑  于文凯. . 观察者网. 上海. 2020-01-01  [2020-02-16]. （原始内容存档于2020-02-16） （中文（中国大陆））.
182. ↑  卫生应急办公室. . 2020-01-19  [2020-02-13]. （原始内容存档于2022-05-02）.
183. 1 2  . 新华网. 2020-02-15  [2020-02-15]. （原始内容存档于2020-02-15） （中文（中国大陆））.
184. 1 2  习近平. . 求是. 2020-02-15, (4)  [2020-02-15]. （原始内容存档于2020-02-17）.
185. ↑  . 第一财经.   [2020-01-20]. （原始内容存档于2020-01-21）.
186. ↑  . inews.ifeng.com.   [2020-03-05].
187. 1 2  解封在即，李兰娟首次披露武汉封城细节 （页面存档备份，存于）.新京報.
188. ↑  . 中华人民共和国外交部.   [2020-01-20]. （原始内容存档于2020年1月21日）.
189. ↑  杨丹旭. . 联合早报.   [2020-01-22]. （原始内容存档于2022-04-16）.
190. ↑  .   [2020-02-06]. （原始内容存档于2020-02-06）.
191. ↑  . 香港01. 2020-01-21  [2020-02-01]. （原始内容存档于2020-01-30） （中文（香港））.
192. ↑  . 澎湃新聞. 国家医保局微信公号.   [2020-01-21]. （原始内容存档于2020-10-31）.
193. ↑  . 新华网. 2020-01-22  [2020-01-27]. （原始内容存档于2020-01-27）.
194. ↑  中共中央國務院舉行春節團拜會 習近平發表講話 （页面存档备份，存于），2020年1月24日，人民日報
195. ↑  . 中央广播电视总台国际在线. 2020-01-30  [2020-01-31]. （原始内容存档于2022-04-22）.
196. ↑  . 新华网. 2020-01-25  [2020-01-25]. （原始内容存档于2020-01-25）.
197. ↑  朱鸿亮、周娜. . 新华社. 2020-01-25  [2020-01-25]. （原始内容存档于2020-01-25）.
198. ↑  南希. . 多维新闻. 2020-01-25  [2020-01-25]. （原始内容存档于2020-01-25）.
199. ↑  陈宁 纪驭亚 郑文. . 浙江新闻客户端. 2020-01-25  [2020-01-25]. （原始内容存档于2022-05-13）.
200. ↑  李子路 张国栋 房贤刚. . 大众日报客户端·海报新闻. 2020-01-25  [2020-01-25]. （原始内容存档于2020-01-25）.
201. ↑  . 海关总署. 2020-01-25  [2020-01-27]. （原始内容存档于2020-01-26）.
202. ↑  . 海关总署. 2020-03-13  [2020-03-13].[永久]
203. ↑  . 新华网. 2020-01-26  [2020-01-26]. （原始内容存档于2020-01-26）.
204. ↑  . 中国政府网. 2020-01-26  [2020-01-27]. （原始内容存档于2020-01-26）.
205. ↑  . 上海证券报·中国证券网. 2020-01-27  [2020-01-27]. （原始内容存档于2020-01-27）.
206. ↑  . 中国政府网. 2020-01-27  [2020-01-27]. （原始内容存档于2020-01-27） （中文（中国大陆））.
207. ↑  . 香港01. 2020-01-27  [2020-01-27]. （原始内容存档于2020-01-27） （中文（香港））.
208. ↑  . 北京日报客户端. 2020-01-27  [2020-01-27]. （原始内容存档于2020-01-27） （中文（中国大陆））.
209. ↑  .   [2020-01-28]. （原始内容存档于2020-01-28）.
210. ↑  .   [2020-01-28]. （原始内容存档于2020-01-28）.
211. ↑  . 人民日报客户端. 2020-01-28  [2020-01-28]. （原始内容存档于2020-01-28） （中文（中国大陆））.
212. ↑  . 国家移民管理局. 2020-01-28  [2020-01-28]. （原始内容存档于2020-02-07） （中文（中国大陆））.
213. ↑  . www.caixin.com.   [2020-02-02]. （原始内容存档于2020-02-04）.
214. ↑  .   [2020-01-30]. （原始内容存档于2020-01-30）.
215. ↑  . news.rthk.hk.   [2020-01-31]. （原始内容存档于2020-01-31） （中文（香港））.
216. ↑  . 央行网站. 2020-02-01  [2020-02-01]. （原始内容存档于2020-02-01） （中文（中国大陆））.
217. ↑  .   [2020-02-02]. （原始内容存档于2020-02-02）.
218. ↑  . gss.mof.gov.cn.   [2020-02-04]. （原始内容存档于2020-02-02）.
219. ↑  . Now 新聞.   [2020-02-03]. （原始内容存档于2020-02-04） （中文（香港））.
220. ↑  .   [2020-02-05]. （原始内容存档于2020-02-05）.
221. ↑  .   [2020-02-06]. （原始内容存档于2020-02-06）.
222. ↑  . 国家移民管理局. 2020-02-07  [2020-02-08]. （原始内容存档于2020-02-21）.
223. ↑  倪伟. 李国君 , 编. . 新京报. 2020-02-07  [2020-02-09]. （原始内容存档于2020-02-08）.
224. ↑  医政医管局. . 国家卫生健康委. 2020-02-10.[永久]
225. ↑  . www.gov.cn.   [2020-02-11]. （原始内容存档于2020-02-12）.
226. ↑  . BBC 中文. 2020-02-13  [2020-02-13]. （原始内容存档于2020-02-19）.
227. ↑  . baijiahao.baidu.com.   [2020-02-13]. （原始内容存档于2020-02-20）.
228. ↑  . 文匯報. 2020-02-15  [2020-02-15]. （原始内容存档于2020-02-15）.
229. ↑  .   [2020-02-16]. （原始内容存档于2020-02-16）.
230. ↑  .   [2020-02-17]. （原始内容存档于2020-02-17）.
231. ↑  . 多维新闻. 2020-02-17  [2020-02-17]. （原始内容存档于2020-02-17）.
232. ↑  .   [2020-02-18]. （原始内容存档于2020-02-18）.
233. ↑  .   [2020-02-19]. （原始内容存档于2020-02-22）.
234. ↑  .   [2020-02-24]. （原始内容存档于2020-02-24）.
235. ↑  崔德興. . 香港01. 2020-02-24  [2020-02-24]. （原始内容存档于2020-02-24） （中文（香港））.
236. ↑  王翠榮. . 香港01. 2020-02-24  [2020-02-24]. （原始内容存档于2020-02-24） （中文（香港））.
237. ↑  .   [2020-02-24]. （原始内容存档于2020-02-24）.
238. ↑  . on.cc东网. 2020-02-24  [2020-02-24]. （原始内容存档于2020-02-24）.
239. ↑  . 法广. 2020-03-16  [2020-03-18]. （原始内容存档于2020-03-18）.
240. ↑  . 光华网. 2020-02-29  [2020-03-01]. （原始内容存档于2021-04-18）.
241. ↑  . politics.people.com.cn.   [2020-03-10]. （原始内容存档于2020-03-25）.
242. ↑  . 央视新闻.   [2020-03-10]. （原始内容存档于2022-04-14）.
243. ↑  .   [2020-03-10]. （原始内容存档于2020-03-11）.
244. ↑  . 香港经济日报. 2020-03-13.
245. ↑  . ie.bjd.com.cn.
246. ↑  罗沙、刘红霞. . 新华网.   [2020-03-16]. （原始内容存档于2020-03-16）.
247. 1 2  . 中国民用航空局. 2020-03-26  [2020-03-26]. （原始内容存档于2020-03-26）.
248. ↑  齐中熙. . 新华社. 2020年3月26日. （原始内容存档于2020年3月26日） （中文（中国大陆））.
249. 1 2  . 中华人民共和国外交部. 2020-03-26  [2020-03-26]. （原始内容存档于2020-03-26）.
250. ↑  .   [2020-03-31]. （原始内容存档于2020-06-30）.
251. ↑  .   [2020-03-31]. （原始内容存档于2020-04-04）.
252. ↑  . www.gov.cn.   [2020-04-04]. （原始内容存档于2020-04-04）.
253. ↑  . www.gov.cn.   [2020-04-04]. （原始内容存档于2020-04-04）.
254. ↑  .   [2020-04-07]. （原始内容存档于2020-04-07）.
255. ↑  .   [2020-04-17]. （原始内容存档于2020-04-21）.
256. ↑  . 新华社. 2020-04-27  [2020-04-28]. （原始内容存档于2020-05-03）.
257. ↑  . 新华网. 2020-04-29  [2020-04-29]. （原始内容存档于2021-07-19）.
258. ↑  . 新华视点. 2020-04-29  [2020-04-29]. （原始内容存档于2020-05-04）.
259. ↑  . 联合早报. 2020-05-05  [2020-05-05]. （原始内容存档于2020-05-05） （中文（简体））.
260. ↑  .   [2020-05-09]. （原始内容存档于2020-05-11）.
261. ↑  许腾飞. . 新京报. 2020-05-21  [2020-05-21]. （原始内容存档于2020-07-20）.
262. ↑  . 北京青年报. 2020-05-22  [2020-05-22]. （原始内容存档于2020-06-21）.
263. ↑  . 国家移民管理局. 2020-08-10  [2020-08-11]. （原始内容存档于2021-05-26）.
264. ↑  . 国家移民管理局. 2020-08-11  [2020-08-11]. （原始内容存档于2020-08-12）.
265. ↑  . 澎湃新闻. 2020-08-28  [2020-09-08]. （原始内容存档于2020-08-28）.
266. ↑  . 国家移民管理局.   [2020-09-23]. （原始内容存档于2021-10-14）.
267. ↑  . 中国新闻网. 2020-11-05  [2020-11-05]. （原始内容存档于2020-12-09）.
268. ↑  . Reuters. 2020-11-05  [2020-11-05]. （原始内容存档于2020-12-09） （中文）.
269. ↑  . 聯合新聞網. 2020-11-05  [2020-11-05]. （原始内容存档于2020-12-05） （中文（臺灣））.
270. ↑  . 香港01. 2020-11-06  [2020-11-10]. （原始内容存档于2020-12-09） （中文（香港））.
271. ↑  . 中国新闻网. 2020-11-12  [2020-11-19]. （原始内容存档于2020-11-27）.
272. ↑  . 香港文匯網. 2020-11-17  [2020-11-19]. （原始内容存档于2020-11-27）.
273. ↑  . 中国新闻网. 2021-01-20  [2021-01-20]. （原始内容存档于2021-01-28）.
274. ↑  .   [2022-02-16]. （原始内容存档于2022-02-16）.
275. ↑  .   [2022-03-11]. （原始内容存档于2022-04-01）.
276. ↑  . BBC News 中文. 2022-03-18  [2022-04-02]. （原始内容存档于2022-04-22）.
277. ↑  陈芳; 彭韵佳; 顾天成; 杨思琪; 王亚宏. . 新华社. 2022-03-31  [2022-04-02]. （原始内容存档于2022-05-03）.
278. ↑  .   [2022-04-01]. （原始内容存档于2022-04-01）.
279. ↑  .   [2022-04-01]. （原始内容存档于2022-04-30）.
280. ↑  .   [2022-03-27]. （原始内容存档于2022-03-29）.
281. ↑  乔业琼. . 人民网. 2022-04-01  [2022-04-02]. （原始内容存档于2022-04-01）.
282. ↑  .   [2022-04-10]. （原始内容存档于2022-04-09）.
283. ↑  陈言乔. . 2022-04-14  [2022-04-15]. （原始内容存档于2022-04-15）.
284. ↑  .   [2022-04-21]. （原始内容存档于2022-04-19）.
285. ↑  . 新京報.   [2022-04-22]. （原始内容存档于2022-04-22）.
286. ↑  .   [2022-04-27]. （原始内容存档于2022-04-27）.
287. ↑  . 財新.   [2022-04-28]. （原始内容存档于2022-04-27）.
288. ↑  .   [2022-05-13]. （原始内容存档于2022-05-30）.
289. ↑  .   [2022-05-26]. （原始内容存档于2022-05-26）.
290. ↑  .   [2022年5月26日]. （原始内容存档于2022年5月26日）.
291. ↑  .   [2022-05-12]. （原始内容存档于2022-05-12）.
292. ↑  .   [2022-05-25]. （原始内容存档于2022-05-26）.
293. ↑  .   [2022-05-26]. （原始内容存档于2022-05-27）.
294. ↑  .   [2022-06-12]. （原始内容存档于2022-06-17）.
295. ↑  .   [2022-06-04]. （原始内容存档于2022-06-04）.
296. ↑  .   [2022-06-12]. （原始内容存档于2022-06-18）.
297. ↑  .   [2022-06-07]. （原始内容存档于2022-06-07）.
298. ↑  .   [2022-06-05]. （原始内容存档于2022-06-11）.
299. ↑   (PDF). 国家卫生健康委员会. 2022-06-27  [2022-06-28]. （原始内容存档 (PDF)于2022-06-28）.
300. ↑  .   [2022-07-04]. （原始内容存档于2022-07-04）.
301. ↑  .   [2022-07-07]. （原始内容存档于2022-07-07）.
302. ↑  .   [2022-07-14]. （原始内容存档于2022-07-14）.
303. ↑  .   [2022-08-12]. （原始内容存档于2022-08-25）.
304. ↑  .   [2022-08-26]. （原始内容存档于2022-08-26）.
305. ↑  .   [2022-09-09]. （原始内容存档于2022-09-24）.
306. ↑  .   [2022-10-16]. （原始内容存档于2022-10-16）.
307. ↑  . Now新聞台. 2022-11-10  [2022-11-11]. （原始内容存档于2022-11-11）.
308. ↑  .   [2022-11-11]. （原始内容存档于2022-11-12）.
309. ↑  .   [2022-11-12]. （原始内容存档于2022-11-25）.
310. ↑  .   [2022-11-11]. （原始内容存档于2022-11-11）.
311. ↑  .   [2022-11-12]. （原始内容存档于2022-11-25）.
312. ↑  .   [2022-11-11]. （原始内容存档于2022-11-11）.
313. ↑  .   [2022-11-17]. （原始内容存档于2022-11-17）.
314. ↑  .   [2022-11-17]. （原始内容存档于2022-11-17）.
315. ↑  .   [2023-09-13]. （原始内容存档于2023-06-07）.
316. ↑   （中文（中国大陆））.
317. ↑  .   [2022-12-29]. （原始内容存档于2022-12-29）.
318. ↑  . 美国之音. 2023-01-01  [2023-01-01]. （原始内容存档于2023-01-01）.
319. ↑  . 法广. 2020-01-29  [2020-02-01]. （原始内容存档于2020-01-29）.
320. ↑  吴雨. . @新华视点. 2020-02-01  [2020-02-01]. （原始内容存档于2020-02-01）.
321. ↑  . finance.now.com.   [2020-02-14]. （原始内容存档于2020-02-20）.
322. ↑  . news.rthk.hk.   [2020-02-14]. （原始内容存档于2020-02-19） （中文（臺灣））.
323. ↑  .   [2020-01-27]. （原始内容存档于2020-01-27）.
324. ↑  .   [2020-02-11]. （原始内容存档于2020-01-30）.
325. ↑  .   [2020-02-03]. （原始内容存档于2020-01-24）.
326. ↑  . www.chinanews.com.   [2020-02-03]. （原始内容存档于2020-02-03）.
327. ↑  .   [2020-02-03]. （原始内容存档于2020-02-03）.
328. ↑  澎湃新闻. . news.sina.com.cn. 2020-01-28  [2020-02-03]. （原始内容存档于2020-02-03）.
329. ↑  .   [2020-02-03]. （原始内容存档于2020-02-03）.
330. ↑  . www.thepaper.cn.   [2020-02-03]. （原始内容存档于2020-02-03）.
331. ↑  . www.cs.com.cn.   [2020-02-04]. （原始内容存档于2020-02-04）.
332. ↑  . Reuters.   [2020-02-11]. （原始内容存档于2020-02-11）.
333. ↑  .   [2020-04-06]. （原始内容存档于2020-04-06）.
334. ↑  .   [2020-04-14]. （原始内容存档于2020-04-18）.
335. ↑  . 华尔街日报中文网.   [2020-04-17]. （原始内容存档于2020-04-18）.
336. ↑  .   [2020-04-20]. （原始内容存档于2020-04-24）.
337. ↑  .   [2020-06-08]. （原始内容存档于2020-06-07）.
338. ↑  .   [2020-06-21]. （原始内容存档于2020-06-18）.
339. ↑  .   [2020-07-16]. （原始内容存档于2020-07-16）.
340. ↑  . 華爾街日報.   [2021-01-29]. （原始内容存档于2021-01-18）.
341. ↑  .   [2021-01-29]. （原始内容存档于2021-10-23）.
342. 1 2  . 法国世界报. 2022-01-18  [2022-04-02]. （原始内容存档于2022-04-02）.
343. ↑  . 德国之声. 2023-02-16.
344. ↑   . 维基文库. 2022-03-05 （简体中文）.
345. ↑  洪乐风. . 人民网. 2022-03-06  [2022-04-02]. （原始内容存档于2022-03-06）.
346. ↑  . 联合国新闻. 2022-01-28  [2022-04-02]. （原始内容存档于2022-05-01）.
347. ↑  . Deutsche Welle (www.dw.com). 2022-04-13  [2022-04-14]. （原始内容存档于2022-04-26）.
348. ↑  斯洋. . 美国之音. 2022-01-04  [2022-04-02]. （原始内容存档于2022-04-02）.
349. ↑  Tabby Kinder; Hudson Lockett. . FinancialTimes (Hong Kong). 2022-04-28  [2022-04-29]. （原始内容存档于2022-05-06） （英语）.
350. ↑  .   [2022-04-29]. （原始内容存档于2022-04-26）.
351. ↑  . 每日經濟新聞.   [2022-04-29]. （原始内容存档于2022-04-26）.
352. ↑  . 界面新聞.
353. ↑  . 搜狐財經.   [2022-04-29]. （原始内容存档于2022-04-26）.
354. ↑  .   [2022-05-14]. （原始内容存档于2022-05-20）.
355. ↑  .   [2022-05-14]. （原始内容存档于2022-05-14）.
356. ↑  . 2022年5月16日.
357. ↑  .   [2022-06-15]. （原始内容存档于2022-08-02）.
358. ↑  .   [2022-05-16]. （原始内容存档于2022-05-23）.
359. ↑  .   [2022-06-12]. （原始内容存档于2022-06-17）.
360. ↑  .   [2022-07-05]. （原始内容存档于2022-07-15）.
361. ↑  .   [2022-07-05]. （原始内容存档于2022-07-05）.
362. ↑  .   [2022-07-18]. （原始内容存档于2022-08-04）.
363. ↑  .   [2022-12-22]. （原始内容存档于2023-01-26）.
364. ↑  . 德国之声中文网. 2020-01-20  [2020-01-27]. （原始内容存档于2020-01-20）.
365. ↑  . 凤凰网. 2020-01-21  [2020-01-21]. （原始内容存档于2020-09-11）.
366. ↑  黃詠榆. . 香港01. 2020-01-21  [2020-01-21]. （原始内容存档于2021-07-18）.
367. ↑  . 北京日报客户端. 2020-01-21  [2020-01-21]. （原始内容存档于2020-05-02）.
368. ↑  张燕征. . 中新经纬. 2020-01-21  [2020-01-21]. （原始内容存档于2020-10-31）.
369. ↑  . 中国铁路客户服务中心. 2020-01-21  [2020-01-23]. （原始内容存档于2021-11-02）.
370. ↑  吴婷婷 裴剑飞. . 新京报. 2020-01-21  [2020-01-21]. （原始内容存档于2021-11-01）.
371. ↑  . 央视新闻客户端. 2020-01-29  [2020-01-29]. （原始内容存档于2020-01-29）.
372. ↑  姚晓岚. . 澎湃新闻. 2020-02-05  [2020-02-05]. （原始内容存档于2020-02-05）.
373. ↑  .   [2020-01-27]. （原始内容存档于2020-01-27）.
374. ↑  . 香港經濟日報. 2020-01-21.
375. ↑  深圳地鐵微訊公眾號
376. ↑  . 新浪财经. 2020-01-22  [2020-01-22]. （原始内容存档于2020-01-22）.
377. ↑  王俊. . 澎湃新闻. 2020-01-25  [2020-01-27]. （原始内容存档于2020-01-27） （中文）.
378. ↑  路炳阳. . 中国经营报. 2020-01-25  [2020-01-27]. （原始内容存档于2020-01-25） （中文）.
379. ↑  . 澎湃新闻. 2020-01-25  [2020-01-27]. （原始内容存档于2020-01-27） （中文）.
380. ↑  陆一夫. . 新京报. 2020-01-25  [2020-01-27]. （原始内容存档于2020-01-25） （中文）.
381. ↑  裴剑飞. . 新京报. 2020-01-25  [2020-01-26]. （原始内容存档于2020-01-26）.
382. ↑  . 加拿大星岛日报. 2020-01-26  [2020-01-26]. （原始内容存档于2020-01-26）.
383. ↑  . 人民健康网. 2020-01-26  [2020-01-26]. （原始内容存档于2020-01-26）.
384. ↑  .   [2020-02-02]. （原始内容存档于2020-01-28）.
385. ↑  . 2020-01-27  [2020-01-27]. （原始内容存档于2020-01-27）.
386. ↑  . 人民网. 2020-02-02  [2020-02-02]. （原始内容存档于2020-02-02）.
387. ↑  .   [2020-01-27]. （原始内容存档于2020-01-27）.
388. ↑  . 澎湃新闻·澎湃号. 2020-01-27  [2020-01-28]. （原始内容存档于2020-01-28）.
389. ↑  . 明報. 2020-01-28  [2020-01-28]. （原始内容存档于2020-09-04）.
390. ↑  . www.thepaper.cn.   [2020-01-28]. （原始内容存档于2020-01-28）.
391. ↑  . www.chinanews.com.   [2020-01-28]. （原始内容存档于2020-01-28）.
392. ↑  . 上海铁路局.   [2020-01-30]. （原始内容存档于2020-01-30）.
393. ↑  . 人民网-社会频道. 2020-01-30  [2020-01-30]. （原始内容存档于2020-01-30）.
394. ↑  .   [2020-02-05]. （原始内容存档于2020-02-05）.
395. ↑  .   [2020-02-05]. （原始内容存档于2020-02-05）.
396. ↑  .   [2020-02-05]. （原始内容存档于2020-02-05）.
397. ↑  .   [2020-01-30]. （原始内容存档于2020-01-30）.
398. ↑  . 新华网. 2020-01-31  [2020-01-31]. （原始内容存档于2020-07-16） （中文（中国大陆））.
399. ↑  .   [2020-02-01]. （原始内容存档于2021-11-03）.
400. ↑  . 华声在线. 2020-01-31  [2020-01-31]. （原始内容存档于2021-11-03）.
401. ↑  .   [2020-02-01]. （原始内容存档于2020-09-22）.
402. ↑  . 人民铁道网. 2020-02-06  [2020-02-06]. （原始内容存档于2020-02-06）.
403. ↑  唐俊 陈晓双. . 界面新闻. 2020-02-04  [2020-02-04]. （原始内容存档于2020-02-04）.
404. ↑  . 中国铁路总公司官微. 2020-02-12  [2020-02-13]. （原始内容存档于2020-02-13）.
405. ↑  . 人民网. 2020-02-15  [2020-02-15]. （原始内容存档于2020-02-15）.
406. ↑  . on.cc東網.   [2020-04-28]. （原始内容存档于2022-04-15） （中文（香港））.
407. ↑  . tech.sina.com.cn. 2020-02-20  [2020-02-19]. （原始内容存档于2020-02-19）.
408. ↑  .   [2020-02-27]. （原始内容存档于2020-02-27）.
409. ↑  . 新华网. 2020-03-01  [2020-03-01]. （原始内容存档于2020-03-01）.
410. ↑  . 首都之窗. 2020-03-10  [2020-03-10]. （原始内容存档于2020-05-08）.
411. ↑  . 中国新闻社. 2020-03-10  [2020-03-10]. （原始内容存档于2020-04-02）.
412. ↑  . 中国民航网. 2020-03-17  [2020-03-17]. （原始内容存档于2020-03-24）.
413. ↑  . 民航资源网. 2020-03-11  [2020-03-12]. （原始内容存档于2020-03-22）.
414. ↑  . 中新网客户端. 2020-03-14  [2020-03-14]. （原始内容存档于2020-03-14）.
415. ↑  . 中国民用航空局. 2020-03-19  [2020-03-19]. （原始内容存档于2020-03-19）.
416. ↑  . 中国民用航空局. 2020-03-22  [2020-03-22]. （原始内容存档于2020-03-22）.
417. ↑   (PDF). 中国民用航空局. 2020-03-22  [2020-03-22]. （原始内容 (PDF)存档于2021-12-10）.
418. ↑  王真真. . 新京报. 2020-03-22  [2020-03-22]. （原始内容存档于2020-03-22）.
419. ↑  . 现代快报. 2020-03-22  [2020-03-22]. （原始内容存档于2020-03-22）.
420. ↑  徐媛园. . 扬子晚报. 2020-03-26  [2020-04-09]. （原始内容存档于2020-04-11）.
421. ↑  . 人民网.   [2020-03-25]. （原始内容存档于2020-03-24）.
422. ↑  . 北京市地铁运营有限公司. 2020-03-22  [2020-04-23]. （原始内容存档于2020-05-11）.
423. ↑  . 北京日报. 2020-04-03  [2020-04-23]. （原始内容存档于2020-04-23）.
424. ↑  . 北京晚报. 2020-04-21: 32  [2020-04-23]. （原始内容存档于2020-04-23）.
425. ↑  . 新京报网 (新浪网). 2020-03-24  [2020-03-24]. （原始内容存档于2020-03-24）.
426. ↑  .   [2020-04-07]. （原始内容存档于2020-04-07）.
427. ↑  . 澎湃新闻. 2020-03-26  [2020-03-26]. （原始内容存档于2020-03-26）.
428. ↑  . weibo.com. 2020-04-08  [2020-04-07]. （原始内容存档于2020-06-05）.
429. ↑  . www.chinanews.com.   [2020-04-07]. （原始内容存档于2020-04-07）.
430. ↑  新浪新闻综合. . news.sina.com.cn. 2020-04-08  [2020-04-07]. （原始内容存档于2020-04-07）.
431. ↑  .   [2020-10-02]. （原始内容存档于2020-04-25）.
432. ↑  . 中国民用航空局. 2020-04-18  [2020-04-21]. （原始内容存档于2021-11-23）.
433. ↑  . 中国民用航空局. 2020-06-04  [2020-06-04]. （原始内容存档于2020-06-04）.
434. ↑  王谦. . 长江日报. 2020-06-06  [2020-06-07]. （原始内容存档于2020-06-07）.
435. ↑  . 中国民用航空局. 2020-06-05  [2020-06-08]. （原始内容存档于2020-06-08）.
436. ↑  . 北京晚报. 2020-06-09  [2020-06-09]. （原始内容存档于2020-06-09）.
437. ↑  肖玮. . 北京商报. 2020-06-11  [2020-06-12]. （原始内容存档于2020-06-12）.
438. ↑  . 中华人民共和国交通运输部. 2020-06-15  [2020-06-15]. （原始内容存档于2020-06-15）.
439. ↑  . 新浪财经综合. 2020-06-17  [2020-06-17]. （原始内容存档于2020-06-17）.
440. ↑  曾俊豪. . www.ettoday.net. 2020-06-17  [2020-06-17]. （原始内容存档于2020-06-17） （中文（繁體））.
441. ↑  裴剑飞; 吴娇颖. . 新京报. 2020-06-17  [2020-06-17]. （原始内容存档于2020-06-17）.
442. ↑  .   [2020-06-29]. （原始内容存档于2020-07-01）.
443. ↑  . 中国新闻网. 2020-06-18  [2020-06-18]. （原始内容存档于2020-06-22）.
444. ↑  . 香港01. 2020-07-21  [2020-07-22]. （原始内容存档于2020-07-22） （中文（香港））.
445. ↑  吴婷婷. . 新京报. 2020-09-08  [2020-09-15]. （原始内容存档于2022-05-13）.
446. ↑  齐中熙. . 新华社“新华视点”微博. 2020-08-13  [2020-09-15]. （原始内容存档于2020-08-14）.
447. ↑  丁怡婷. . 人民网－人民日报. 2021-01-07  [2021-01-07]. （原始内容存档于2021-01-29）.
448. ↑  . 中国民航局. 2021-01-26  [2021-01-26]. （原始内容存档于2021-01-29）.
449. ↑  安克. . 自由亚洲电台. 2022-04-10  [2022-04-11]. （原始内容存档于2022-05-05）.
450. ↑  杨孟祺. . 凤凰网 (每日经济新闻). 2022-04-07  [2022-04-11]. （原始内容存档于2022-04-07）.
451. ↑  .   [2022-05-26]. （原始内容存档于2022-05-26）.
452. ↑  .   [2023-01-05]. （原始内容存档于2023-01-05）.
453. ↑  .   [2023-01-08]. （原始内容存档于2023-01-08）.
454. ↑  .   [2023-02-16]. （原始内容存档于2023-02-16）.
455. ↑  .   [2023-03-04]. （原始内容存档于2023-03-04）.
456. ↑  . 澎湃新闻. 2023-08-12  [2023-08-12]. （原始内容存档于2023-08-12） （中文）.
457. ↑  . 新闻频道_央视网(cctv.com). 2023-09-19  [2023-09-19] （中文）.
458. ↑  . 新华网. 2020-01-26  [2020-01-27]. （原始内容存档于2020-01-26）.
459. ↑  . cnBeta. 2020-01-25  [2020-01-27]. （原始内容存档于2020-01-26）.
460. ↑  .   [2020-01-27]. （原始内容存档于2020-01-26）.
461. ↑  .   [2020-01-27]. （原始内容存档于2020-01-26）.
462. ↑  . 通信信息报. 2020-02-14  [2020-02-15]. （原始内容存档于2020-02-15）.
463. ↑  .   [2020-03-05]. （原始内容存档于2020-03-05） （中文）.
464. ↑  . 中国网·中国发展门户网. 2020-03-04  [2020-03-04]. （原始内容存档于2020-03-05）.
465. ↑  . 央视新闻客户端. 2020-01-21  [2020-01-27]. （原始内容存档于2020-07-28）.
466. ↑  . 中国新闻网. 2020-01-21  [2020-01-27]. （原始内容存档于2020-01-27）.
467. ↑  新浪娱乐. . ent.sina.com.cn. 2020-01-22  [2020-01-23]. （原始内容存档于2020-01-22）.
468. ↑  . 新浪财经综合. 2020-01-22  [2020-01-27]. （原始内容存档于2020-06-08）.
469. ↑  .   [2020-01-27]. （原始内容存档于2020-01-27）.
470. ↑  倪伟. . 新京报. 2020-01-23  [2020-01-27]. （原始内容存档于2020-01-27）.
471. ↑  . 北京青年报. 2020-01-23  [2020-01-23]. （原始内容存档于2020-01-27）.
472. ↑  . 北京日报客户端  . 2020-01-23  [2020-01-23]. （原始内容存档于2020-01-27）.
473. ↑  . 新京报. 2020-01-23  [2020-01-23]. （原始内容存档于2020-01-27）.
474. ↑  国家海洋博物馆. . 2020-01-24  [2020-01-27]. （原始内容存档于2020-07-28）.
475. ↑  应妮. 郭泽华 , 编. . 中国新闻网. 2020-01-23  [2020-01-23]. （原始内容存档于2020-01-27） （中文（中国大陆））.
476. ↑  . 浙江新闻客户端. 2020-01-23  [2020-01-24]. （原始内容存档于2020-01-27）.
477. ↑  《黄冈市新型冠状病毒感染的肺炎防控工作指挥部通告 （第1号） （页面存档备份，存于）》（黄冈市新型冠状病毒感染的肺炎防控工作指挥部，2020年1月23日）
478. ↑  朱殿平. . 人民網. 2020-01-24  [2020-01-27]. （原始内容存档于2020-01-27）.
479. ↑  苏湘洋. . 現代快報. 2020-01-24  [2020-01-27]. （原始内容存档于2020-01-27）.
480. ↑  葉琪. . 香港01. 2020-01-24  [2020-01-27]. （原始内容存档于2020-01-27）.
481. ↑  . finance.chinanews.com.   [2020-02-19]. （原始内容存档于2020-02-19）.
482. ↑  . www.chinanews.com.   [2020-02-19]. （原始内容存档于2020-02-19）.
483. ↑  . 新华网.   [2020-02-25]. （原始内容存档于2020-02-29）.
484. 1 2  . 新华社. 2020-01-24  [2020-01-24]. （原始内容存档于2020-01-27）.
485. ↑  唐莹莹. . 澎湃新闻. 2020-01-25  [2020-01-27]. （原始内容存档于2020-01-27） （中文）.
486. ↑  唐莹莹. . 澎湃新闻. 2020-01-25  [2020-01-27]. （原始内容存档于2020-01-27） （中文）.
487. ↑  . 央视新闻. 2020-01-25  [2020-01-27]. （原始内容存档于2020-01-27） （中文）.
488. ↑  .   [2020-01-27]. （原始内容存档于2020-01-25）.
489. ↑  .   [2020-01-27]. （原始内容存档于2020-01-25）.
490. ↑  .   [2020-01-27]. （原始内容存档于2020-01-25）.
491. ↑  .   [2020-01-27]. （原始内容存档于2020-01-25）.
492. ↑  .   [2020-01-27]. （原始内容存档于2020-01-25）.
493. ↑  .   [2020-01-27]. （原始内容存档于2020-01-27）.
494. ↑  .   [2020-01-27]. （原始内容存档于2020-01-25）.
495. ↑  .   [2020-01-27]. （原始内容存档于2020-01-26）.
496. ↑  . Now 新聞.   [2020-02-05]. （原始内容存档于2020-04-06） （中文（香港））.
497. ↑  . 中国新闻网. 2020-02-15  [2020-02-15]. （原始内容存档于2020-02-15） （中文（中国大陆））.
498. ↑  . 新京报网. 2020-02-20  [2020-02-20]. （原始内容存档于2020-02-20） （中文（中国大陆））.
499. ↑  @arashi_5 : 一个重要通知。 （页面存档备份，存于）.新浪微博.2020-02-17.[2020-02-26].
500. ↑  戴瑞芬. . 聯合報. 2020-04-10  [2020-04-10]. （原始内容存档于2022-05-13） （中文（臺灣））.
501. ↑  . 新华社. 2020-04-13  [2020-04-17]. （原始内容存档于2020-04-17） （中文（中国大陆））.
502. ↑  . 中國新聞網. 2020-05-06  [2020-05-06]. （原始内容存档于2020-05-20）.
503. 1 2 3  許祺安. . 香港01. 2020-05-08  [2020-05-08]. （原始内容存档于2022-04-30） （中文（香港））.
504. ↑  . ent.sina.com.cn. 2020-05-12  [2020-05-12]. （原始内容存档于2020-05-20）.
505. ↑  . 中国日报网. 2020-06-23  [2020-06-23]. （原始内容存档于2020-06-25）.
506. ↑  乐琰. . 2020-07-14  [2020-07-14]. （原始内容存档于2020-07-14）.
507. ↑  . 南方都市报. 2020-10-03  [2020-10-03].[]
508. ↑  . 澎湃新闻. 2020-10-02  [2020-10-03].
509. ↑  . 中国新闻网. 2020-10-21  [2020-10-21]. （原始内容存档于2020-12-01）.
510. ↑  . 中国青年报. 2020-12-25  [2020-12-25]. （原始内容存档于2021-10-23）.
511. ↑  .   [2023-01-20]. （原始内容存档于2023-01-20）.
512. ↑  . 中国新闻网_梳理天下新闻. 2023-08-11  [2023-08-12]. （原始内容存档于2023-08-12） （中文）.
513. ↑  www.bjnews.com.cn. . www.bjnews.com.cn.   [2020-01-22]. （原始内容存档于2020-01-22）.
514. ↑  . 凤凰网. 2020-01-23  [2020-01-23]. （原始内容存档于2020-01-26）.
515. ↑  . 新京报. 2020-01-24  [2020-01-24]. （原始内容存档于2020-01-25）.
516. ↑  . Mtime时光网. 2020-01-24  [2020-01-24]. （原始内容存档于2020-01-25）.
517. ↑  陈晨. . 澎湃新闻. 2020-01-26  [2020-01-27]. （原始内容存档于2020-01-27）.
518. ↑  . 环球网. 2020-02-21  [2020-02-21]. （原始内容存档于2020-02-21）.
519. ↑  . sc.people.com.cn.   [2020-02-14]. （原始内容存档于2020-02-22）.
520. ↑  新浪科技. . tech.sina.com.cn. 2020-02-10  [2020-02-14]. （原始内容存档于2020-02-22）.
521. ↑  新浪财经综合. . finance.sina.com.cn. 2020-02-14  [2020-02-14]. （原始内容存档于2020-02-22）.
522. ↑  .   [2020-02-28]. （原始内容存档于2020-02-28）.
523. ↑  彭琤琳. . 香港01. 2020-03-20  [2020-03-20]. （原始内容存档于2020-03-20）.
524. ↑  楊青之. . 香港01. 2020-03-27  [2020-03-28]. （原始内容存档于2020-03-27）.
525. ↑  白瀛. . 新华社. 2020-07-16  [2020-10-07]. （原始内容存档于2020-08-05）.
526. ↑  于蒙蒙. . 中国证券报. 2020-08-14  [2020-10-07]. （原始内容存档于2022-04-26）.
527. ↑  任思雨. . 中国新闻网. 2020-09-17  [2020-10-07]. （原始内容存档于2020-10-30）.
528. 1 2  肖扬. . 北京青年报. 2020-10-16  [2020-10-17]. （原始内容存档于2020-10-18）.
529. ↑  Yin Yeping. . Global Times. 2020-10-15  [2020-10-17]. （原始内容存档于2020-10-21）.
530. ↑  白瀛; 王鹏. . 新华社. 2021-01-01  [2021-01-01]. （原始内容存档于2021-04-18）.
531. ↑  白瀛. . 新华网 2021年春节档电影票房78.22亿元 比2019年增长32.47%. 2021-02-19  [2022-04-11]. （原始内容存档于2022-04-11）.
532. ↑  袁云儿. . 北京日报. 2021-02-16  [2022-04-11]. （原始内容存档于2022-04-30） –新华网.
533. ↑  罗罗 (编). . 齐鲁晚报. 2021-04-07  [2022-04-11]. （原始内容存档于2022-04-11） –新浪娱乐.
534. ↑  董铭. . 环球时报. 2021-04-19  [2022-04-11].
535. ↑  徐宙超 (编). . 新华网. 2021-05-06  [2022-04-11]. （原始内容存档于2022-04-11）.
536. ↑  张钢. . 天津日报. 2021-05-07  [2022-04-11] –腾讯新闻.
537. ↑  杨帆. . 封面新闻. 2021-06-14  [2022-04-11]. （原始内容存档于2022-04-30） –搜狐.
538. ↑  揭書宜. . 澎湃新聞. 2021-06-15  [2022-04-11]. （原始内容存档于2022-04-11）.
539. ↑  陈海峰 (编). . 中国新闻网. 2021-07-25  [2022-04-11]. （原始内容存档于2022-04-11）.
540. ↑  张猛. . 中新经纬. 2021-10-08  [2022-04-11]. （原始内容存档于2021-10-08）.
541. ↑  王世纯 (编). . 人民日报. 2021-10-17  [2022-04-11]. （原始内容存档于2021-11-23）.
542. ↑  王鹏、白瀛. . 新华社. 2021-11-25  [2022-04-11].
543. ↑  王鹏. 刘媛媛、朱舜 , 编. . 新华社. 2022-01-01  [2022-04-11]. （原始内容存档于2022-04-11）.
544. ↑  . www.bjd.com.cn.   [2020-01-23]. （原始内容存档于2020-06-29）.
545. ↑  . media.people.com.cn.   [2020-02-10]. （原始内容存档于2020-02-20）.
546. ↑  . 中关村在线.   [2020-03-10]. （原始内容存档于2022-04-26）.
547. ↑  . 人民网. 2020-01-24  [2020-01-27]. （原始内容存档于2020-01-27） （中文）.
548. ↑  . 广电总局. 2020-01-28  [2020-01-28]. （原始内容存档于2020-01-28） （中文）.
549. ↑  蔡慕嘉. . 信息时报. 2020-02-10  [2020-02-13]. （原始内容存档于2020-02-13） （中文）.
550. ↑  杨光. . 新华网. 2020-02-10  [2020-02-13]. （原始内容存档于2020-02-13） （中文）.
551. ↑  . 国家广播电视总局.   [2020-02-12]. （原始内容存档于2020-02-16）.
552. ↑  贺泓源. . 21财经.   [2020-03-02]. （原始内容存档于2020-03-02）.
553. ↑  . 人民日报.   [2020-03-05].
554. ↑  张楠. . 扬子晚报/紫牛新闻.   [2020-04-04]. （原始内容存档于2021-02-01）.
555. ↑  www.bjnews.com.cn. . www.bjnews.com.cn.   [2020-01-22]. （原始内容存档于2020-01-27）.
556. ↑  人民日报. . 新浪财经_新浪网. 2020-01-21  [2020-01-22]. （原始内容存档于2020-01-23）.
557. ↑  . 浙江在线. 2020-01-22  [2020-01-22]. （原始内容存档于2020-01-27）.
558. ↑  .   [2020-01-27]. （原始内容存档于2020-01-27）.
559. ↑  .   [2020-01-27]. （原始内容存档于2020-01-25）.
560. ↑  . 央视新闻客户端. 2020-01-27  [2020-01-27]. （原始内容存档于2020-01-27） （中文）.
561. ↑  . 上海市人民政府. 2020-01-27  [2020-01-28]. （原始内容存档于2020-01-28）.
562. ↑  . 广东省人民政府. 2020-01-28  [2020-01-28]. （原始内容存档于2020-01-28）.
563. ↑  . 央视. 2020-02-27  [2020-02-27]. （原始内容存档于2020-02-27）.
564. ↑  . 21世纪经济报道. 2020-03-06  [2020-03-06]. （原始内容存档于2022-04-26）.
565. ↑  . 中国青年报. 2020-03-30  [2020-03-31]. （原始内容存档于2022-04-30）.
566. ↑  . 聯合新聞網. 2020-04-27  [2020-04-28]. （原始内容存档于2020-05-02） （中文（臺灣））.
567. ↑  徐锟. . cn.chinadaily.com.cn.   [2020-01-26]. （原始内容存档于2020-01-26）.
568. ↑  . Thepaper.cn.   [2020-01-24]. （原始内容存档于2020-01-24）.
569. ↑  . www.bjd.com.cn.   [2020-02-03]. （原始内容存档于2020-02-03）.
570. ↑  . 教育部考试中心.   [2020-02-16]. （原始内容存档于2020-02-15）.
571. ↑  . 教育部考试中心.   [2020-02-27]. （原始内容存档于2020-02-27）.
572. ↑  . 教育部考试中心.   [2020-04-17]. （原始内容存档于2020-05-14）.
573. ↑  . 教育部考试中心.   [2020-04-20]. （原始内容存档于2020-05-14）.
574. ↑  . cnBeta. 2020-01-25  [2020-01-27]. （原始内容存档于2020-01-25） （中文）.
575. ↑  .   [2020-01-27]. （原始内容存档于2020-01-25）.
576. ↑  . www.chinanews.com.   [2020-01-28]. （原始内容存档于2020-01-28）.
577. ↑  .   [2020-01-29]. （原始内容存档于2020-01-29）.
578. ↑  . www.xinhuanet.com.   [2020-02-05]. （原始内容存档于2020-02-05）.
579. ↑  . 中华人民共和国教育部.   [2020-02-12]. （原始内容存档于2020-02-13）.
580. ↑  . 新浪.   [2020-02-21].
581. ↑  .   [2020-02-26]. （原始内容存档于2020-02-26）.
582. ↑  .   [2020-02-27]. （原始内容存档于2020-02-27）.
583. ↑  . 中国新闻网. 2020-05-09  [2020-05-09]. （原始内容存档于2020-05-09）.
584. ↑  呂佳蓉. . 聯合報.   [2020-03-20]. （原始内容存档于2020-03-20）.
585. ↑  . china.huanqiu.com.   [2020-03-31]. （原始内容存档于2022-05-13）.
586. ↑  . www.sohu.com.   [2021-05-31]. （原始内容存档于2021-06-03）.
587. ↑  .   [2020-04-12]. （原始内容存档于2020-04-12）.
588. ↑  .   [2020-04-13]. （原始内容存档于2022-04-11）.
589. ↑  .   [2020-04-13]. （原始内容存档于2022-04-26）.
590. ↑  .   [2020-04-14]. （原始内容存档于2022-04-26）.
591. ↑  教育部. . 中华人民共和国教育部.   [2020-03-31]. （原始内容存档于2020-06-30）.
592. ↑  郝孟佳. . 人民网-教育频道.   [2020-04-25]. （原始内容存档于2020-04-28）.
593. ↑  应悦. . 新京报.   [2020-04-27]. （原始内容存档于2022-04-30）.
594. ↑  . 澎湃新闻.   [2020-04-27].
595. ↑  . 教育部考试中心. 2020-05-29  [2020-05-30]. （原始内容存档于2020-06-11）.
596. ↑  . 新华网. 2020-08-27  [2020-08-27]. （原始内容存档于2022-04-15）.
597. ↑  熊丙奇. . 新京报. 2020-08-27  [2020-08-27]. （原始内容存档于2022-04-26）.
598. ↑  孙莹. . 人民日报中央厨房. 中央广播电视总台中国之声. 2020-08-16  [2020-08-27]. （原始内容存档于2022-04-26）.
599. ↑  . 经济日报. 2020-09-04  [2020-09-04]. （原始内容存档于2020-09-04）.
600. ↑  . 澎湃新闻.   [2020-01-22]. （原始内容存档于2020-01-22）.
601. ↑  . new.qq.com.   [2020-01-22]. （原始内容存档于2020-01-27）.
602. ↑  . china.huanqiu.com.   [2020-01-22]. （原始内容存档于2020-01-27）.
603. ↑  . 新浪科技.   [2020-01-23]. （原始内容存档于2020-01-23）.
604. ↑  . IT之家.   [2020-01-27]. （原始内容存档于2020-01-25）.
605. ↑  .   [2020-01-30]. （原始内容存档于2020-01-30）.
606. ↑  .   [2020-01-31]. （原始内容存档于2022-04-26）.
607. ↑  . 快科技.   [2020-02-01]. （原始内容存档于2022-04-26）.
608. ↑  . 联合早报.   [2020-02-01].
609. ↑  . www.cs.com.cn.   [2020-02-11]. （原始内容存档于2020-02-21）.
610. ↑  . rfa. 2022-07-22  [2022-07-22]. （原始内容存档于2022-07-28）.
611. ↑  .   [2020-01-27]. （原始内容存档于2021-08-21）.
612. ↑  東奧》女足資格賽 由武漢改至南京舉行[] ，Fox體育，2020-01-23
613. ↑  . 新浪体育. 2020-01-27  [2020-01-27]. （原始内容存档于2020-01-27）.
614. ↑  . 新浪体育. 2020-01-22  [2020-01-23]. （原始内容存档于2020-01-27）.
615. ↑  .   [2020-01-27]. （原始内容存档于2020-01-27）.
616. ↑  . 新浪体育. 2020-01-26  [2020-01-27]. （原始内容存档于2020-01-27）.
617. ↑  . 新京报. 2020-01-27  [2020-01-27]. （原始内容存档于2020-01-27）.
618. ↑  . 新浪体育. 2020-01-29  [2020-01-29]. （原始内容存档于2020-01-29）.
619. ↑  . 网易体育. 2020-01-30  [2020-01-30]. （原始内容存档于2020-01-30）.
620. ↑  . 网易体育. 2020-01-26  [2020-02-01]. （原始内容存档于2020-02-01）.
621. ↑  . Thepaper.cn.   [2020-01-24]. （原始内容存档于2020-01-23）.
622. ↑  . 澎湃新闻.   [2020-01-24]. （原始内容存档于2020-01-25）.
623. ↑  . 中新社. 2020-01-25  [2020-01-27]. （原始内容存档于2020-01-26） （中文）.
624. ↑  . 网易体育. 2020-01-26  [2020-01-27]. （原始内容存档于2020-01-27）.
625. ↑  .   [2020-01-30]. （原始内容存档于2020-01-30）.
626. ↑  .   [2020-01-30]. （原始内容存档于2022-04-26）.
627. ↑  .   [2020-02-05]. （原始内容存档于2020-02-05）.
628. ↑  .   [2020-02-03]. （原始内容存档于2020-02-03）.
629. ↑  周方平. . 羊城晚报. 2020-02-19. （原始内容存档于2020-02-19）.
630. ↑  .   [2020-02-05]. （原始内容存档于2020-02-05）.
631. ↑  .   [2020-02-11]. （原始内容存档于2020-02-12）.
632. ↑  Formula E cancels race in China because of the coronavirus outbreak （页面存档备份，存于）.TheVerge.2020-02-03.[2020-02-17].
633. ↑  .   [2020-02-12]. （原始内容存档于2020-05-02）.
634. ↑  .   [2020-02-21]. （原始内容存档于2020-02-21）.
635. ↑  . sports.sina.com.cn. 2020-03-02  [2020-03-04]. （原始内容存档于2022-04-26）.
636. ↑  . 中新网. 2020-04-01  [2020-04-02]. （原始内容存档于2020-07-25）.
637. ↑  . 新浪体育. 2020-07-09  [2020-07-25]. （原始内容存档于2020-07-25）.
638. ↑  谢斌 张纯. . 南方都市报. 2020-01-21  [2020-01-21]. （原始内容存档于2020-05-02）.
639. ↑  刘灏. . 南方网. 2020-01-21  [2020-01-21]. （原始内容存档于2020-05-11）.
640. ↑  .   [2020-01-27]. （原始内容存档于2020-01-27）.
641. ↑  陈泽云. . 金羊网. 2020-01-22  [2020-01-22]. （原始内容存档于2020-01-22）.
642. ↑  . 加拿大星岛日报. 2020-01-21  [2020-01-22]. （原始内容存档于2020-01-22）.
643. ↑  新京报. . 新京报网. 2020-01-22  [2020-01-22]. （原始内容存档于2020-01-27）.
644. ↑  新京报. . 新京报网. 2020-01-22  [2020-01-22]. （原始内容存档于2020-01-22）.
645. ↑  新京报. . 新京报网. 2020-01-22  [2020-01-22]. （原始内容存档于2020-01-22）.
646. ↑  徐榆涵. . 聯合報. 2020-01-23  [2020-01-25]. （原始内容存档于2020-01-25）.
647. ↑  .   [2020-01-27]. （原始内容存档于2020-01-25）.
648. ↑  澎湃新闻. . 环球网. 2020-01-22  [2020-01-22]. （原始内容存档于2020-01-27）.
649. ↑  . 中国日报网. 2020-01-23  [2020-01-27]. （原始内容存档于2020-01-27）.
650. ↑  . news.rthk.hk.   [2020-01-27]. （原始内容存档于2020-01-27） （中文（香港））.
651. ↑  . Now 新聞.   [2020-01-27]. （原始内容存档于2020-01-26） （中文（香港））.
652. ↑  張美華. . 香港01. 2020-01-25  [2020-01-25]. （原始内容存档于2020-01-25）.
653. ↑  . 蘋果日報. 2020-01-23  [2020-01-25]. （原始内容存档于2020-01-25）.
654. ↑  謝茜嘉. . 香港01. 2020-01-23  [2020-01-25]. （原始内容存档于2020-01-24）.
655. ↑  . 台視新聞. 2020-01-24  [2020-01-25]. （原始内容存档于2020-01-24）.
656. ↑  . 加拿大星島日報. 2020-01-24  [2020-01-25].
657. ↑  . 第一财经. 2020-02-02  [2020-02-02]. （原始内容存档于2020-02-02）.
658. ↑  . www.bjd.com.cn.   [2020-02-02]. （原始内容存档于2020-07-28）.
659. ↑  . 新华网. 2020-03-02  [2020-03-02]. （原始内容存档于2020-03-02）.
660. ↑  . IT之家. 2020-01-21  [2020-01-23]. （原始内容存档于2020-01-27）.
661. ↑  . 中国网科学频道. 2020-01-22  [2020-01-23]. （原始内容存档于2020-01-27）.
662. ↑  . 腾讯新闻. 2020-01-21  [2020-01-23]. （原始内容存档于2020-01-27）.
663. ↑  知乎. . 微博. 2020-01-21  [2020-01-23]. （原始内容存档于2020-01-27） （中文（中国大陆））. 截至 2020 年 1 月 21 日 15:00，中国大陆确诊 291 例，疑似 54 例，治愈 25 例。香港地区确诊 0 例，疑似 106 例，出院 81 例。当前新型冠状病毒感染肺炎的疫情形势如何？到底什么是冠状病毒？疫情是否可防可控？来知乎，了解疫情最新进展 #武汉成立疫情防控指挥部# #武汉对进出武汉人员管控#
664. ↑  .   [2020-01-27]. （原始内容存档于2020-01-27）.
665. ↑  .   [2020-01-27]. （原始内容存档于2020-01-25）.
666. ↑  .   [2020-01-27]. （原始内容存档于2020-01-25）.
667. ↑  .   [2020-01-27]. （原始内容存档于2020-01-25）.
668. ↑  .   [2020-01-27]. （原始内容存档于2020-01-25）.
669. ↑  .   [2020-01-27]. （原始内容存档于2020-01-25）.
670. ↑  .   [2020-01-27]. （原始内容存档于2020-01-25）.
671. ↑  .   [2020-01-27]. （原始内容存档于2020-01-25）.
672. ↑  .   [2020-01-27]. （原始内容存档于2020-01-25）.
673. ↑  .   [2020-01-27]. （原始内容存档于2020-01-25）.
674. ↑  . 京報網. 2020-01-26  [2020-01-27]. （原始内容存档于2020-01-26）.
675. 1 2  .   [2020-02-21]. （原始内容存档于2020-02-21）.
676. 1 2  . 2020-01-26  [2020-01-27]. （原始内容存档于2020-01-26）.
677. ↑  . IT之家.   [2020-01-26]. （原始内容存档于2020-01-26）.
678. ↑  . IT之家.   [2020-01-26]. （原始内容存档于2020-01-26）.
679. ↑  . IT之家.   [2020-01-26]. （原始内容存档于2020-01-26）.
680. ↑  . IT之家.   [2020-01-26]. （原始内容存档于2020-01-26）.
681. ↑  . 澎湃新闻.   [2020-01-26]. （原始内容存档于2020-01-29）.
682. ↑  .   [2020-01-27]. （原始内容存档于2020-01-25）.
683. ↑  .   [2020-01-27]. （原始内容存档于2020-01-25）.
684. ↑  .   [2020-01-27]. （原始内容存档于2020-01-25）.
685. ↑  .   [2020-01-27]. （原始内容存档于2020-01-25）.
686. ↑  .   [2020-01-27]. （原始内容存档于2020-01-25）.
687. ↑  .   [2020-01-27]. （原始内容存档于2020-01-25）.
688. ↑  .   [2020-02-21]. （原始内容存档于2020-02-21）.
689. ↑  .   [2020-01-27]. （原始内容存档于2020-01-25） （中文）.
690. ↑  . 人民网-国际频道. 2020-01-29  [2020-02-04]. （原始内容存档于2020-02-04）.
691. ↑  .   [2022-06-09]. （原始内容存档于2022-06-11）.
692. ↑  . 新京报. 2020-01-26  [2020-01-27]. （原始内容存档于2020-01-26） （中文）.
693. ↑  李金磊. . 中国新闻网. 2021-01-13  [2021-01-13]. （原始内容存档于2021-01-13） （中文）.
694. ↑  . 四川日报. 2020-01-25  [2020-01-27]. （原始内容存档于2020-01-27） （中文）.
695. ↑  陈咏. . 扬子晚报. 2020-01-25  [2020-01-27]. （原始内容存档于2020-01-25） （中文）.
696. ↑  徐俊勇. . 甘肃日报. 2020-01-25  [2020年1月27日]. （原始内容存档于2020年1月26日） （中文）.
697. ↑  苏赞. . 广州日报. 2020-01-25  [2020-01-27]. （原始内容存档于2020-01-25） （中文）.
698. ↑  . 星洲日报. 2020-01-25  [2020-01-27]. （原始内容存档于2020-01-25） （中文）.
699. ↑  . 人民日报客户端. 2020-01-31  [2020-02-01]. （原始内容存档于2020-02-01） （中文）.
700. ↑  . 融中财经. 2020-04-01  [2020-07-11]. （原始内容存档于2020-07-10）.
701. ↑  . 金融时报. 2020-04-23  [2020-07-11]. （原始内容存档于2020-07-10）.
702. ↑  . 扬子晚报. 2020-03-13 （中文）.
703. ↑  姜庚宇. . 香港01. 2020-03-08  [2020-03-13]. （原始内容存档于2021-07-20） （中文）.
704. ↑  林宸誼. . 聯合報. 2020-03-14  [2020-03-16]. （原始内容存档于2020-03-15） （中文）.
705. ↑  王丽娜,徐辰烨. . 新浪網. 2020-07-05  [2020-07-06]. （原始内容存档于2020-07-06）. 專訪原刊於《财经》雜誌.
706. ↑  沙雪良. . 新京报. 2020-01-29  [2020-02-02]. （原始内容存档于2020-02-01）.
707. ↑  . 参考消息. 2020-01-31  [2020-02-02]. （原始内容存档于2020-02-02） –新浪军事.
708. ↑  . 上观新闻. 2020-02-02  [2020-02-02]. （原始内容存档于2020-02-19）.
709. ↑  . 中央纪委国家监委网站. 2020-02-02  [2020-02-02]. （原始内容存档于2020-02-02） –新浪.
710. ↑  . 香港01. 2021-01-02  [2021-01-02]. （原始内容存档于2021-01-14） （中文（香港））.
711. ↑  . 澎湃新闻. 2021-01-02  [2021-01-02]. （原始内容存档于2022-04-26）.
712. ↑  . 河北省纪委监委网站. 2020-02-01  [2020-02-02]. （原始内容存档于2020-02-02）.
713. 1 2  .   [2020-02-03]. （原始内容存档于2020-02-03）.
714. ↑  袁杰. . 澎湃新闻. 2020-02-02  [2020-02-02]. （原始内容存档于2020-02-02）.
715. ↑  .   [2020-02-04]. （原始内容存档于2020-02-04）.
716. ↑  . 湖北日报. 2020-02-04  [2020-02-04]. （原始内容存档于2020-02-04）.
717. ↑  . 新京报. 2020-02-11  [2020-02-11]. （原始内容存档于2020-02-12）.
718. ↑  . baijiahao.baidu.com.   [2020-02-11]. （原始内容存档于2020-02-21）.
719. ↑  . 新华网. 2020-02-12  [2020-02-13]. （原始内容存档于2020-02-13）.
720. ↑  . 新华网. 2020-02-13  [2020-02-13]. （原始内容存档于2020-02-13）.
721. ↑  .   [2020-02-15]. （原始内容存档于2020-02-15）.
722. ↑  .[永久]
723. ↑  王跃军. . 央视新闻. 2020-02-15. （原始内容存档于2020-02-16）.
724. ↑  新京报. . news.sina.com.cn. 2020-03-19  [2020-03-20]. （原始内容存档于2020-03-20）.
725. ↑  . 湖北省纪委监委网站. 2020-02-16. （原始内容存档于2020-02-16）.
726. ↑  岳怀让. . 澎湃新闻. 2020-02-18. （原始内容存档于2020-02-19）.
727. ↑  浙江发布微信公众号. . 2020-02-21. （原始内容存档于2020-02-21）.
728. ↑  潘林青、魏圣曜. . 新华社. 2020-02-21. （原始内容存档于2020-02-21）.
729. ↑  .   [2020-02-21]. （原始内容存档于2020-02-21）.
730. ↑  褚文. . 香港01. 2020-02-24. （原始内容存档于2020-02-24）.
731. ↑  . 人民网. 2020-02-24  [2020-02-24]. （原始内容存档于2020-02-24）.
732. ↑  . news.ifeng.com.   [2020-02-26]. （原始内容存档于2020-02-26）.
733. ↑  . （原始内容存档于2020-03-02）.
734. ↑  . www.sohu.com.   [2020-03-02]. （原始内容存档于2020-03-02） （英语）.
735. ↑  人民日报. . news.sina.com.cn. 2020-03-04  [2020-03-04]. （原始内容存档于2020-03-04）.
736. ↑  冯国栋. . 新华社. 2020-03-15. （原始内容存档于2020-03-16）.
737. ↑  . 平安武汉. 2020-03-19. （原始内容存档于2020-03-19）.
738. ↑  闫睿、强勇. . 新华社. 2020-04-17  [2020-04-17]. （原始内容存档于2020-08-07）.
739. ↑  . 黑龙江省纪委监委. 2020-04-17  [2020-04-17]. （原始内容存档于2020-04-25）.
740. ↑  余晖. . 北京青年报. 2020-04-18  [2020-04-17]. （原始内容存档于2020-04-21）.
741. ↑  . 澎湃新闻. 2020-05-11  [2020-05-11]. （原始内容存档于2020-05-12）.
742. ↑  .   [2020-05-16]. （原始内容存档于2020-05-22）.
743. ↑  . 长安街知事. 2020-05-16  [2020-05-16]. （原始内容存档于2022-04-30）.
744. ↑  .   [2020-06-15]. （原始内容存档于2020-06-15）.
745. ↑  . 北京日报客户端. 2020-06-24  [2020-06-24]. （原始内容存档于2020-06-26）.
746. ↑  . 新京报网. 2020-06-18  [2020-06-18]. （原始内容存档于2020-06-18）.
747. ↑  . 中央纪委国家监委网站. 2020-09-30  [2020-09-30]. （原始内容存档于2021-01-26）.
748. ↑  网易. . 网易. 2020-10-15  [2020-10-15]. （原始内容存档于2020-10-18）.
749. ↑  李犇; 马晓冬. . 新华社“新华视点”微博. 2020-12-31  [2020-12-31]. （原始内容存档于2021-01-02）.
750. ↑  . 河北日报. 2021-01-07  [2021-01-07]. （原始内容存档于2021-01-08）.
751. ↑  . on.cc東網. 2021-01-16  [2021-01-20]. （原始内容存档于2022-04-26） （中文（香港））.
752. ↑  闫睿; 侯鸣. . 新华网. 2021-01-19  [2021-01-20]. （原始内容存档于2021-01-28）.
753. ↑  . on.cc東網. 2021-01-23  [2021-01-23]. （原始内容存档于2022-04-26） （中文（香港））.
754. ↑  . 新華社. 2021-01-25  [2021-01-25].[]
755. ↑  . 香港01. 2021-01-31  [2021-01-31]. （原始内容存档于2022-04-26） （中文（香港））.
756. ↑  . 央视新闻客户端. 2021-02-01  [2021-02-01]. （原始内容存档于2021-04-29）.
757. ↑  . 新京报网. 2021-04-08  [2021-04-08]. （原始内容存档于2021-04-08）.
758. ↑  . 央视. 2021-05-16  [2021-05-16]. （原始内容存档于2021-05-17）.
759. ↑  徐海涛; 周畅. . 新华网. 2021-05-16  [2021-05-16]. （原始内容存档于2021-05-16）.
760. ↑  田萌. . 央视新闻客户端. 2021-07-31  [2021-07-31]. （原始内容存档于2021-07-31）.
761. ↑  . 央视新闻客户端. 2021-08-04  [2021-08-04]. （原始内容存档于2021-08-04）.
762. ↑  . 中国新闻网. 2021-08-04  [2021-08-04]. （原始内容存档于2021-08-04）.
763. ↑  . 澎湃新闻. 2021-08-07  [2021-08-07]. （原始内容存档于2021-08-07）.
764. ↑  . 中国新闻网. 2021-08-08  [2021-08-08]. （原始内容存档于2021-08-08）.
765. ↑  . 每日经济新闻. 2021-08-10  [2021-08-10]. （原始内容存档于2021-08-10）.
766. ↑  . 澎湃新闻. 2021-08-11  [2021-08-11]. （原始内容存档于2021-08-11）.
767. ↑  . 中国新闻网. 2021-08-12  [2021-08-12]. （原始内容存档于2021-08-18）.
768. ↑  . 界面新闻. 2021-09-01  [2021-09-02]. （原始内容存档于2021-09-02）.
769. ↑  . 新华网. 2021-09-04  [2021-09-04]. （原始内容存档于2021-09-04）.
770. ↑  . 长江云客户端. 2021-09-09  [2021-09-09]. （原始内容存档于2021-09-09）.
771. ↑  刘锡菊. . 中国新闻网. 2021-09-29  [2021-09-29]. （原始内容存档于2022-03-08）.
772. ↑  强勇. . 新华网. 2021-10-01  [2021-10-01]. （原始内容存档于2022-04-26）.
773. ↑  张玮. . 中国新闻网. 2021-10-23  [2021-10-23]. （原始内容存档于2021-10-26）.
774. ↑  .   [2021-10-26]. （原始内容存档于2021-10-27）.
775. ↑  . 央视网. 2021-10-30  [2021-10-30]. （原始内容存档于2021-10-30）.
776. ↑  .   [2021-11-02]. （原始内容存档于2021-11-02）.
777. ↑  . 额济纳融媒微信公号. 2021-11-01  [2021-11-02]. （原始内容存档于2021-11-02）.
778. ↑  . 中国新闻网. 2021-11-02  [2021-11-02]. （原始内容存档于2021-11-05）.
779. ↑  .   [2021-11-03]. （原始内容存档于2021-11-05）.
780. ↑  . 中国新闻网. 2021-11-06  [2021-11-06]. （原始内容存档于2021-11-08）.
781. ↑  . 央视网. 2021-12-05  [2021-12-05]. （原始内容存档于2021-12-06）.
782. ↑  . 中央纪委国家监委网站. 2021-12-24  [2021-12-24]. （原始内容存档于2021-12-24）.
783. ↑  . 西安晚报. 2022-01-02  [2022-01-02]. （原始内容存档于2022-01-02）.
784. ↑  . 央视网. 2022-01-05  [2022-01-05]. （原始内容存档于2022-01-05）.
785. ↑  . 中国新闻网. 2022-01-06  [2022-01-06]. （原始内容存档于2022-01-07）.
786. ↑  . 联合早报. 2022-01-06  [2022-01-06]. （原始内容存档于2022-01-06）.
787. ↑  . 香港01. 2022-03-13  [2022-03-24]. （原始内容存档于2022-03-24）.
788. ↑  . 台湾壹周刊网站. 2020-02-07  [2020-02-13]. （原始内容存档于2020-02-12） （繁体中文）. 而且，參考美國、日本當時已進行的撤僑原則，都是以本國籍為主、中國籍的配偶暫時被留（因為在中國有住處且中國政府不同意一起撤僑）
789. ↑  . 自由时报网站. 2020-02-07  [2020-02-13]. （原始内容存档于2020-02-08） （繁体中文）.
790. ↑  . Reuters. 2020-01-31  [2020-02-04]. （原始内容存档于2020-02-04） （英语）.
791. ↑  .   [2020-11-05]. （原始内容存档于2020-12-05）.
792. ↑  . 美国之音. 2023-01-10  [2023-02-16]. （原始内容存档于2023-02-16）.
793. ↑  . 美国之音. 2023-01-11  [2023-02-16]. （原始内容存档于2023-02-16）.
794. ↑  . 德国之声. 2023-01-11.
795. ↑  . 新华社. 2023-02-15  [2023-02-16]. （原始内容存档于2023-06-03）.
796. ↑  . 新华社. 2023-01-21  [2023-02-16]. （原始内容存档于2023-02-16）.
797. ↑  . 德国之声. 2023-01-29.
798. ↑  . 美国之音. 2023-01-29  [2023-02-16]. （原始内容存档于2023-02-16）.
799. ↑  . 自由亚洲电台. 2022-08-19  [2022-08-20]. （原始内容存档于2022-08-31）.
800. ↑  . 自由亚洲电台. 2022-05-17  [2022-08-20]. （原始内容存档于2022-05-21）.
801. 1 2 3  . Radio Free Asia.   [2022-05-19]. （原始内容存档于2022-05-26） （中文（中国大陆））.
802. ↑  . 美国之音.   [2022-05-19]. （原始内容存档于2022-05-19） （中文）.
803. ↑  Shen Lu; Karen Hao. . 华尔街日报. 2022-05-23  [2022-06-01]. （原始内容存档于2022-05-31）.
804. ↑  . 中国数字时代. 2022-05-24  [2022-06-01]. （原始内容存档于2022-05-26）.
805. ↑  . 德国之声. 2022-04-02  [2022-04-02]. （原始内容存档于2022-04-22）.
806. ↑  . BBC News 中文. 2022-04-01  [2022-04-02]. （原始内容存档于2022-04-26）.
807. ↑  . RFI - 法国国际广播电台. 2022-04-01  [2022-04-02]. （原始内容存档于2022-04-22）.
808. ↑  许波. . 美国之音. 2022-03-31  [2022-04-02]. （原始内容存档于2022-04-22）.
809. ↑  金哲. . 美国之音. 2022-04-05  [2022-04-05]. （原始内容存档于2022-04-29）.
810. ↑  林育立. . 中央通讯社. 2020-05-09  [2020-05-09]. （原始内容存档于2020-05-09）.
811. ↑  小山. . 法国国际广播电台. 2020-05-09  [2020-05-09]. （原始内容存档于2020-05-10）.
812. ↑  . BBC News. 2022-11-27  [2022-11-27]. （原始内容存档于2022-12-03） （英国英语）.
813. ↑  . NPR. 2022-11-27  [2022-11-27]. （原始内容存档于2022-11-28）.

## 外部連結
- 新型冠状病毒感染的肺炎疫情防控 - 中華人民共和國國家衛生健康委員會

Template:2019冠狀病毒病中國大陸疫情
Template:中国卫生